# Hikayat Faridah Hanom

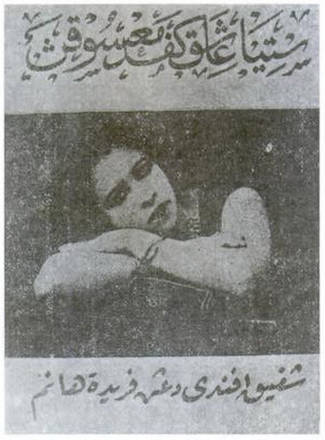
Titelbild des Romans in der Erstausgabe von 1926

Hikayat Faridah Hanom, eigentlich Hikayat Setia Ashik kepada Maksyuknya atau Shafik Afandi dengan Faridah Hanom (Jawi حكاية ستيا عاشق كفد معشوقڽ اتو شفيق افندي دڠن فريدة هانم ‚Die Geschichte von der gegenseitigen Treue der Liebenden, oder Shafik Efendi und Faridah Hanom‘) ist ein Liebesroman in malaiischer Sprache von Sayyid Shaykh al-Hadi, der zwischen Juli und Oktober 1926 erstmals veröffentlicht wurde. Er spielt Ende des 19. Jahrhunderts in Kairo und erzählt die Geschichte des jungen ägyptischen Liebespaars Faridah Hanom und Shafik Efendi, die beide aus wohlhabenden, aristokratischen Familien kommen und sich ewige Treue geschworen haben. Ihre Beziehung wird aber bald unterbrochen, weil Faridahs Vater sie mit einem Cousin zwangsverheiraten will. Während Shafik in den Krieg zieht, um seinem Leben ein Ende zu setzen, erkrankt Faridah nach der Trennung so schwer, dass ihr Leben bedroht ist. Als sie schließlich mit ihrem Cousin verheiratet wird, gelingt es ihr, eine Auflösung der Ehe zu erreichen und ihren Geliebten Shafik zu heiraten. Die Hikayat Faridah Hanom gilt als einer der ersten malaiischen Romane, allerdings knüpft er in vielerlei Hinsicht an das Erbe der malaiischen Hikayat-Tradition an.
Der Autor nutzt die Erzählung, um die Fragwürdigkeit von Zwangsehen aufzuzeigen, die Notwendigkeit von Frauenbildung und Frauenrechten zu demonstrieren und den kämpferischen Einsatz für Heimatland und Nation anzupreisen. Nach Virginia Hooker geht es in dem Roman darum, zu zeigen, wie islamische Werte gesellschaftlich umgesetzt werden können. Mit diesem Konzept, den Roman als Form der Vermittlung islamischer Prinzipien zu nutzen, war Sayyid Shaykh ein Pionier. Der Roman enthält einige erotische Passagen und war mit erotischen Fotografien illustriert. Sie waren nach Auffassung Christine Campbells ein Zugeständnis an die junge männliche Leserschaft, deren Aufmerksamkeit Sayyid Shaykh auf sein Projekt der islamischen Reform lenken wollte, doch dienten diese Passagen auch dazu, die neuen Anstandsregeln darzustellen, die nach der Vorstellung islamischer Reformisten für unverheiratete Paare gelten sollten.

## Entstehungsgeschichte
Sayyid Shaykh al-Hadi (geb. 1867), der Verfasser des Romans, stammte aus einer arabisch-malaiischen Familie in Malakka. Als er sieben Jahre alt war, zog sein Vater mit ihm auf die Penyengat-Insel, auf der damals die buginesischen Unter-Könige (Yamtuan Muda) des Riau-Lingga-Sultanats residierten. Hier las al-Hadi sehr viel in religiösen Büchern und Zeitschriften aus Ägypten. In den 1890er Jahren begleitete er die Söhne der Königsfamilie bei einer Reise nach Mekka und Kairo. Dort besuchte die Gruppe Vorlesungen bei dem islamischen Reformdenker Muhammad ʿAbduh (gest. 1905). Anfang des 20. Jahrhunderts zog al-Hadi nach Singapur und gründete zusammen mit anderen die malaiische Zeitschrift al-Imām, die inhaltlich an ʿAbduhs Reformideen orientiert war. Hier wie auch später in Malakka gründete al-Hadi arabische Schulen, die aber bald schon wieder schließen mussten. 1916 zog al-Hadi nach Penang weiter, wo er eine dritte arabische Schule gründete und seinen Roman veröffentlichte.
Die erste Ausgabe der Hikayat Faridah Hanom erschien 1926 in zwei Teilen mit insgesamt 335 Seiten bei dem Verlag al-Maktaba al-Aminiyyah und wurde bei Mercantile Press in Penang gedruckt. Die Veröffentlichung des ersten Teils erfolgte im Juli, die des zweiten Teils im Oktober 1926. Sayyid Shaykh al-Hadi war bei der Drucklegung bereits 59 Jahre alt. Wie er am Ende des ersten Teils mitteilt, hatte er ursprünglich vorgehabt, den Roman in einem Band zu veröffentlichen, nahm jedoch von diesem Plan Abstand, als ihm ein befreundeter bengalischer Amtsarzt in Penang empfahl, zur Erhaltung seiner Gesundheit etwas langsamer zu arbeiten. Er entschloss sich daraufhin, den zweiten Teil des Romans erst drei Monate später zu veröffentlichen. 1928 publizierte al-Hadi eine zweite überarbeitete und erweiterte Auflage des Romans.
Hikayat Faridah Hanom war al-Hadis frühestes Werk, in dem er sich für Frauenemanzipation einsetzte. Diesen Einsatz setzte er später mit verschiedenen Zeitschriftenartikeln und seinem Buch Kitab 'Alam Perempuan („Das Buch über die Natur der Frau“) fort.

## Handlung

### Erste Begegnung des Liebespaars und Treueschwur

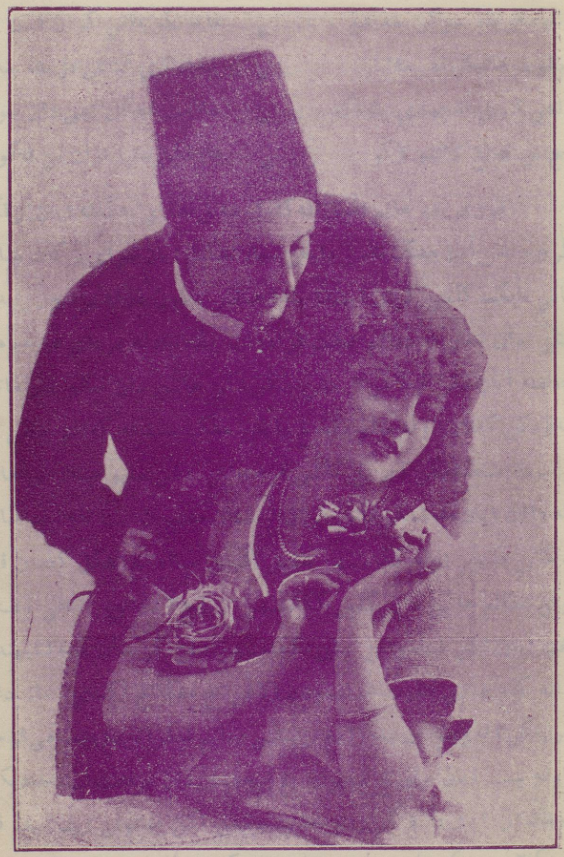
Erstes Treffen des Liebespaars in Faridahs Garten. Abbildung aus der ersten Auflage des Romans.

Der Roman spielt Ende des 19. Jahrhunderts in Kairo. Shafik Efendi, ein junger Mann aus wohlhabendem Elternhaus, arbeitet vormittags im Unternehmen seines Vaters Talaat Bey. Die Nachmittage und Abende verbringt er mit Spazierfahrten in seiner Kutsche, bei denen er die verschiedenen Märkte, Ausflugslokale und Gärten der Stadt besucht. Er träumt davon, eine Militärschule zu besuchen, um danach als Offizier seinem Heimatland zu dienen, doch da er Einzelkind ist, erhält er dafür nicht die Erlaubnis seines Vaters. Eines Nachmittags im Mai 1894, als er gerade zu einer Spazierfahrt aufbrechen will, sieht er eine verschleierte junge Frau vor dem Tor seines Hauses entlanggehen, die ihn wegen ihrer Eleganz und Schönheit sofort fasziniert. Wie fremdgesteuert, läuft er ihr hinterher und stellt fest, dass sie in einer Villa in der gleichen Straße wohnt. Bevor sie in dem Haus verschwindet, treffen sich ihre Blicke, und beide sind augenblicklich ineinander verliebt. Die Frau, auf die Shafik gestoßen ist, heißt Faridah Hanom, ist die Tochter des sehr wohlhabenden Unternehmers Kasim Bey und verfügt über eine sehr umfassende Bildung. Das Leben der beiden wird durch die Begegnung völlig durcheinandergewirbelt. Sie versuchen zueinander Kontakt aufzunehmen, wissen allerdings nicht wie.
Eines Nachmittags hält Faridah an ihrem Fenster Ausschau nach Shafik. Als er sie bemerkt, winkt er ihr spontan zu, und Faridah erwidert ebenso spontan den Gruß. Sie schämt sich jedoch danach dafür, weil sich solches Verhalten für eine Dame wie sie nicht geziemt. Es kommt zu einem Briefwechsel, und die beiden verabreden sich zu einer nachmittäglichen Spazierfahrt in Shafiks Kutsche. Damit sie sich erneut treffen können, lädt Faridah ihn ein, am folgenden Tag um Mitternacht in den Garten ihres Hauses zu kommen.
Da sich Shafik an dem betreffenden Abend um europäische Gäste seines Vaters kümmern muss, verspätet er sich zu dem verabredeten Treffen mit Faridah. Seine Geliebte ist deswegen verärgert, doch kann Shafik sie beschwichtigen. Die beiden beschließen zu heiraten und schwören sich bei ihrem Treffen ewige Treue.

### Die Zeit der regelmäßigen Treffen

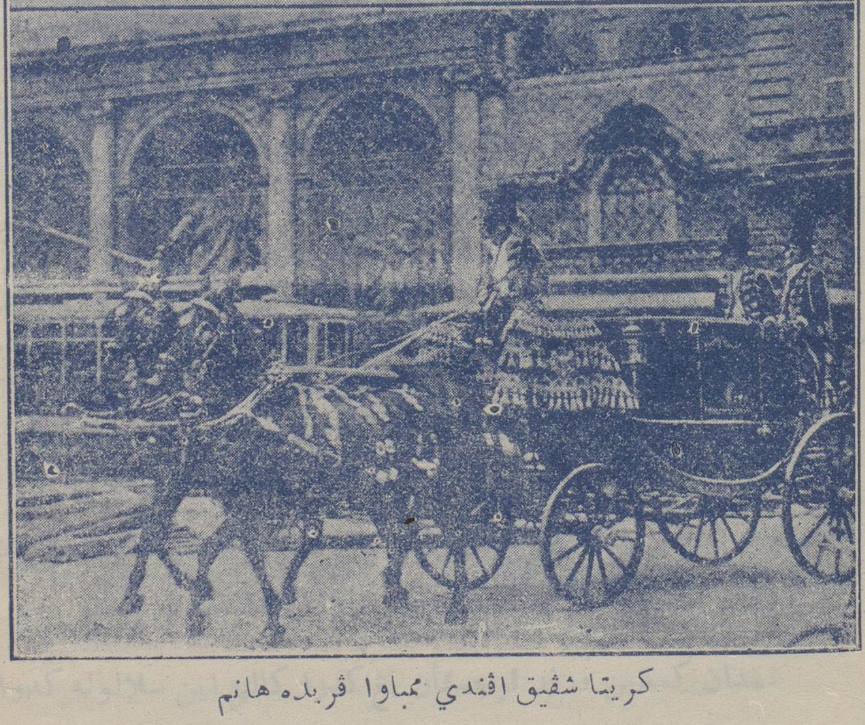
Die Kutsche, in der das Liebespaar seine Ausfahrten macht. Abbildung aus der ersten Auflage des Romans.

Das Liebespaar trifft sich danach immer wieder, nachts im Garten des Hauses von Faridah und nachmittags in Shafiks Kutsche, in der sie zusammen zu den verschiedenen Gärten der Stadt fahren. Zuweilen gehen sie an der Nilpromenade spazieren oder machen Bootsfahrten.
Um sich ungestört mit Faridah treffen zu können, mietet Shafik ein Haus an, das er mit Möbeln einrichtet und in dem er seine Amme Aliah unterbringt. Faridah hat große Hemmungen, dieses Haus zu besuchen, weil sie fürchtet, dass Shafik schlechte Absichten haben und Schande über sie und ihre Eltern bringen könnte. Als sie auf seine Einladung schließlich doch in das Haus kommt, stellt sie erleichtert fest, dass Shafik sich nicht anders verhält als sonst und bei den Zärtlichkeiten die bisherigen Grenzen einhält. Allerdings ist sie sehr traurig, als Shafik ihr mitteilt, dass er sich nicht traut, seine Eltern darüber zu informieren, dass er sie heiraten will. Sie deutet dies als Zeichen dafür, dass er sich für eine andere Frau freihalten will. Nach diesem ersten Treffen in dem neuen Haus treffen sich die beiden Geliebten dort ständig. Wann immer einer von ihnen den anderen treffen will, begibt er sich in dieses Haus.

### Faridahs Auftritt im Nacktkleid und ihre Entführung durch Shafik
Da Faridah weiß, dass ihr Vater sie bald mit ihrem ungeliebten Cousin Badruddin Efendi aus Alexandria verheiraten will, ersinnt sie einen Plan, um Shafik zu einer beschleunigten Verwirklichung seiner Heiratspläne zu bewegen. An einem Morgen fährt sie in das gemietete Haus und überrascht Shafik dort in einem durchsichtigen Chemisenkleid und hautfarbener Latexunterwäsche, die so aussieht, als ob sie nackt wäre. Der Plan geht jedoch schief: Shafik macht ihr nicht den gewünschten Heiratsantrag, sondern spricht erschrocken die Hauqala und läuft davon. Faridah ist daraufhin verärgert über Shafik und will ihn nicht mehr treffen, weil sie vermutet, dass er ihr schmutzige Absichten unterstellt. Weder Aliah, die auf Wunsch ihres Herrn Faridah zu Hause besucht und mit ihr ein längeres Gespräch führt, noch verschiedene Liebesbriefe, die Shafik an sie schreibt, ändern etwas an ihrer Haltung, obwohl sie selbst große Sehnsucht nach ihm hat und ihre Gedanken auf nichts anderes mehr richten kann.
Shafik plant schließlich, Faridah aus ihrem Haus zu entführen. Er erhält dabei nicht nur die Hilfe Aliahs, sondern auch von Faridahs Dienerinnen Suad und Khatun, die eine Fortführung der Liebesbeziehung zwischen ihrer Herrin und Shafik für wünschenswert halten. Die Umsetzung des Plans findet zu einer Zeit statt, da Faridahs Eltern und ihr Bruder Muhammad Efendi gerade zum Luftwechsel in Alexandria weilen: Shafik entführt Faridah um Mitternacht, und die beiden verbringen eine Nacht und einen Tag in Aliahs Haus, wobei sie auch eine Zeitlang zusammen in einem Bett schlafen, ohne aber irgendwelche sexuellen Handlungen zu begehen. Danach trifft sich das Liebespaar wieder regelmäßig, manchmal tagsüber in Aliahs Haus und manchmal des Nachts in Faridahs Garten.

### Faridah wird ihrem Cousin Badruddin versprochen
Nach einer Weile stellt sich im Hause Faridah Hanoms Besuch ein: Badruddin Efendi ist aus Alexandria gekommen und wohnt für ein paar Tage bei ihrer Familie. Während seines Aufenthaltes in dem Haus macht er Faridah immer wieder Avancen und bringt seine Bewunderung und Liebe für sie zum Ausdruck. Faridah, die von ihm angewidert ist, versucht ihm nach Möglichkeit auszuweichen. Als Badruddin ihr einmal unbemerkt in den Garten folgt und ihr den Weg zurück ins Haus abschneidet, sagt sie ihm mit groben und demütigenden Worten, dass sie ihn verabscheut, und fordert ihn auf zu verschwinden. Badruddin lässt sich dadurch aber nicht von seinen Heiratsplänen abbringen. Am nächsten Tag treffen Badruddins Eltern aus Alexandria ein, und Badruddins Vater hält auf seinen Wunsch um Faridahs Hand an. Faridahs Vater Kasim stimmt der Eheschließung der beiden unverzüglich zu, ohne sich mit seiner Familie zu beraten. Faridahs Bruder Muhammad, der von ihrer Abscheu gegenüber ihrem Cousin weiß, ist entsetzt und informiert seine Schwester über die Neuigkeit. Sie schickt daraufhin ihre Dienerin Suad mit einem Brief zu Shafik, in dem sie ihn über die neue Lage informiert und bittet, endlich seine Eltern über ihre Heiratsabsichten zu informieren.
Shafik ist erschüttert über Faridahs Nachricht und offenbart sich seinen Eltern. Seine Eltern besuchen noch am selben Abend Faridahs Eltern, um um ihre Hand anzuhalten, doch lehnt Kasim den Heiratsantrag mit der Begründung ab, dass er bereits den Heiratsantrag seines Bruders angenommen hat. Als am nächsten Morgen Faridah mit Suad zu Aliahs Haus fährt, um Shafik zu treffen, folgt ihnen Badruddin heimlich und belauscht sie. Er vermutet, dass Faridahs Geliebter in dem Haus auf sie wartet, und informiert Kasim über seine Entdeckung. Kasim, sein Bruder und Badruddin fahren zu dem Haus, finden dort allerdings neben Faridah und Suad nur Aliah vor. Kasim macht daraufhin Badruddin wegen der falschen Verdächtigung seiner Tochter schwere Vorwürfe.

### Faridahs Erkrankung und Shafiks Kriegsdienst

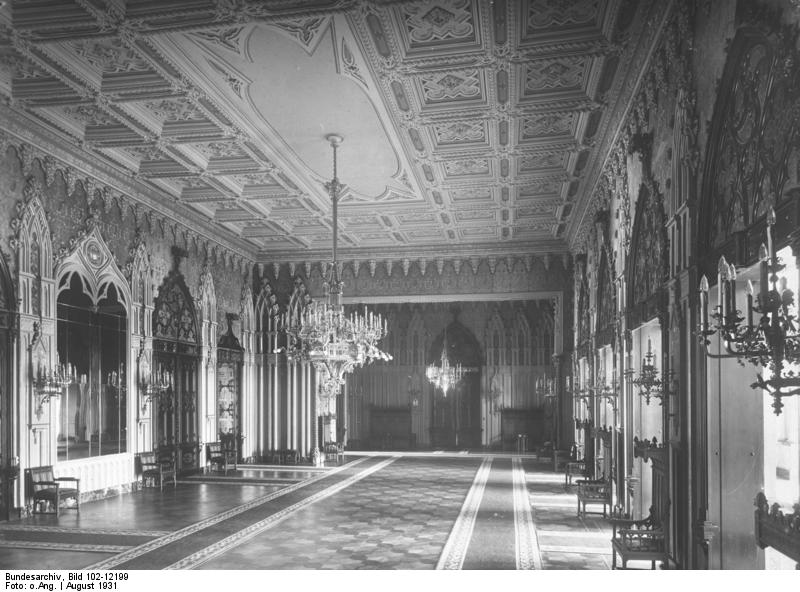
Der Audienzsaal des Abdeen-Palast im Jahre 1931

Shafik, der wegen des abgelehnten Heiratsantrags niedergeschlagen ist und seinem Leben ein Ende setzen will, wird an demselben Tag von seinem Vater eingeladen, zum Abdeen-Palast zu fahren, um dem Khediven zum Geburtstag zu gratulieren. Die beiden erhalten eine Privataudienz, bei der es Shafik gelingt, die Gunst des Herrschers zu gewinnen. Er wittert die Chance, vom Herrscher Unterstützung für seinen Plan zu erhalten, eine Militärschule zu besuchen und in den Krieg in den Sudan zu ziehen. In einer programmatischen Rede vor den Ministern und hohen Beamten des Staates betont Shafik die Wichtigkeit des persönlichen Einsatzes für das Heimatland. Der Khedive bittet Talaat, seinem Sohn die Erlaubnis für den Besuch der Militärschule und die Ableistung des Kriegsdienstes im Sudan zu erteilen. Nachdem auch ein pensionierter Offizier, der mit der Familie befreundet ist, Shafiks Pläne gelobt hat, lässt sich Talaat erweichen und erlaubt seinem Sohn, in die Kriegsschule einzutreten.
Als Faridah von Shafiks Plänen erfährt, ist sie verzweifelt. Nach einer zweiten Begegnung mit Badruddin im Garten, bei der dieser ihr ankündigt, sie nach der Eheschließung für ihr abweisendes Verhalten zu bestrafen, bekommt Faridah starkes Fieber und wird bewusstlos. Ein herbeigerufener Arzt fühlt sich hilflos, weil es ihm nicht gelingt, ihr Fieber zu senken. Nach einer Weile stellt er fest, dass Faridah in ihrem Zustand der Bewusstlosigkeit Worte stammelt, die auf ein unerfülltes Liebesverhältnis hindeuten. Nachdem er sich von Suad ihre Geschichte hat erzählen lassen, gelingt es ihm und Suad, Faridah mit der Illusion, dass ihr Vater sie mit Shafik verheiraten will, von ihrem Fieber zu heilen. Dabei erhalten sie auch Unterstützung von Faridahs Mutter, die das Gespräch zwischen den beiden mitbekommen hat und nun ebenfalls darauf dringt, dass ihre Tochter mit Shafik verheiratet werden muss. Bei einem Gespräch versuchen der Arzt und Faridahs Mutter, Kasim dazu zu bringen, Shafik als Ehemann seiner Tochter zu akzeptieren. Kasim reagiert jedoch mit großem Zorn, droht seiner Frau mit Verstoßung, wirft Suad aus dem Haus und teilt dem Arzt mit, dass er keinerlei Interesse mehr an seinen Diensten habe, weil er den Tod seiner Tochter herbeiwünsche.
Shafik tritt unterdessen in die Kriegsschule ein und absolviert eine militärische Ausbildung. Nach sechs Monaten wird er an die Front in den Sudan versetzt, wo er mit der anglo-ägyptischen Armee gegen den Mahdi-Aufstand kämpft. Obwohl es Shafik darauf anlegt zu sterben und sich todesmutig in den Kampf stürzt, wird er während des gesamten Krieges nicht einmal verwundet. Nachdem Khartum in die Hand der anglo-ägyptischen Armee gefallen ist, wird er zum Hauptmann (Captain) befördert und erhält den Oberbefehl über eine sudanesische Armeeeinheit.

### Die Wiederbegegnung des Liebespaars
Als Shafik drei Jahre später nach Kairo zurückkehrt, erfährt er von Aliah, dass Faridah, obwohl sie in der Zwischenzeit ununterbrochen krank war, von ihrem Vater zwangsweise mit Badruddin verheiratet worden ist, die Hochzeit allerdings erst zwei Monate her ist. Um dem jungvermählten Ehepaar auszuweichen, beschließt Shafik, nach Alexandria umzuziehen. Als er dort eine Wohnung gemietet hat und eines Tages aus seinem Fenster hinausblickt, sieht er im Fenster eines großen Hauses in der Umgebung eine Frau stehen, die zu ihm herüberblickt und sich als Faridah entpuppt. Shafik reist fluchtartig ab und kehrt mit dem Zug nach Kairo zurück. In einem Brief, den Faridah ihrem Geliebten noch vor seiner Abreise durch einen Knaben hat überbringen lassen, teilt sie ihm mit, dass sie Badruddin das Versprechen abgenommen hat, sich ihr drei Monate nicht zu nähern, sie noch Jungfrau ist und die Trennung von Badruddin und die Versöhnung mit ihrem Vater anstrebt. Als Shafik in dem Brief liest, dass Faridah noch Jungfrau ist, freut er sich sehr und schöpft Hoffnung, dass es doch noch zu einer Ehe mit ihr kommen könnte. Außerdem nimmt er Faridahs Amme und Dienerin Suad in seinen Haushalt auf.

### Faridah erwirkt die Scheidung von Badruddin
Faridah reist am folgenden Tag alleine mit dem Zug zu ihren Eltern nach Kairo, wirft sich weinend ihrem Vater zu Füßen und bittet ihn, sie zu töten. Auf Nachfragen ihres Vaters teilt sie ihm mit, dass Badruddin sich jede Nacht mit Arrak betrinkt und sie noch nicht berührt hat, so dass sie noch Jungfrau ist. Kasim ist empört, bereut seine Entscheidung, die Tochter mit seinem Neffen verheiratet zu haben, und verspricht seiner Familie, sich von nun an für die Trennung Faridahs von Badruddin einzusetzen. Als Badruddin am nächsten Tag kommt und seine Ehefrau mit groben Worten zur Rückkehr auffordert, wird Kasim wütend und verbietet seinem Neffen und Schwiegersohn den Umgang mit seiner Tochter. Als Badruddin ihm mit Gewalt droht, richtet er die Pistole auf ihn, so dass Badruddin die Flucht ergreift. Faridah erhält von ihrem Vater die Erlaubnis, Suad zurückzurufen. Von ihr erfährt sie, dass Shafik anders als von ihr erwartet, noch nicht verheiratet ist, sondern ihr die Treue gehalten hat.
Einige Tage später überbringt ein Gerichtszusteller eine Vorladung von Badruddin, der von Faridah fordert, in das Haus des Gehorsams zurückzukehren, und mit einer Strafe wegen Aufsässigkeit (nušūz) droht. Kasim weist seinen Sohn Muhammad an, die Sache einem bedeutenden Rechtsanwalt zu übergeben, und verbietet Faridah, selbst vor Gericht zu erscheinen. Faridah weist ihren Vater auf den Umstand hin, dass ihre Ehe mit Badruddin eigentlich ungültig ist, weil nach dem islamischen Recht ein Vater seine Tochter nicht mit einem Mann verheiraten darf, wenn er weiß, dass seine Tochter mit dieser Eheschließung nicht einverstanden ist. Durch eine Fatwa des ägyptischen Staatsmuftis, die einige Tage später in der Zeitung al-Ahram veröffentlicht wird, wird ihre Aussage bestätigt. Zwar zeigt sich Kasim von dem juristischen Wissen seiner Tochter beeindruckt, doch lehnt Muhammad „eine Verwendung dieser Waffe“ vor Gericht ab, weil er fürchtet, dass seine Schwester dann vor Gericht bezeugen müsste, dass ihr Vater sie gegen ihren Willen verheiratet hat, und dieser dann blamiert wäre. Er erklärt seine Absicht, Faridahs Ehe mit Badruddin im Rahmen eines gewöhnlichen Scheidungsverfahren aufzulösen, „auch wenn sich das etwas in die Länge zieht“.

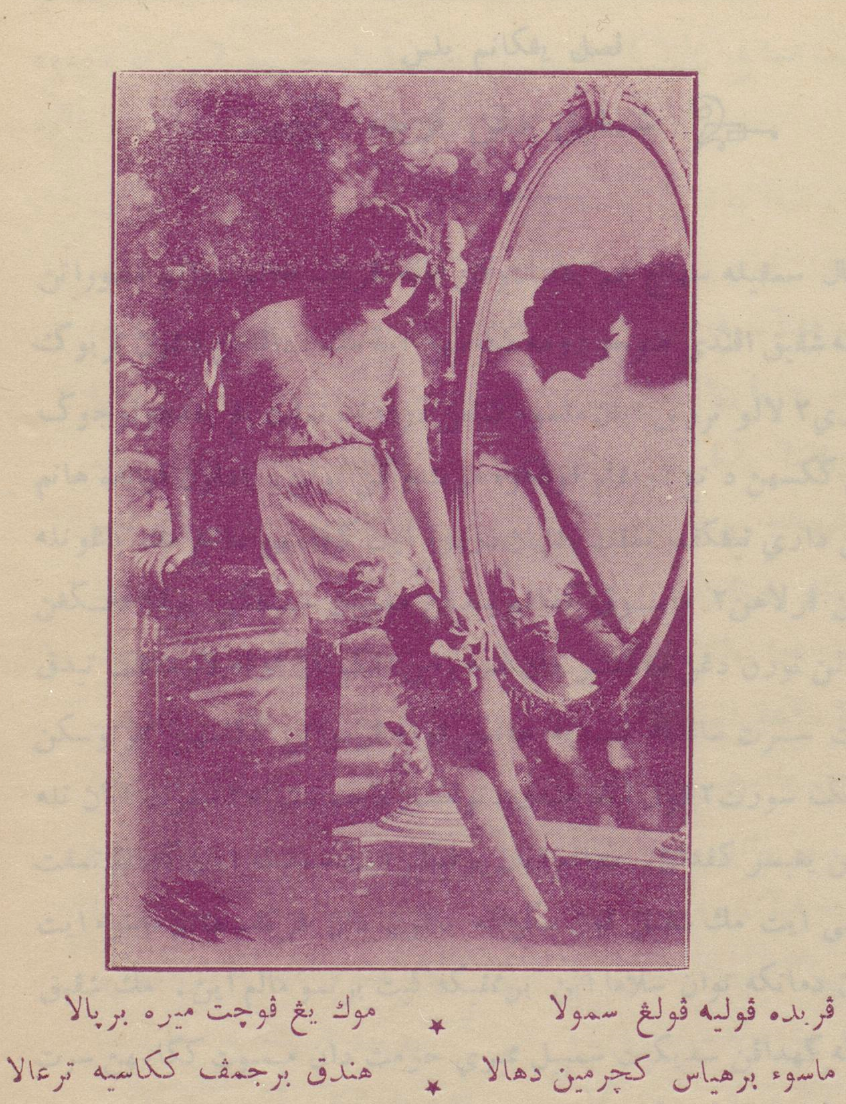
Faridah Hanom putzt sich vor ihrem erneuten Zusammentreffen mit ihrem Geliebten heraus. Abbildung aus der ersten Auflage des Romans.

Da Faridah und Shafik nun die Bestätigung des ägyptischen Staatsmuftis haben, dass Faridahs Ehe mit Badruddin ungültig ist, beschließen sie, sich wieder zu treffen. Bei ihrem ersten Treffen, bei dem sie ihr Wiedersehen feiern, fragt Faridah Shafik, ob ihm etwas einfalle, wie sich die Trennung zwischen ihr und Badruddin beschleunigen lasse. Shafik antwortet, dass sie die Lösung dieses Problems ruhig ihm überlassen solle, doch teilt er ihr nicht mit hat, was sein Plan ist. Da Faridah fürchtet, dass es zu Handgreiflichkeiten zwischen Shafik und Badruddin kommen könnte, nimmt sie ihm das Versprechen ab, dass er sich mit niemandem in dieser Sache streiten werde. Nachdem sich der Gerichtsprozess eine Zeitlang hingezogen hat, führt Shafik seinen Plan aus. Er besteht daraus, dass er Badruddin, als dieser gerade für den Prozess in Kairo weilt, abends in Verkleidung an einer dunklen Stelle in der Nähe seines Wohnquartiers abpasst und ihm ankündigt, dass der Geliebte seiner Ehefrau ihn töten werde, wenn er sich nicht innerhalb von wenigen Tagen von ihr trenne.
Shafiks Worte flößen Badruddin große Furcht ein. Er kehrt am nächsten Morgen nach Alexandria zurück und berichtet seinem Vater von dem Vorfall. Der Vater rät ihm, seinen Schwiegervater und Onkel um Verzeihung für sein Verhalten zu bitten und sich von Faridah zu trennen, um den Familienfrieden wiederherzustellen. Am nächsten Morgen fahren die beiden zu Kasim nach Kairo, es kommt zu einer Aussöhnung zwischen den beiden Familien, und Badruddin stellt Faridah die Scheidungsurkunde aus.

### Eheschließung und Wartezeit
Faridah schickt noch am selben Tag die Scheidungsurkunde zum Beweis der Auflösung ihrer Ehe Shafik, und dieser kommt am nächsten Abend mit seinen Eltern zu Besuch, um um Faridahs Hand anzuhalten. Kasim stimmt dieses Mal seinem Heiratsantrag zu, allerdings unter der Bedingung, dass er nach außen die Wartezeit (ʿidda) von drei Monaten einhält, die nach islamischem Recht für geschiedene Frauen gilt. Dies bedeutet, dass sich das Ehepaar in dieser Zeit nur in seiner Anwesenheit treffen darf. Nachdem Shafik dieser Bedingung zugestimmt hat, schließt Kasim die Ehe zwischen ihm und seiner Tochter. Während des ersten Monats treffen sich Shafik und Faridah tatsächlich nur in Anwesenheit anderer Personen, so dass sie auch keine Zärtlichkeiten austauschen können. Dann drängt jedoch Shafik auf eine Lockerung dieser Regeln und droht mit der Abreise aus Ägypten. Nachdem er geschworen hat, nichts zu tun, das im Widerspruch zur Bitte ihres Vaters steht, also nicht mit ihr sexuell zu verkehren, entzieht sich Faridah nicht länger seinen Zärtlichkeiten. Sie lässt ihn sogar in ihrem Bett schlafen, während sie selbst ins Zimmer ihrer Mutter umzieht.

### Hochzeit des Liebespaars und Shafiks Wortbruch
Nach Ablauf der dreimonatigen Wartezeit findet die Hochzeit zwischen Faridah und Shafik statt. Faridahs Eltern sind in großer Sorge, weil sie Zweifel daran haben, dass ihre Tochter, wie von ihr beteuert, immer noch Jungfrau ist. Als sich das Brautpaar in das Schlafgemach zurückzieht, bittet Faridah ihren Ehegatten, sie nicht gewaltsam ohne ihre Erlaubnis zu deflorieren. Shafik willigt in diese Bitte unter der Voraussetzung ein, dass sie ihm alle anderen Wünsche erfüllt, was Faridah ihm verspricht. Sieben Tage und Nächte hält sich Shafik an sein Versprechen, am Abend des achten Tags geht ihm jedoch die Geduld aus, und in einem Moment der Schwäche, als Faridah gerade schläft, fällt er über sie her und vergewaltigt sie.
Faridah, die darüber aufwacht, rennt weinend aus dem Zimmer und stößt vor der Tür auf ihre und Shafiks Mutter, die beide darauf warten, dass sie der Hochzeitsgesellschaft die Entjungferung der Braut melden können. Da sich an Faridahs Kleid untrügliche Zeichen ihrer Entjungferung zeigen, sind sie sehr erleichtert. Als Faridah ihre Wut über ihren Ehegatten zeigt, lachen die beiden Mütter und ermahnen sie, sie solle sich nicht benehmen wie ein „dummes Kind, das seine Situation nicht versteht“ (budak yang bodoh sangat tidak mengertikan halnya).
Bei einer anschließenden Aussprache zwischen dem Brautpaar gesteht Faridah ihrem Gatten zu, dass es sein Recht war, so zu handeln, wie er gehandelt hat, teilt ihm aber mit, dass sie schwer von ihm enttäuscht ist, weil er sein Versprechen gebrochen hat. Shafik ist sehr zerknirscht, bittet Faridah um Verzeihung für seinen Fehler und schwört, dies nie mehr ohne ihr Einverständnis zu tun. Die Eltern des Brautpaars sind sehr belustigt, als sie von diesem Streit zwischen den beiden erfahren.

### Eheleben nach der Hochzeit und Faridahs Erbschaft
Drei Tage nach der Hochzeit zieht das Brautpaar mit allerlei Geräten und Möbeln in das Haus von Shafiks Vater Talaat um, wobei Faridah auch ihre beiden Dienerinnen Suad und Khatun mitnimmt. Nach einer zweiten Feier, bei der Talaat alle seine Freunde und die bekannten Persönlichkeiten des Landes einlädt, überträgt er dem jungen Ehepaar die Sorge und Aufsicht über seinen gesamten Besitz und Hausrat und überschreibt sein Unternehmen Shafik. Shafiks Mutter legt ihrerseits das Kommando über die gesamten Hausbediensteten in die Hände Faridahs, die sie als Ersatz für eine fehlende eigene Tochter betrachtet. Faridah ordnet daraufhin den Haushalt ihrer Schwiegereltern vollständig um. Sie nimmt ihre hauswirtschaftlichen Pflichten sehr ernst und hält ihren Ehemann an, Müßiggang zu beenden und sich ganz dem Verdienst des Lebensunterhaltes zu widmen. Shafik begegnet dieser strengen Lebensordnung anfangs mit Unverständnis, beugt sich aber schließlich dem Willen seiner Frau.
Als Kasim davon hört, dass Talaat alle Geschäfte und Besitztümer seinem Sohn übertragen hat, beschließt er, sein Vermögen ebenfalls seinen Kindern zu übertragen. Als Empfänger von Faridahs Anteil, der mehr wert ist als eine Million Pfund, tritt dabei Shafiks Vater Talaat auf. Auf Wunsch seiner Schwiegertochter verwendet er dieses Geld, um eine wohltätige Stiftung zur Förderung der Frauenbildung in Ägypten zu errichten, die einige neue Frauenschulen gründet und bestehende Schulen unterstützt. Als Früchte dieser Arbeit entstehen wenig später verschiedene ägyptische Frauenvereinigungen, die sich ebenfalls für Frauenbildung einsetzen und eigene Schulen gründen. Die Absolventinnen dieser Schulen werden später als Frauenrechtlerinnen international bekannt.

## Figuren

### Das Liebespaar

#### Shafik Efendi

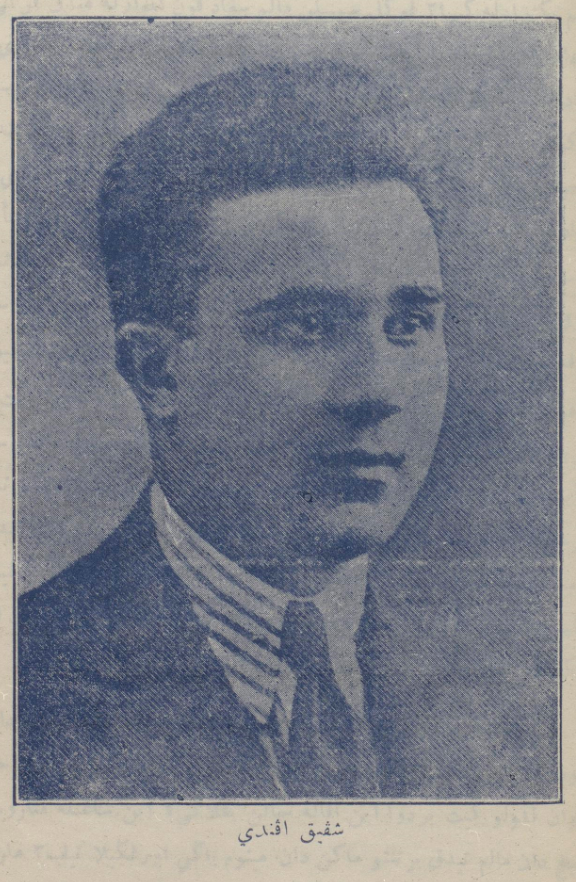
Shafik Efendi. Abbildung aus der ersten Auflage des Romans

Männliche Hauptfigur ist Shafik Efendi, ein junger Mann von 22 Jahren. Er wird in dem Roman als Idealbild eines jungen Mannes beschrieben, „mit einem stattlichen Körper, straffen Bewegungen, schönem Gesicht, angenehm heller Haut und sehr elegantem Gang“, und „jeder, der ihn betrachtete, hatte seine Freude an ihm“. Wie Faridah ist Shafik von seinen Eltern mit großer Fürsorglichkeit erzogen worden, so dass er auch einen Baccalauréat-Abschluss erwerben konnte. Anders als sie hat er jedoch keine Geschwister. Von allen finanziellen Sorgen befreit, lebt er in Bequemlichkeit und Überfluss.
Bei seinem ersten Treffen mit Faridah, zu dem er sie mit seiner Kutsche vor ihrem Haus abholt, erscheint Shafik etwas unbeholfen. So bemerkt er seine Geliebte nicht, als sie zu seiner Kutsche kommt, weil er sich gerade Tagträumereien hingibt. Sie weckt ihn schließlich aus diesen Träumereien, indem sie einmal kräftg mit ihrem Fuß auf das Trittbrett des Wagens drückt, so dass der Wagen wackelt. Außerdem ist er nach den ersten Worten Faridahs niedergeschlagen und fällt in Ohnmacht, weil er ihre nicht ernst gemeinten Vorwürfe für bare Münze nimmt. Der Erzähler erklärt das mit Shafiks Naivität: „Er verstand die Bewegungen und Worte nicht, sondern nur das, was seine Augen sahen und seine Ohren hörten.“
Shafik Efendis guter Ruf schützt das Liebespaar bei seinen Ausfahrten in der Kutsche und Spaziergängen durch die Gärten von Kairo vor Verdächtigungen unsittlichen Verhaltens. „Wer auch immer sie zusammen sah,“ so wird in dem Roman erzählt, „hegte kein Misstrauen, dass sie etwas Schlechtes tun könnten, weil viele Menschen, die Shafik Efendi als den Sohn des reichen und berühmten Talaat Bey in der Stadt Kairo kannten, wussten, dass er ein bekannter junger Mann ‚von schönem Charakter‘ war, und man niemals davon gehört hatte, dass er jemals einen schlechten Charakter oder schändliches Verhalten gezeigt hätte, er nur jeden Tag im Geschäft seines Vaters fleißig arbeitete und in seiner Freizeit mit großen Persönlichkeiten und gebildeten Menschen verkehrte“. Wenn Leute, die ihn kennen, ihn mit Faridah in einem Garten spazieren gehen oder in einem Ausflugslokal sitzen sehen, denken sie, dass die Frau an seiner Seite seine Mutter oder eine nahe Verwandte ist, und weichen ihnen deshalb aus und ziehen sich zurück. Shafiks Beliebtheit zeigt sich auch darin, dass bei seiner Abreise in den Sudan und seiner Rückkehr aus demselben zahlreiche Freunde zum Bahnhof kommen, um ihn zu verabschieden bzw. willkommenzuheißen.

#### Faridah Hanom
Faridah Hanom wird als schöne, wohlerzogene und gebildete Frau beschrieben. Sie ist sehr jung und hat langes, dichtes schwarzes Haar. Ihr Gesicht ist wohlproportioniert und hat, wie der Autor beschreibt, „eine schöne ovale Form, die gut mit Augen und Nase harmoniert“. Es wird allerdings auch hervorgehoben, dass sie „eine kluge und gebildete Frau“ (seorang perempuan yang bijaksana dan berpengetahuan) ist. Ihre Eltern haben sie von klein auf in dem Geiste aufgezogen, „alle tugendhaften und verdienstlichen Handlungen und die hohen Anstandsregeln (adab peraturan yang tinggi) zu lieben.“ Im Gegensatz zu Shafik verfügt sie über religiöse Bildung, denn ihr Vater Kasim Bey hatte sie einem Lehrer anvertraut, „der sie unterrichtete und den Samen der Religion in ihrer Brust einpflanzte, zusammen mit den Tugenden und Pflichten der Frau in der Gesellschaft des weltlichen Lebens.“ Deshalb „wird ihr schönes Aussehen (rupa yang elok) in passender Weise von Anstand und Ordnung (adab tertib peraturan) ergänzt.“ Faridah Hanom erscheint als eine aktive Frau. Sie ergreift die Initiative und eröffnet die Liebesbeziehung, indem sie Shafik einen Brief sendet.

### Der Widersacher: Badruddin Efendi
Badruddin Efendi, Faridahs väterlicher Cousin aus Alexandria, wird im Gegensatz zu ihr und Shafik als Mensch mit einem schlechten Charakter gezeichnet, als Trunkenbold und Spieler, ohne Mitgefühl und beschränkt. Als Badruddin Faridah heiraten will, versucht er sich mit Zutraulichkeiten und besonderer Aufmerksamkeit gegenüber ihren Worten ihr anzunähern, doch Faridah erwidert seine Liebe nicht. Eine ausführliche Beschreibung von Badruddin findet sich in Kapitel 8, das davon handelt, wie er Faridah Hanoms Familie in Kairo besucht, bevor sein Vater für ihn um ihre Hand anhält. Hier wird Badruddin mit den folgenden Worten charakterisiert:

„Badruddin war ein schlaksiger junger Mann mit weißem Teint und gelblichem Haar, der ziemlich groß war, wenn er stand, und gerade erst 20 Jahre zählte. Wer auch immer ihn anblickte, hatte das Gefühl, dass von seinem dandyhaften Körperbau eine gewisse Anmaßung ausging. Wenn er sich unterhielt, plusterte er sich immer etwas auf, bevor er zu sprechen begann, und redete in einer affektierten Weise.“

Der Autor hebt hervor, dass Badruddin seine Cousine ständig anstarrt. Dies erklärt er damit, dass er von Faridahs Schönheit und ihrem Zauber wie hypnotisiert ist und nirgendwo anders mehr hinschauen kann. Faridah versucht ihrerseits, Badruddins Blick auszuweichen, aber wenn sich ihre Augen trotzdem begegnen, „fühlt sie in ihrem Herzen Angst vor diesem Blick“. Als sie allein ist, empfindet sie bei dem Gedanken an Badruddins Gesicht und sein affektiertes Auftreten große Abscheu und verspürt Brechreiz.
Obwohl Faridah Hanom ihrem Cousin mitgeteilt hat, dass sie ihn verabscheut, lässt sich dieser dadurch nicht von seinen Heiratsplänen abbringen. Er setzt seine Hoffnungen darauf, dass Faridah, wenn er sie erst einmal geheiratet hat, „durch die Geschicklichkeit und Erziehung“ seiner Mutter „auf lange Sicht in Übereinstimmung mit ihm gebracht wird“. Als Faridah ihm ein zweites Mal ins Gesicht sagt, wie sehr sie ihn verabscheut, droht er ihr, dass sie bald, wenn sie seine Frau geworden sei, erfahren werde, wie er sie bestraft. Im Geiste stellt er sich schon einige Sachen vor, die er Faridah auftragen will, nachdem sie seine Frau geworden ist.
Faridah bringt ihre große Abscheu gegenüber ihrem Cousin unter anderem dadurch zum Ausdruck, dass sie, als sie ihn einmal erblickt, die koranische Formel „Ich suche Zuflucht bei Gott vor dem verfluchten Satan“ (aʿūḏu bi-Llāh min aš-šaiṭān ar-raǧīm, Sure 16:98 ) ausspricht. Diese Gleichsetzung von Badruddin mit dem Satan wiederholt sich in mehreren ihrer Gedichte. So klagt Faridah in einem an ihren Geliebten gerichteten Gedicht, das sie vor sich hin spricht, darüber, dass sie ständig vom Satan gequält werde, der aus Alexandria gekommen sei und aussehe wie ein Gespenst (hantu) oder Dschinnī. In einem Gedicht, das sie Shafik bei ihrem ersten Wiedersehen nach seiner Rückkehr aus dem Sudan vorträgt, dankt sie Gott, dass er sie von dem „satanischen Feind Badruddin, der nicht menschlichen Ursprungs ist“ (seteru syaitani Badaruddin yang bukan benih insani), befreit hat. Nachdem Badruddin ihr aber den Scheidebrief ausgestellt hat, küsst sie ihm die Hand und erklärt, dass sie ihn fortan wie ihren Bruder betrachte.

### Die beiden Ammen
Handlungstragende Bedeutung haben auch die beiden Ammen (inang) der Protagonisten, Suad und Aliah, die ihnen treu zur Seite stehen. Faridahs Amme Suad wird als 60-jährige Frau beschrieben. Sie schläft in einem Nebenraum ihres Zimmers, ist äußerst pflichtbewusst und hat ein sehr enges Verhältnis zu ihrer Herrin. An einer Stelle erklärt Suad, dass sie es als ihre Pflicht betrachte, jede Aufgabe zu erfüllen, die ihrer Herrin zur Freude gereicht, „selbst wenn sie dafür sterben müsste“. Suad ist von Anfang an in Faridahs geheime Liebesbeziehung eingeweiht und trägt sie als Komplizin mit. Sie sorgt dafür, dass Faridah nach ihren nächtlichen Rendezvous mit Shafik rechtzeitig vor Tagesanbruch zu Bett geht, damit ihre Eltern nichts von ihrer Liebesbeziehung merken. Sie bewacht Faridah auch, wenn diese schläft. Wichtig ist auch Shafiks Amme Aliah. Nach Faridahs Auftritt im Nacktkleid besucht Aliah sie heimlich zu Hause, um sie zur Wiederaufnahme der Liebesbeziehung mit Shafik zu bewegen.

## Aufbau und Struktur des Romans
Die Hikayat Faridah Hanum wird allgemein als Roman eingeordnet. Nach Christine Campbell entspricht er im Stil den französischen bürgerlichen Romanen des 19. Jahrhunderts von Émile Zola, Anatole France und Gustave Flauberts Madame Bovary. Auf Anatole France nimmt der Roman auch explizit Bezug. So gibt Faridah Hanom nach der Eheschließung Shafik Efendi einen Roman von France zu lesen, damit er sich damit an einem arbeitsfreien Tag die Zeit vertreiben kann.

### Strukturelemente
Die Hikayat Faridah Hanum ist in 21 Kapitel gegliedert, die durchnummeriert sind und jeweils einen eigenen Titel haben. Am Anfang kommt das Prinzip der aufbauenden Rückwendung zur Anwendung: Nach einem „offenen Einstieg“ in Kapitel 1, das ein Treffen der Liebenden im Garten beschreibt, wird erst in Kapitel 2 erzählt, wie Faridah Hanom und Shafik Efendi sich kennenlernten. Othman Kelantan und Abdullah Tahir sehen insbesondere in der Anwendung dieser Flashback-Technik ein Indiz dafür, dass die Erzählung dem Roman-Genre zuzuordnen ist.
Das romantische Element des Romans wird hier und da durch den Austausch von Briefen zwischen dem Liebespaar verstärkt. Der Text von neun dieser Briefe wird im Roman vollständig wiedergegeben. Auch der Umgang der beiden Liebenden mit den Briefen wird thematisiert. So wird erzählt, dass Shafik den ersten Brief, den er von Faridah erhalten hat, immer wieder aus seiner Tasche zieht, küsst und erneut liest. Die Briefe sind somit Teil des Plots. Sie dienen dem Autor aber auch, die Heldin als eine fortschrittliche und gebildete Frau darzustellen, die im Gegensatz zu vielen malaiischen Frauen imstande ist, ihre Briefe selbst zu schreiben. Der Roman schließt nach Art eines Prosimetrums außerdem zahlreiche Gedichte ein. In ihnen werden Emotionen, die Schönheit der Protagonisten oder erotische Begebenheiten beschrieben.
Ein weiteres Strukturelement des Romans sind predigtartige programmatische Reden der Protagonisten, die der Vermittlung bestimmter Ideen des Autors dienen. Sie haben eher monologischen Charakter und werden nur selten von Antworten der angesprochenen Personen unterbrochen. In den meisten Fällen tritt hierbei Faridah als die lehrende Person auf. So hält sie im siebten Kapitel gegenüber Aliah eine längere Rede über den Wert der weiblichen Jungfräulichkeit, in der sie diese mit einer Perle (mutiara) vergleicht, den die Frau vor der Ehe als ihren angeborenen Schatz unter allen Umständen schützen und hüten muss. Nach den Kerngedanken dieser Rede hat das betreffende Kapitel den Titel „Der Wert der Frau und die Perle ihres Lebens“ (Harga perempuan dan mutiara kehidupannya). Außerdem hält Faridah in diesem Kapitel Shafik eine Rede über Frauenrechte im Islam. Im 20. Kapitel, das in der Zeit nach der Eheschließung spielt, hält sie ihm eine lange Rede über die Pflichten von Mann und Frau in der Ehe. Auch diese Rede ist für das Kapitel namengebend. In Kapitel 11, das von der Audienz Talaat Beys und Shafik Efendis beim Khediven erzählt, hält Shafik eine programmatische Rede über die Notwendigkeit des Dienstes für Volk, Heimatland und Nation. Der Herrscher antwortet mit einer kurzen programmatischen Ansprache an Talaat Bey, in der er die Grundsätze moderner Kindererziehung erklärt.
Ein weiteres Merkmal des Romans ist, dass er sehr stark auf die Gedanken und Grübeleien der beiden Protagonisten eingeht, wobei diese häufig in Form Innerer Monologe mitgeteilt werden. Die inneren Konflikte der beiden Protagonisten werden dabei Teil des Plots und steigern die Spannung.

### Illustrationen
Die ersten beiden Auflagen des Romans, die zu Lebzeiten des Autors erschienen, waren mit Abdrucken von Postkarten illustriert. Die erste Auflage von 1926 enthielt insgesamt zwölf Illustrationen, von denen fünf Liebespaare in europäischer Kleidung zeigen. Hooker vermutet, dass es sich um Fotografien ägyptischer Filmstars handelt. Unter diesen Abbildungen sind Gedichte abgedruckt, in denen Faridah Hanom und Shafik Efendi vorkommen, so wird suggeriert, dass es sich um die beiden Romanfiguren handelt. Die übrigen sechs Abbildungen sind mit echten Bildunterschriften versehen: „Faridah Hanom beim Spazierengehen mit ihrer Dayang, als sie das erste Mal Shafik Efendi erblickt“ (Faridah Hanom berjalan bersama-sama dayangnya mulai terpandang Shafik Efendi nach S. 18), „Die Kutsche, in der Shafik Efendi Faridah Hanom mitnimmt“ (nach S. 52), „Shafik Efendi, der sich bei seiner Verspätung Sorgen macht, dass seine Gäste nach Hause gehen“ (nach S. 52), „Shafik Efendi“ (nach S. 100), „Das Haus von Faridah Hanom“ (nach S. 118) und „Der Bahnhof von Kairo“ (nach S. 208).

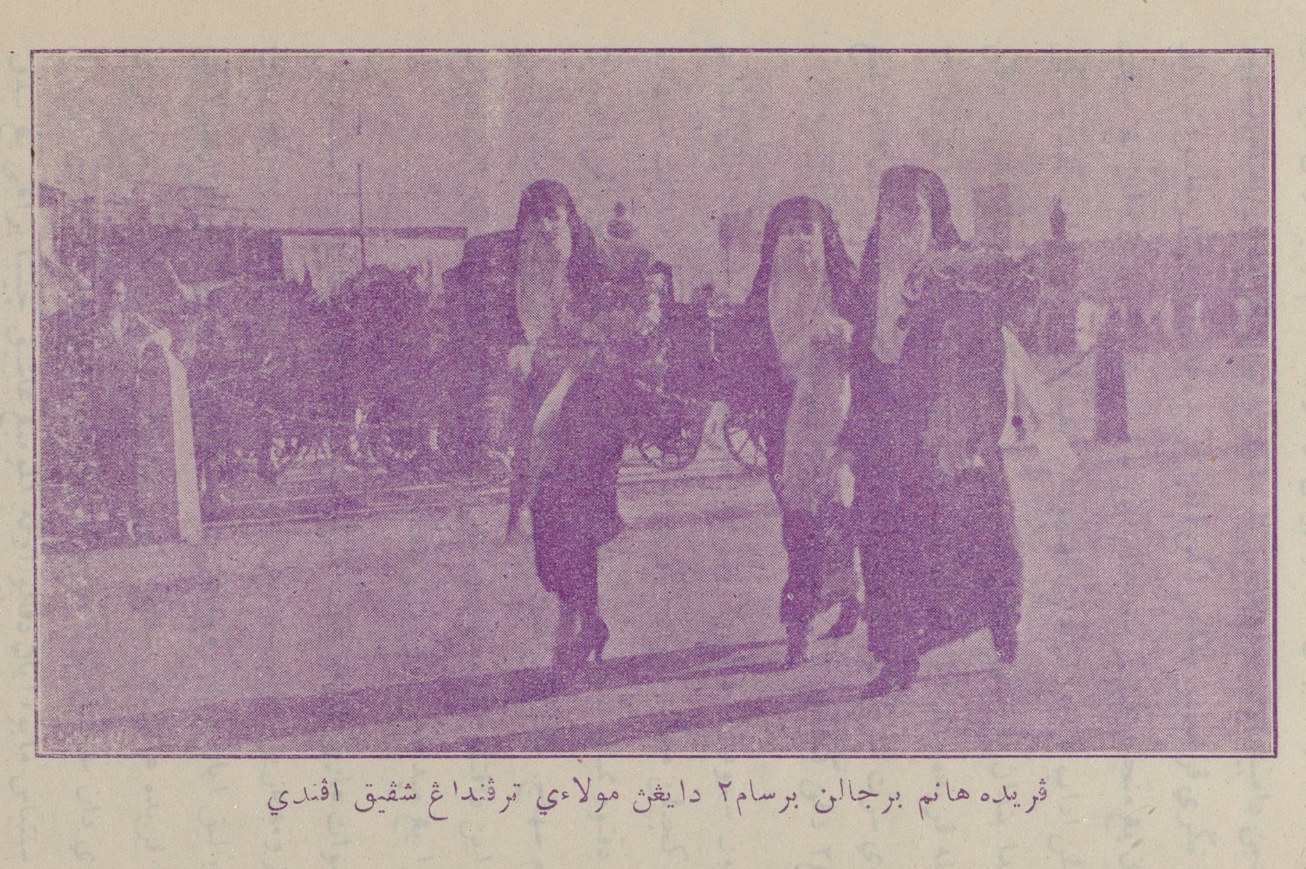
„Faridah Hanom beim Spazierengehen mit ihrer Dayang, als sie das erste Mal Shafik Efendi erblickt“. Abbildung aus der ersten Auflage des Romans mit unpassender (!) Bildunterschrift.

Dass diese Fotografien vorgefertigt waren und nicht speziell für den Roman hergestellt wurden, lässt sich besonders an derjenigen Fotografie erkennen, die Faridah Hanom bei ihrer ersten Begegnung mit Shafik Efendi zeigen soll. Sie zeigt drei verschleierte Frauen, obwohl im Text selbst und in der Bildunterschrift davon die Rede ist, dass Faridah bei dieser Gelegenheit nur von einer Frau, nämlich ihrer Dayang Suad, begleitet war.
In der zweiten Auflage des Romans von 1927/28, die der Autor in seinem eigenen Verlag Jelutong Press herausbrachte, werden viele Postkartenillustrationen aus der ersten Auflage wiederverwendet, allerdings sind sie zum Teil anders im Text platziert und mit anderen Bildunterschriften versehen. Die Fotografie mit den drei verschleierten Frauen ist zum Beispiel nicht mehr dem zweiten, sondern dem siebten Kapitel zugeordnet und mit folgender Bildunterschrift versehen: „Faridah Hanom läuft vom Bahnhof zurück“ (Faridah Hanom berjalan balik dari stesyen kereta api nach S. 165). Sie soll den Augenblick zeigen, als Faridah vom Bahnhof in Kairo zurückkehrt, nachdem sie ihre Eltern und ihren Bruder verabschiedet hat, die mit dem Zug zur Sommerfrische nach Alexandria fahren.

### Erzähltechnik, Personifikation der Schreibfeder
Der Roman zeigt häufige Wechsel der Erzählperspektive, wobei Faridah und Shafik abwechselnd als Reflektor fungieren. Die beiden Szenen der ersten Begegnung zwischen Faridah und Shafik und der ersten Kontaktaufnahme durch spontanes Winken werden sogar nacheinander zwei Mal erzählt, jeweils zunächst aus Perspektive des einen Protagonisten und dann des anderen. Bei diesen Wechseln der Erzählperspektive wird an manchen Stellen die Schreibfeder (kalam) personifiziert, wie in diesen Beispielen:

“Di sini patutlah kalam yang menanggung cinta berahi akan kertas yang saf ini meninggalkan Shafik Afandi itu seorang dirinya dahulu menentukan apa-apa fikirannya dan angan-angannya di atas maksyuknya dan kembali kalam pergi melihat apakah hal yang berlaku di atas anak perempuan yang sangat elok itu, kemudian daripada ditinggalkan oleh Shafik Afandi akan dia.”

„Hier muss die Schreibfeder mit ihrer Liebe zum leeren Papier erst einmal Shafik Efendi sich selbst und seinen Gedanken und Phantasien über seine Geliebte überlassen und sich den Dingen zuwenden, die sich bei jener bildschönen jungen Frau ereigneten, nachdem sie Shafik Efendi zurückgelassen hatte.“

“Lamalah sudah kalam meninggalkan Shafik Afandi terhantar di atas tilamnya mendayu-dayu akan kekasihnya dengan berbagai-bagai syair gurindamnya oleh leka kalam dengan mabuk akan keelokan puteri Kasim Bey itu. Maka patutlah sekarang kembali kalam kepadanya supaya diketahui bagaimanakah sebabnya maka ianya keluar berjalan di hadapan rumah Kasim Bey yang dilihat oleh Faridah Hanom dua kali itu.”

„Es ist schon etwas her, dass die Schreibfeder Shafik Efendi auf seiner Matratze mit Gurindam-Gedichten über seine Geliebte zurückgelassen hat, weil sie, berauscht von der Schönheit der Tochter Kasim Beys, sich erst einmal mit ihr beschäftigen musste. Jetzt ist es aber an der Zeit, dass sie zu ihm zurückkehrt, damit man erfährt, wie es dazu kam, dass er hinausging und an Kasim Beys Haus vorbeikam, wie es Faridah Hanom die beiden Male sah.“

M. Wahab Ali vermutet, dass die Personifikation der Schreibfeder in dem Roman dazu dient, die Lücke zwischen dem Autor und seinen Lesern zu schließen. Tatsächlich werden der Schreibfeder auch eigene Gefühle zugeschrieben, wenn in einem Gedicht über sie gesagt wird, dass sie am liebsten noch mehr über die Schönheit des Liebespaars schreiben würde und sich bei den Lesern für ihre Verliebtheit entschuldigt. Besonders prominent erscheint die Schreibfeder in Kapitel 19, das die Hochzeit des Liebespaars beschreibt. Hier erklärt die Schreibfeder, dass sie eigentlich davor zurückschreckt, auf Papier zu bringen, was sich zwischen dem Liebespaar in dem Schlafgemach ereignete, und sich nur darauf einlässt, „weil sie in großer Furcht vor dem Zorn der geliebten Herren Leser ist“ (oleh sebab bersangatan kalam takutkan kemurkaan sekalian tuan-tuan pembaca yang dikasihi).

### Die Pistole als roter Faden
Als erzählerisches Element spielt Shafiks Pistole eine wichtige Rolle. Sie wird mehrfach zwischen den verschiedenen Figuren des Romans ausgetauscht und kommt in dramatischen Szenen zum Einsatz. Auf diese Weise fungiert die Pistole als ein „roter Faden“, der sich durch die gesamte Erzählung zieht. Insgesamt kommt sie an fünf Stellen im Roman vor:
1. Das erste Mal wird die Pistole von Shafik hervorgeholt, als Faridah ihm bei ihrem ersten Ausflug vorwirft, durch sein Zuwinken ihren Leumund in Gefahr gebracht zu haben. Er ist daraufhin konsterniert, droht mit Selbstmord, wenn sie ihn ablehnt, und überreicht ihr die Pistole.[53]
2. Faridah nimmt die Pistole, die Shafik in der Kutsche zurücklässt, mit nach Hause und versteckt sie in ihrer Kleidung, als sie zum ersten Treffen mit Shafik in Aliahs Haus fährt.[54] In einem späteren Kapitel wird erklärt, dass sie dies getan hat, um sich erschießen zu können, falls Shafik etwas tun würde, das „die Reinheit ehrbarer Jungfrauen zerstört“.[55] Auch bei allen weiteren Treffen mit Shafik hat sie eine geladene Pistole dabei.[56]
3. Nachdem Shafik sie in ihrem durchsichtigen Chemisenkleid stehengelassen hat und weggerannt ist, lässt Farida ihm die Pistole durch seine Amme Aliah wieder zukommen. Sie lässt ihm ausrichten, er möge sich doch umbringen, wenn er ihr wegen ihres Auftretens schlechte Absichten unterstelle. Shafik könne aber auch die Pistole zurücksenden, falls er sich nicht traue, damit sie sich damit umbringe.[57]
4. Nachdem Shafik Faridah aus dem Haus ihrer Eltern entführt hat und sie ihm deswegen zürnt und ihn nicht mehr anschauen will, legt Shafik ihr seine Pistole in die Hand und fordert sie auf, ihn zu töten, um ihn von seinen Liebesqualen zu erlösen. Als sie nicht reagiert, nimmt Shafik die Pistole zurück und droht, sich selbst umzubringen. Faridah erschrickt, weil sie fürchtet, dass er sich tatsächlich töten könnte, wirft die Pistole auf den Boden und fällt ihm um den Hals, woraufhin er sich sehr freut.[58]
5. Als sich Faridah nach der Verheiratung mit Badruddin weinend ihrem Vater zu Füßen wirft und ihn bittet, sie zu töten, holt sie die Pistole hervor, die sie offenbar aufbewahrt hat, und übergibt sie ihrem Vater.[59]
6. Faridahs Vater wiederum verwendet die Pistole, um Badruddin aus seinem Haus zu vertreiben, als dieser am nächsten Trag kommt, um Faridah zurückzuholen, und ihm mit Gewalt droht.[60]

### Der erotische Erzählstrang

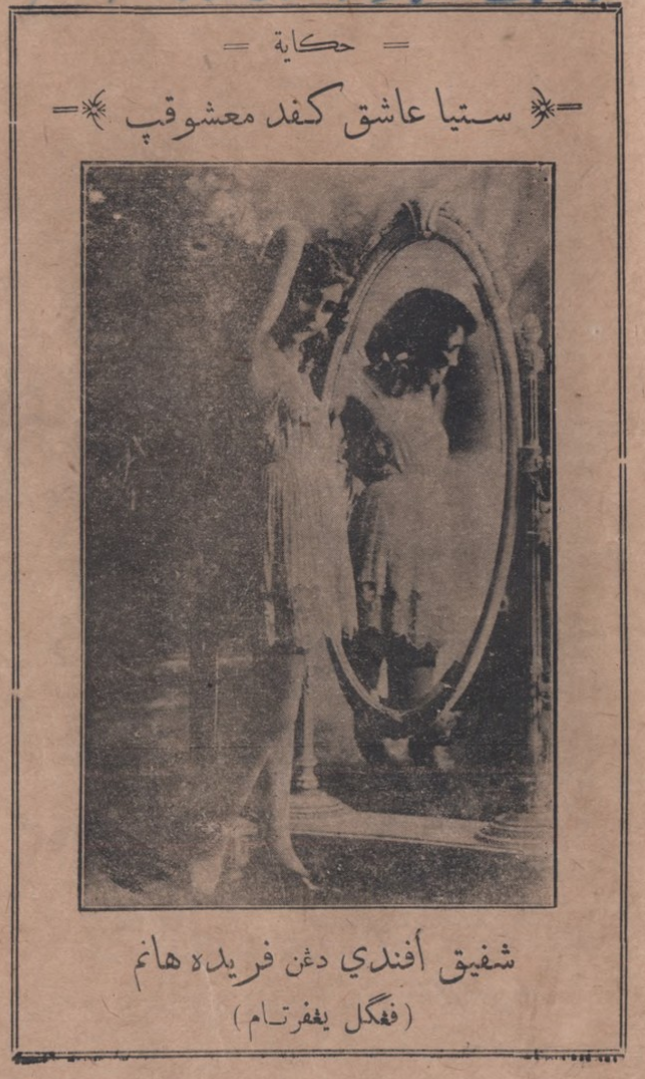
Umschlagbild der zweiten, überarbeiteten und erweiterten Auflage des Romans, die 1927/28 erschien.

Von seiner Aufmachung her präsentierte sich die Hikayat Faridah Hanom als erotischer Roman. Das Umschlagbild der ersten Auflage zeigt eine Frau, die ihren Kopf auf ihre Arme stützt und gefühlvoll den Leser anblickt. Das Umschlagbild der zweiten Auflage hat eine noch stärkere erotische Ausrichtung: Es stellt eine Boudoir-artige Szene dar, mit einer Frau, die sich vor einem Spiegel ankleidet. Zudem haben viele der fotografischen Abbildungen, mit denen die beiden ersten Auflagen des Buchs illustriert sind, erotischen Charakter. Fünf von ihnen zeigen Liebespaare in zärtlicher Umarmung, eine weitere Abbildung zeigt eine junge Dame in leichter Bekleidung vor einem Spiegel.
Außerdem gibt es in dem Roman einen erotischen Erzählstrang. In vielen Passagen beschreibt Sayyid Shaykh al-Hadi, wie Shafik seine Geliebte mit deren Erlaubnis umarmt und küsst. Bei der Beschreibung der Schönheit Faridahs und der Liebesbeziehung des Paars greift Sayyid Shaykh immer wieder auf Gedichte zurück. Einen ersten Höhepunkt der Erotik bildet Kapitel 6 mit dem Titel „Eine schreckliche Prüfung“ (Pencobaan yang dahsyat). Darin wird erzählt, wie Faridah ihren Geliebten im Nacktkleid empfängt, um seine Standhaftigkeit auf die Probe zu stellen:

„Als ihre Dayang hinausgegangen war, nahm Faridah Hanom ihre Kleidung aus dem Paket und zog sich eine eng anliegende Hose und eine Bluse an, die beide die gleiche Farbe hatte wie ihre Haut, so dass jeder, der sie von weiten in dieser Kleidung sah, zweifelsohne sagen würde, dass sie nackt wäre. Es gab keine Stelle, an der man erkennen konnte, dass sie eine Bluse trug, außer an ihren beiden Brüsten, die wie polierte Stoßzähne ihr Hemd anhoben und vom Körper wegschoben.“

Einen zweiten erotischen Höhepunkt bildet Kapitel 18, in dem erzählt wird, wie Faridah sich während der dreimonatigen Wartezeit (ʿidda), die ihr Vater seinem Schwiegersohn auferlegt hat, Shafiks Zärtlichkeiten zu entziehen versucht. Schließlich gibt sie nach, nachdem Shafik geschworen hat, sein Versprechen gegenüber ihrem Vater nicht zu brechen. Bei einem nächtlichen Treffen in ihrem Garten vergräbt Shafik hier sein Gesicht in ihrem Busen.
M. Z. Abdul Rani hat festgestellt, dass die Hinauszögerung von Faridahs Entjungferung in dem Roman als erotischer Suspense eingesetzt wird, um die Geschichte besonders spannend zu machen. Dies zeigt sich besonders in Kapitel 19 bei der Darstellung der Geschehnisse im Brautgemach nach der Hochzeit, als die beiden Geliebten bereits von ihren Eltern die Erlaubnis zur Vermählung erhalten haben und auch die „Ehre der edlen und gebildeten Menschen“ (maruah kehormatan anak-anak yang bangsawan yang berpelajaran) kein Hindernis mehr darstellt. In diesem Augenblick wird die erotische Spannung noch einmal dadurch gesteigert, dass Faridah ihrem Ehegatten das Versprechen abnimmt, dass er keine Handlung an ihr vornehmen dürfe, „die sich niemals vorher ihr gegenüber ereignet habe“, und ihm im Gegenzug verspricht, ihm alle anderen Wünsche zu erfüllen. Obwohl der Autor für die Darstellung der nachfolgenden erotischen Interaktion zwischen den beiden auf die Form der Dichtung zurückgreift, ist die Beschreibung an einigen Stellen durch die verwenden Wörter Bilder sehr explizit, wie in der folgenden Passage deutlich wird:
Shafik berkata isteri diangkat

Dipeluk dicium dipipinya lekat

Tangannya di kemuncak menara yang berkat

Dibukanya kancing dada yang menyekat

Faridah pun tidak berkeras diri

Kerana hatinya kuranglah ngeri

Mendengar perjanjian suami sendiri

Diturutnya sahaja laku dan peri

Berjalanlah nafsu Shafik yang terbuku

Subhanallah Ilahi Tuhanku

Keduanya lalai belai dan pangku

Hanya ke taman tak sampai laku

Di sinilah kalam terasa lemah

Menuliskan semua pegang dan jamah
Shafik sagte dies, hob seine Ehefrau hoch,

Umarmte sie, küsste ihr zugetan auf die Wange,

ihre Hand an der Spitze des gesegneten Minaretts,

er öffnete den trennenden Knopf des Ausschnitts.

Faridah ihrerseits verhärtete sich nicht,

Denn ihr Herz schauderte wenig,

hatte sie doch das Versprechen des Gatten gehört,

Ihrem Handeln und Wort zu folgen.

Shafiks aufgestaute Begierde geht los,

Lob sei Gott, meinem Gott,

Die beiden vertieft in ihre Liebkosungen,

Nur zum Garten gelangt die Handlung nicht.

Hier empfindet die Feder Schwäche,

alle Berührungen und Betastungen aufzuschreiben.
Das Gedicht beschreibt im weiteren Verlauf, wie das Brautpaar die nachfolgenden Tage scherzend und neckend verbringt und zusammen ein Bad nimmt. Es endet mit der Darstellung von Faridahs Vergewaltigung am achten Abend, bei der sich Shafik in einer Art Rauschzustand befindet. Bei der Darstellung dieses Geschehens greift der Autor noch stärker auf religiöse Symbole und Metaphern zurück. Mit dem Herabschweben der Engel genau zu dem Zeitpunkt, als Shafik seiner Frau die Jungfräulichkeit entreißt, suggeriert der Autor, dass es sich bei diesem sexuellen Geschehen um einen heiligen Akt handelt.
Nach Auffassung Christine Campbells waren diese erotischen Passagen wie die erotischen Fotografien ein Zugeständnis an die junge männliche Leserschaft, die Sayyid Shaykh für sein Projekt der islamischen Reform gewinnen wollte. Sie dienten dem Autor aber auch dazu, dem Lesepublikum seine neuartigen sexualethischen Konzepte nahezubringen, die im Widerspruch zur malaiischen Tradition standen. Der Akt der Vergewaltigung wird zum Beispiel anschließend ausgiebig von den Figuren des Romans diskutiert. Während Faridah Hanoms Mutter dieses Verhalten billigt und ihre Tochter für ihren Protest dagegen tadelt, und Faridah Hanom selbst ihrem Mann gegenüber eingesteht, dass er das Recht hatte so zu handeln, bittet Shafik Efendi seine Frau für seine Verfehlung inständig um Verzeihung und lässt sich von ihr belehren, dass er mit solchem Verhalten kaum noch als Mensch bezeichnet werden könne. Außerdem schwört er, nie mehr ohne ihr Einverständnis mit ihr zu schlafen. Als den Eltern von Braut und Bräutigam später der Inhalt des Gesprächs zwischen den beiden Brautleuten zugetragen wird, sind sie amüsiert und lachen, weil sie die Auseinandersetzung über diese Frage sehr merkwürdig finden.

## Die verschiedenen kulturellen Komponenten des Romans

### Die ägyptische Komponente

#### Das moderne Ägypten als Schauplatz

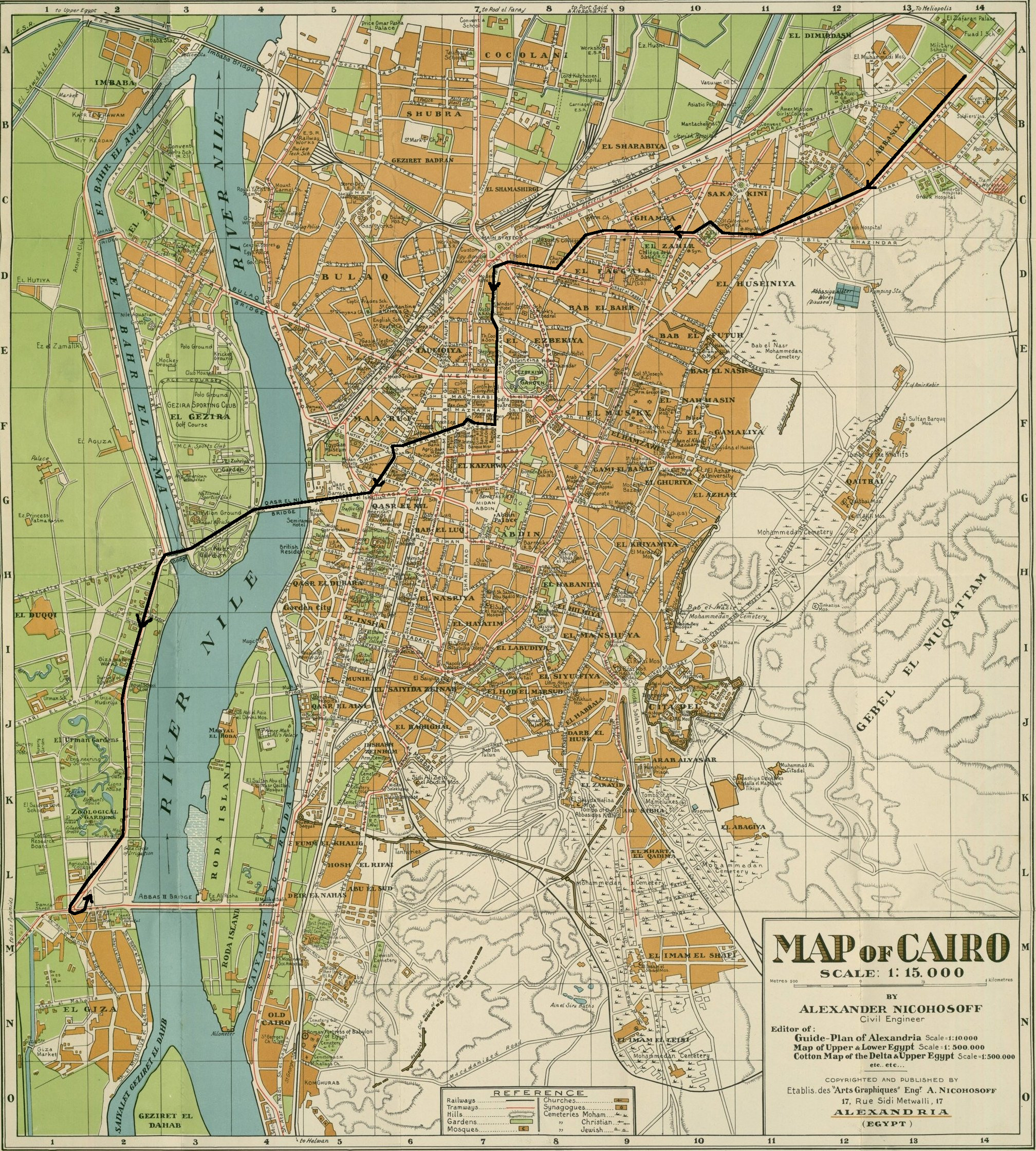
Die Route, die das Liebespaar bei seinem ersten Ausflug entlangfährt, lässt sich anhand einer Kairo-Karte von 1933 genau nachvollziehen.

Schauplatz des Romans ist Ägypten im späten 19. Jahrhundert, und der Erzähler erwähnt Namen von real existierenden Orten in Kairo. Sayyid Shaykh al-Hadi lässt seinen Roman auch an einem wirklich existierenden Ort beginnen, der al-ʿAbbāsīya-Straße in Kairo, die die zentrale Achse des ʿAbbāsīya-Viertels bildet. Hier trifft sich das Liebespaar zu seiner ersten nächtlichen Verabredung im Garten des Hauses von Faridahs Familie. Der erste Ausflug führt beide durch die Straßen des modernen Kairo in Richtung der Pyramiden von Gizeh. Die Strecke, die das Liebespaar mit der Kutsche entlangfährt, lässt sich auf zeitgenössischen Karten genau nachvollziehen: Von der al-ʿAbbāsīya-Straße fahren sie zum Bāb-al-Hadīd-Platz, an dem sich der Hauptbahnhof von Kairo befindet. Von dort fahren sie weiter durch die Kāmil-Straße zum Opernplatz, dann durch die ʿĀbidīn-Straße und die Qasr-an-Nīl-Straße über die Qasr-an-Nīl-Brücke zur Nil-Insel Gezira und von dort aus am Garten der Zoologischen Gesellschaft vorbei in Richtung der Pyramiden. Als sie sich schon auf dem offenen Land befinden, kehren sie wegen des hereinbrechenden Abends um. In der Abendsonne betrachten sie die Schönheit des Landes und rufen sich „im Herzen die Größe und den Ruhm der Kinder des Nils aus der Nachkommenschaft des Pharaos in Erinnerung“.

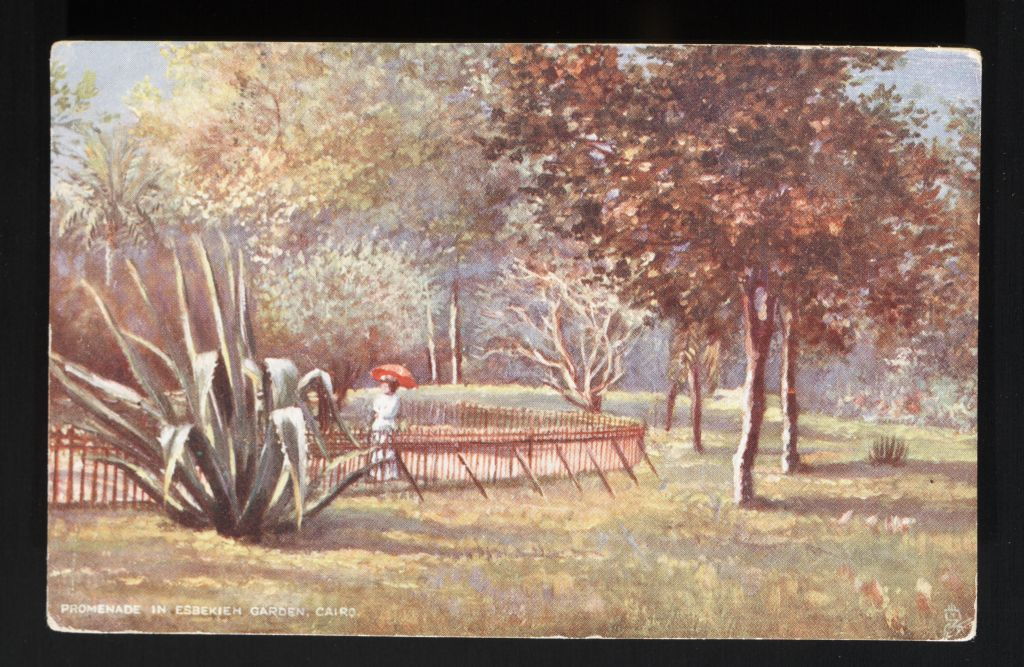
Postkarte von 1906 mit dem Esbekieh-Garten

Eine wichtige Rolle spielen im Roman die Gärten von Kairo. So wird erzählt, dass das Liebespaar bei seinen nachmittäglichen Ausfahrten mit der Kutsche gewöhnlich zu den vizeköniglich-ägyptischen Botanischen Gärten oder zum Garten der Zoologischen Gesellschaft fährt oder die Esbekieh besucht, „den Park im Zentrum von Kairo, dessen Schönheit mit seinen Gebäuden und Spielstätten berühmt ist und diejenigen erfreut, die ihn betreten“. Als Shafik seine Geliebte mit Unterstützung ihrer beiden wichtigsten Dayangs entführt hat, verheimlichen diese den übrigen Dayangs den Aufenthaltsort ihrer Herrin und erzählen ihnen, dass Faridah „schon am frühen Morgen ausgegangen ist, um im Esbekieh-Garten spazierenzugehen, denn es ist Sommer und es gehen tatsächlich alle Menschen morgens und nachmittags in diesen Garten spazieren.“
Der Erzähler lässt in seinem Roman auch Personen auftreten, die Ende des 19. Jahrhunderts wirklich lebten, und nimmt Bezug auf Ereignisse der Zeit. So begegnet das Liebespaar bei seiner ersten Ausfahrt mit der Kutsche dem Tross des jungen Khediven Abbas Hilmi II. (reg. 1892–1914), der gerade von einer Auslandsreise zurückkehrt und von der vizeköniglichen Blaskapelle mit der Hymne des Vizekönigreichs Ägypten begrüßt wird. Der Krieg, in den Shafik zieht, ist derjenige im Sudan gegen den Mahdi-Aufstand, zur Zeit als das Mahdi-Reich unter der Herrschaft von Abdallahi ibn Muhammad stand. Dieser wird im Roman auch explizit unter dem Namen Abdallah at-Taʿaishi erwähnt. Zudem wird auf die Al-Ahram-Zeitung Bezug genommen, und im letzten Absatz des Romans formuliert der Autor die Erwartung, dass einige seiner Leser regelmäßig ägyptische Zeitungen lesen.

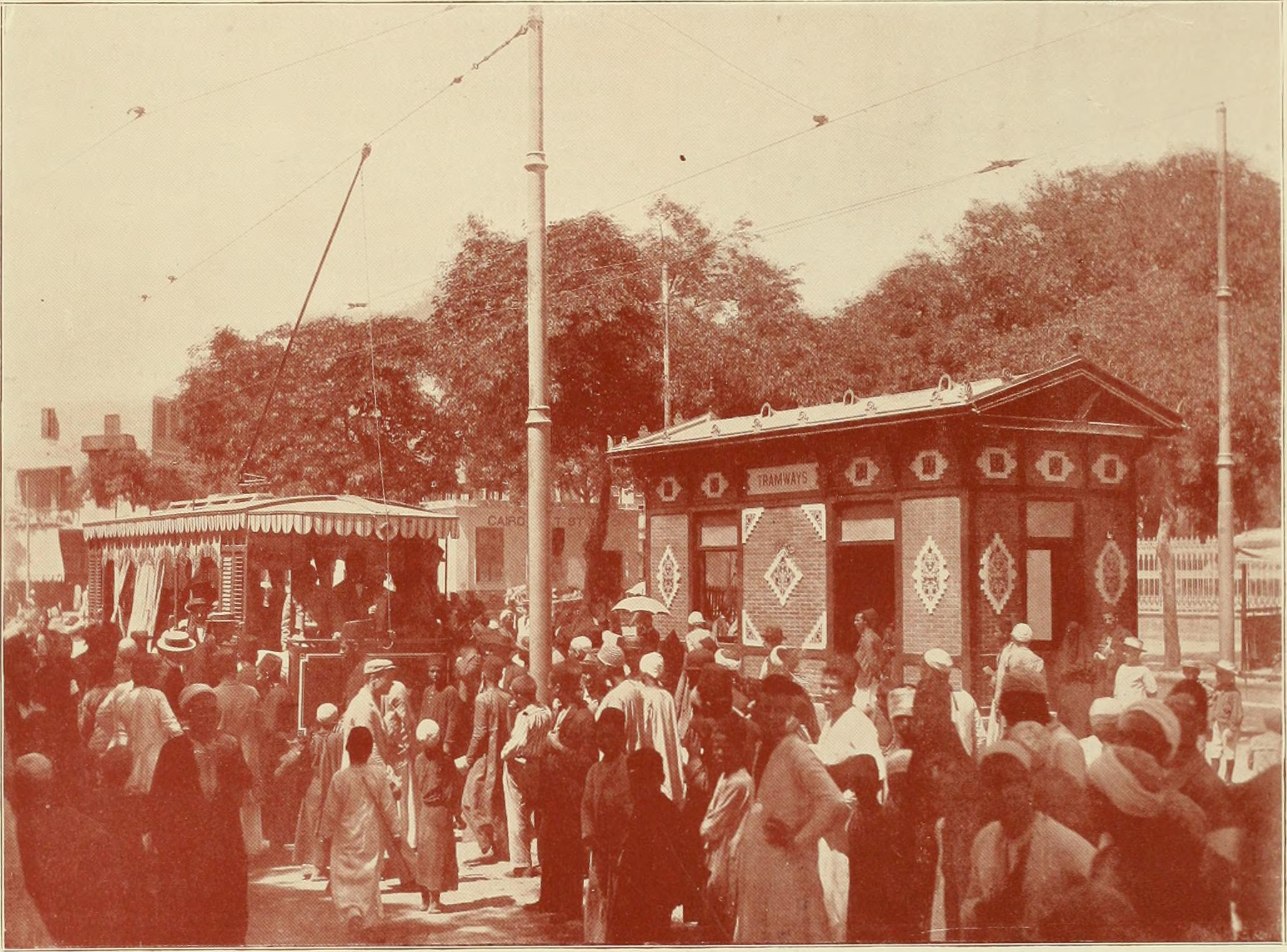
Die Eröffnung der Straßenbahn von Kairo im August 1896

Auch die Straßenbahn von Kairo wird erwähnt, die in den 1890er Jahren von Baron Édouard Empain eingerichtet wurde und durch die al-ʿAbbāsīya-Straße fuhr. So wird erzählt, dass Faridah, als sie eines Mittags voll Sehnsucht nach ihrem Geliebten aus ihrem Fenster auf die Hauptstraße hinunterblickte, die Straßenbahn sah, „die voll war mit Menschen, die von der Arbeit zurückkamen“. Eine kleine Ungenauigkeit besteht lediglich darin, dass die Szene schon im Mai 1894 spielt, die Straßenbahn nach al-ʿAbbāsīya jedoch erst im September 1896 eröffnet wurde.

#### Die Protagonisten als Angehörige der türkisch-ägyptischen Verwaltungselite
Die männlichen Protagonisten des Romans tragen Namen, wie sie für das khediviale Ägypten typisch waren: Shafik Efendi, Badruddin Efendi, Muhammad Efendi, Kasim Bey, Talaat Bey usw. Durch die türkischen Namenszusätze Efendi und Bey werden diese Personen als Angehörige der türkisch-ägyptischen Verwaltungselite gekennzeichnet, denn die Titel Bey und Efendi waren im Ägypten des 19. Jahrhunderts ausschließlich dieser Elite vorbehalten. Efendis waren im Ägypten des 19. Jahrhunderts in der Regel Absolventen moderner Schulen. Ähnlich war Hanom, das als Zusatz in Faridah Hanoms Name erscheint, in der Aussprache Hānim bis zur Mitte des 20. Jahrhunderts eine Anrede für ägyptische Frauen der Oberschicht.
Zu dem Eindruck, dass Shafiks und Faridahs Familien der türkisch-ägyptischen Verwaltungselite angehören, trägt bei, dass sie im ʿAbbāsīya-Viertel wohnen, in dem Ende des 19. Jahrhunderts zahlreiche prächtige Villen errichtet wurden. ʿAbbāsīya wurde ursprünglich von Abbas Hilmi I. (reg. 1849–1854) als eine herrscherlich Vorstadt von Kairo angelegt, und Prinzen der Herrscherfamilie wurde Land zugewiesen, damit sie dort ihre Paläste errichteten. Von Talaat Bey wird in dem Roman explizit gesagt, dass er der Herrscherfamilie angehört.

#### Faridah Hanom als Wegbereiterin der ägyptischen Frauenbewegung
Der Roman präsentiert sich auch gewissermaßen als Vorgeschichte der ägyptischen Frauenbewegung. Im letzten Kapitel bittet Faridah Hanom ihren Schwiegervater, ihr gesamtes Erbe „zu einer wohltätigen Einrichtung zur Förderung der Bildung der Frauen in diesem Land zu machen“. Es wird erwähnt, dass viele Absolventinnen der auf ihre Initiative hin gegründeten Mädchenschulen „Zeitungen und Journale auf Arabisch und Französisch ins Leben gerufen“ und Frauenvereinshäuser gründeten, die ihr Recht von der Regierung einforderten. Sie hätten auch angefangen, an verschiedenen Frauenkonferenzen der europäischen Nationen teilzunehmen, in Rom und Paris. Damit wird auf die Aktivitäten der beiden ägyptischen Frauenrechtlerinnen Hudā Schaʿrāwī und Sīzā Nabrāwī Bezug genommen. Die beiden Frauen werden an der Stelle explizit erwähnt, zusammen mit der 1923 von ihnen gegründeten Ägyptischen Frauenunion. Eines der Journale, auf die Sayyid Shaykh al-Hadi anspielt, ist die französische Zeitschrift L’Egyptienne, die im Februar 1925, also kurz vor Erscheinen seines eigenen Buches, von Hudā Schaʿrāwī und Sīzā Nabrāwī gegründet wurde. In einer geschickten Vermengung von Fakten und Fiktion werden die Aktivistinnen der ägyptischen Frauenrechtsbewegung also als Absolventinnen der von Faridah und ihrem Schwiegervater gegründeten Schulen beschrieben. Virginia Hooker vermutet, dass die Figur Faridah Hanoms von der ägyptischen Frauenrechtlerin Malak Hifnī Nāsif (1886–1918) inspiriert war. Ihre Schriften thematisierten viele Punkte, die auch in Faridahs Monologen angesprochen würden.

### Die malaiische Komponente

#### Das Erbe der malaiischen Hikayat-Tradition
Das malaiische Element des Romans zeigt sich vor allem auf literarischer Ebene. Sayyid Shaykh al-Hadi präsentiert ihn im Titel als Hikayat. Damit stellte er ihn in die Tradition eines Erzählgenres, das in der malaiischen Literatur eine lange Geschichte hat. Zwar erklärt al-Hadi im Vorwort der ersten Auflage von 1926, es handele sich um die „die erste Hikayat in malaiischer Sprache, die in einer neuen Form abgefasst wurde“ (pertama hikayat di dalam bahasa Melayu di atur dan di susun dengan peraturan baharu), doch lassen sich große Ähnlichkeiten mit der traditionellen Form der Hikayat ausmachen. Seine beiden Protagonisten sind zwar nicht Prinz und Prinzessin wie in der Hikayat, doch werden sie genauso gezeichnet: Sie wohnen in einem großen Haus, der wie ein Palast ist, und werden von einer Schar von Dayangs bedient. Als Dayangs werden im malaiischen Raum die im Palast eines Radschas tätigen Zofen und weiblichen Bediensteten bezeichnet. Wenn der Held und die Heldin traurig sind und Tränen vergießen, stimmen ihre Dayangs in ihr Weinen ein. Und wie in der Hikayat werden die Helden von ihren Höflingen verehrt: So wird beschrieben, dass die Dayang Suad, wenn sie ihre Herrin Faridah in der Nacht bewacht und beim Schlafen betrachtet, ob ihrer Schönheit am ganzen Körper erschauert.
Bei der Beschreibung der Schönheit des Liebespaars wird wie in der Hikayat reichlich übertrieben. Schließlich ist der Roman mit Gedichten durchsetzt, ein Merkmal, das sich typischerweise in den Hikayat-Erzählungen findet. Abdul Rahman Yusof meint, dass al-Hadi diese Elemente der Hikayat-Tradition eingesetzt hat, um mit seinen malaiischen Lesern besser kommunizieren und sie leichter von seinen Ideen überzeugen zu können.
Die Gedichte, die in den Roman eingestreut sind, entsprechen dem traditionellen Syair-Typ, womit das malaiische Element in dem Roman noch einmal unterstrichen wird. Gurindam-Gedichte spielen in dem Roman insofern eine wichtige Rolle, als erzählt wird, dass die beiden Geliebten Gedichte dieses Typs rezitieren, wenn sie allein sind und sich nach einander sehnen. Allerdings sind die eingestreuten Gedichte, die als Gurindam ausgewiesen werden, in Wirklichkeit Syair-Gedichte mit dem Reimschema [aa aa].

#### Bilder und Vergleiche aus der malaiischen Erzähltradition

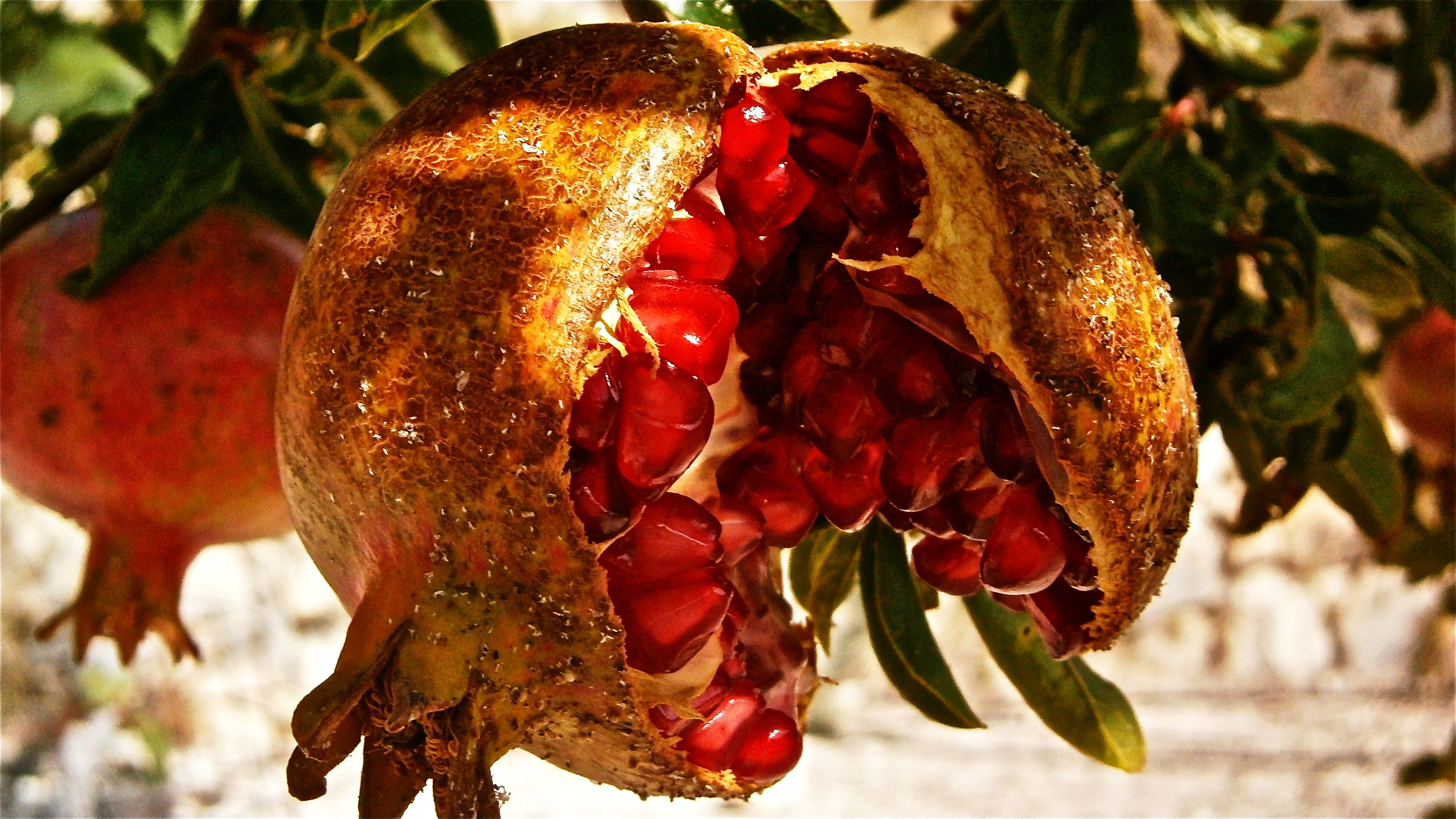
Aufgesprungene Granatäpfel, ein Bild, das in der Hikayat Faridah Hanom für glänzende Zähne verwendet wird.

Der klassischen malaiischen Erzählliteratur entstammen auch die Bilder und Vergleiche, die verwendet werden, um die Schönheit des Liebespaars zu beschreiben. Faridah Hanoms Wangen sind rund „wie reife Mangos“ (umpama pauh dilayang), und ihre Zähne glänzen „wie Perlen oder aufgesprungene Granatäpfel“ (seumpama mutiara atau pun delima merekah), letzteres ist ein Bild, das schon in der Hikayat Jaya Lenggara verwendet wird. Wenn Faridah weint, dann rollen ihr die Tränen hinunter, „wie Perlen, die man von einer Kette hinunterkullern lässt“ (seumpama mutiara yang terhambur daripada karangnya), ein Vergleich, der schon in der früheren malaiischen Literatur gerne bemüht wurde. Von Shafik Efendi wird erzählt, dass er auf Faridah wartet „wie eine Eule, die den Mond anschmachtet“ (seumpama pungguk merindukan bulan). Auch dieser Vergleich entstammt der malaiischen Literatursprache.
Des Weiteren wird Faridah immer wieder mit einer Bidadari verglichen. Wenn Faridah im Bett schläft, sieht sie aus, wie „eine Bidadari, die gerade erst vom Himmel herabgestiegen ist und sich unter die Menschen gemischt hat“ (bidadari yang baharu menjelma daripada syurga menyamar kemari). Wird Shafik in den Bidadari-Vergleich einbezogen, tritt er meist in die Rolle von Indra. So wird bei der Beschreibung der Ausflüge des Liebespaars in die Gärten von Kairo gesagt, dass sie gleichermaßen schön und elegant gewesen seien und ihr Verhalten demjenigen des göttlichen Indra und der Bidadari geglichen habe. Dieses Bild von Shafik und Faridah als einem himmlischen Liebespaar wird anschließend noch einmal in einem Gedicht beschworen:
Indera kayangan bidadari syurga

Turun ke dunia bersuka-suka

Menerangi alam cahaya muka

menjadikan manusia lalai dan leka
Der göttliche Indra und die himmlische Bidadari

Stiegen auf die Welt hinab, um sich zu vergnügen

Erleuchteten die Welt mit ihrem strahlenden Gesicht,

Machten die Menschen sprachlos und verblüfft.
Und als Shafik und Faridah zum ersten Mal in dem von Shafik gemieteten Haus sitzen, sinniert seine Amme Aliah darüber, „dass die beiden in ihrer Schönheit ebenbürtig (sama padan) und gleichrangig (sama taraf) sind, ganz wie die Himmelsbewohner und Bidadaris, die von den weisen Dichtern beschrieben wurden.“

#### Magische Konzepte
Eine wichtige Rolle spielt in dem Roman auch das Semangat-Konzept. Nachdem sich Shafik Efendi und Faridah Hanom begegnet sind und sich ineinander verliebt haben, verlieren sie ihren Semangat aneinander. Shafik klagt in einem Gedicht, dass seine Geliebte „den Semangat gepackt hat, so dass er wie von Sinnen ist“. Während er vorher „mit seiner schönen Gestalt, seinem wohlproportionierten Körperbau und seinem Scharfsinn ein berühmter junger Mann“ war, wird er danach „wie ein Junge, bei dem ein Ahnungsloser denken würde, dass er sich nicht zu pflegen weiß“. Er läuft mit zerzaustem Haar und zerknitterter Kleidung herum, geht nur noch selten aus dem Haus und sitzt ständig in Gedanken versunken in seinem Zimmer herum. Ähnlich ergeht es Faridah. Sie klagt in einem Gedicht, dass ihr Herz gestohlen wurde, und bittet ihren Geliebten, ihren Semangat zurückzubringen. Und als sie ihren Geliebten auf der Straße erblickt, fliegt ihr Semangat vor Aufregung davon, „gleich einem Menschen, der sich selbst vergisst“. Bei ihrem ersten Treffen bittet Shafik seine Geliebte, ihre Hand küssen zu dürfen, „damit es ein Heilmittel sei, das den Semangat-Geist seines Körpers, der schon vor einiger Zeit fortgeflogen ist, wiederherstellt.“ Bei späteren Treffen bezeichnet er dann Faridah selbst als seinen „Semangat-Geist“ (roh semangat), bzw. als Königin, die auf seinem Semangat-Geist reitet.
Ein weiteres magisches Konzept, das häufig in dem Roman erwähnt wird, ist der Gemala, ein leuchtender Bezoar-Stein, den man nach malaiischen magischen Vorstellungen im Kopf von Kobras findet. So wird erzählt, dass Faridahs Körper wie ein Idol aus Gemala strahlt, als sie vor Shafik im Nacktkleid auftritt.

#### Malaiische Heiratsbräuche
Am Ende von Kapitel 7 (S. 115ff.) wird beschrieben, wie Shafik seine Geliebte noch vor der Eheschließung mit Hilfe von Aliah und Faridahs Dienerinnen Suad und Khatun aus ihrem Haus entführt und das Liebespaar eine Nacht und einen Tag zusammen verbringt. Dies entspricht der in verschiedenen Gebieten Indonesiens und Malaysias verbreiteten Adat-Praxis des kawin lari („Weglaufen, um zu heiraten, Fluchtheirat“), das der Eheanbahnung dient und besonders dann zum Einsatz kommt, wenn die Eltern einer Partnerwahl nicht auf Anhieb zustimmen. Kawin lari ist bis heute auch bei den Malaien in Riau, der Region, in der al-Hadi aufgewachsen ist, noch fest im Brauchtum verankert. Bei den Bugis gibt es drei Arten von Kawin lari: 1. Kawin lari im gegenseitigen Einverständnis der betroffenen Personen; 2. eine Frau wird von einem Mann, den sie nicht liebt, ohne ihre Zustimmung entführt; und 3. eine Frau begibt sich zu einem Mann, um ihn zu heiraten. Bei der Entführung Faridahs durch Shafik handelt es sich um eine Mischform aus 1. und 2.: Zwar entführt Shafik Faridah gegen ihren Willen, doch liebt sie ihn und will ihn heiraten. Während ihrer Fluchtheirat findet auch ein kurzer symbolischer Bersanding statt: Die beiden sitzen Seite an Seite und werden von Shafiks Amme Aliah bewundert (S. 127). Der Bersanding, der später bei der eigentlichen Hochzeit des Liebespaars stattfindet (S. 282), dient dann nur noch als Bestätigung der bereits hergestellten Verbindung.
Die Hinauszögerung des Ehevollzugs, die in Kapitel 19 beschrieben wird, hat möglicherweise ebenfalls einen malaiischen kulturellen Hintergrund. Judith Djamour, die Ende der 1940er Jahre malaiische Verwandtschaftsbeziehungen und Heiratsbräuche in Singapur untersuchte, stellte fest, dass der Ehevollzug dort üblicherweise innerhalb von etwa zehn Tagen nach dem Bersanding stattfand. Traditionell leistete die Braut dabei Widerstand, und der Bräutigam setzte keine große Gewalt ein, um sie zur Unterwerfung zu bewegen. Die Mutter der Braut, so schreibt Djamour, sei zutiefst beschämt gewesen, wenn das Mädchen zu schnell nachgab, denn dies hätte man als Indiz dafür verstanden, dass sie schlecht erzogen war und es ihr an Keuschheit mangelte. Es war in Singapur üblich, „dass Frauen mit der Dauer der Zeit prahlten oder übertrieben, in der sie oder ihre Töchter die Annäherungsversuche ihres Mannes zurückgewiesen hatten.“ Nach einer angemessenen Zeitspanne von etwa zehn Tagen erzwangen manche Eltern allerdings die Unterwerfung, indem sie das Paar allein im Haus ließen und einschlossen.

### Die europäische Komponente

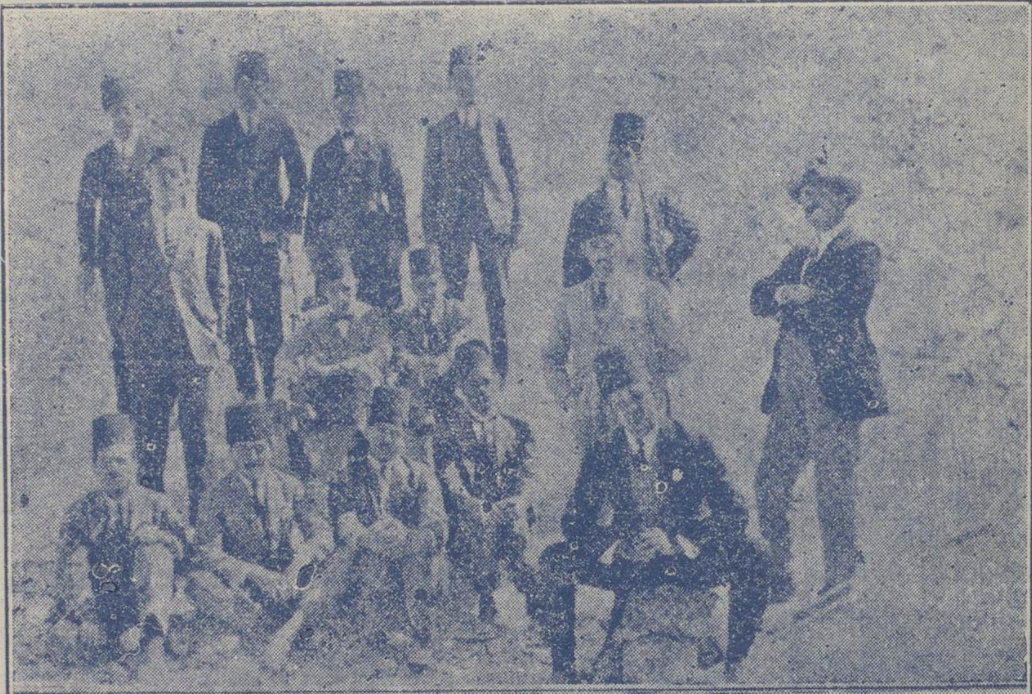
Shafik Efendi mit den europäischen Gästen seines Vaters im schwarzen Anzug. Abbildung aus der ersten Auflage des Romans.

Der Roman ist außerdem durch eine starke Hinwendung zu Europa gekennzeichnet. So wird erzählt, dass Faridah und Shafik bei ihrer ersten Ausfahrt mit der Kutsche dem Tross des jungen Khediven-Herrschers Abbas Hilmi begegnen, der gerade von einer Europareise zurückgekehrt ist. Dies sehen sie als ein gutes Omen für ihre Beziehung an. Und bei seiner ersten nächtlichen Verabredung mit Faridah verspätet sich Shafik, weil sein Vater an dem betreffenden Abend „einige europäische Persönlichkeiten und Geschäftsleute mit ihren Ehefrauen eingeladen hat, und Shafik Efendi die Damen bedienen muss, als sie sich nach dem Essen im Garten des Hauses bei Musik einer Kapelle vergnügen.“ Auch zur Hochzeit von Faridah und Shafik sind Europäer eingeladen. Shafik selbst trägt bei der ersten Verabredung mit seiner Geliebten „einen schwarzen Anzug wie die Europäer, die von einem Abendempfang kommen“, zusammen mit einem roten Tarbusch und schwarz glänzenden Schuhen. Auch das Kleid, in dem sich Faridah ihrem Geliebten zeigt, so dass er sie für nackt hält, ist europäischer Herkunft. Nachdem Shafik schon weggerannt ist, erinnerte er sich, „dass es tatsächlich Kleidung aus einem Gemisch aus Seide und Latex gibt, die üblicherweise von europäischen Schauspielerinnen getragen wird, so dass die Menschen, die sie sehen, und das Publikum, vor dem sie auftreten, sie für nackt halten, weil die Kleidung die gleiche Farbe hat wie ihre Haut.“
Auch die Gestaltung der Familienbeziehungen weist europäische Elemente auf. In zahlreichen Szenen wird erzählt, wie Faridah, ihre Eltern und ihr Bruder um den Familientisch sitzen und gemeinsam die Mahlzeiten einnehmen. Modernen europäischen Charakter haben außerdem das Interieur des Hauses, in dem sich das Liebespaar vor seiner Heirat regelmäßig trifft, und die Villen, in denen die beiden mit ihren Familien leben: Sie sind mit Badezimmern, Esszimmern, Ankleidezimmern und Schlafzimmern ausgestattet. Dies ist deshalb besonders auffällig, weil ein ähnlicher Lebensstil bei den Malaien zu jener Zeit kaum zu finden war. Eine große Rolle im Roman spielt auch die Beschreibung der Toilette und Garderobe der beiden Protagonisten. So wird hervorgehoben, dass es Faridahs tägliche Gewohnheit ist, ins Ankleidezimmer zu gehen, um sich dort herauszuputzen und ihre Haare in Ordnung zu bringen.

#### Bedeutung der französischen Sprache
Eine große Bedeutung im Roman hat die französische Sprache. So hebt Shafik gegenüber seinen Eltern hervor, dass Faridah neben der Kenntnis ihrer Muttersprache sehr gute Französischkenntnisse besitzt. Grund dafür ist, dass ihr Vater eine Lehrerin aus Frankreich angestellt hat, die für ihre Klugheit bekannt ist. Sie hat Faridah nicht nur Französischkenntnisse vermittelt, sondern auch „das ganze Wissen der Welt“ (segala ilmu dunya), „Manieren“ (adab peraturan) und „alle möglichen Fertigkeiten“ (segala pengetahuan) beigebracht, die den Geschäften ihrer Eltern sehr zugutekommen. Auch in der Liebesbeziehung zwischen Faridah und Shafik spielt das Französische eine wichtige Rolle. So schreibt Shafik seine Briefe immer nur auf Französisch, weil Faridah fürchtet, dass ihr Vater einmal Verdacht schöpfen und die Briefe öffnen könnte.
Faridahs Vater selbst kann gar kein Französisch, sondern hat nur seine beiden Kinder darin unterrichten lassen. Es ist also die Sprache der jungen Generation. Gleichzeitig ist es aber auch die Sprache der Erotik und die Sprache, die das Liebespaar benutzt, um intime Informationen auszutauschen. Als Faridah ihren Geliebten im Schlafzimmer des gemieteten Hauses in dem durchsichtigen Chemisenkleid empfängt, ruft sie ihn auf Französisch ins Zimmer. Und als Shafik seine Ehefrau während der ihm von seinem Schwiegervater auferlegten Wartezeit dazu bringen will, mit ihm allein einen Spaziergang zu machen, lädt er sie dazu ebenfalls auf Französisch ein. Auch bei der Aussprache nach der Hochzeitsnacht, bei der Faridah ihrem Ehemann schwere Vorwürfe macht, weil er sie gegen ihren Willen entjungfert hat, greift das Brautpaar auf die französische Sprache zurück, damit die beistehenden Dayangs nicht verstehen, was sie sagen. Die Eltern des Brautpaars erfahren trotzdem den Inhalt des Gesprächs, weil eine Dayang von Shafiks Mutter das Gespräch mitgehört hat und ihnen davon berichtet. Shafiks Mutter hatte jene Dayang in eine Schule geschickt, in der Französisch gelehrt wurde.
Auch nach ihrer Eheschließung setzen Faridah und Shafik ihre Bildungsbemühungen im Französischen fort. So lässt Faridah vor dem ersten gemeinsamen freien Tag für Shafik als Lektüre einige Bücher und Romanhefte besorgen, die gerade auf Arabisch und Französisch herausgekommen sind. Ihre Namen entnimmt sie Zeitungsanzeigen. Das Buch der Wahl, das sie ihrem Mann in die Hand drückt, um ihn zu beschäftigen, ist ein Roman des französischen Literaturnobelpreisträgers von 1921 Anatole France.

#### Rechtfertigung der britischen Kolonialherrschaft
Auch England spielt in dem Roman eine prominente Rolle. So wird erzählt, wie Ägypter und Briten Seite an Seite gegen die Derwische, d. h. die Mahdi-Armee, im Sudan kämpfen und Shafik sich als Ägypter an diesen Kämpfen beteiligt. Der Autor rechtfertigt in seinem Roman die britische Kolonialherrschaft über die islamischen Länder. So erklärt Faridah im Gespräch mit Shafik, dass die Engländer gebildeter und wissender seien als sie und deshalb verständen, wie man ein Land regiert und die Sicherheit gewährleistet, die die Länder zu Wohlstand gelangen lässt. Sie argumentiert weiter, dass es angemessen sei, dass die Engländer aufgrund dieser Klugheit regieren und die Regierung des Landes erben, so wie es Gott in seinem Koran verheißt (gemeint ist Sure Sure 21:105 ). Kein vernünftiger Mensch, der eine ordentliche Bildung habe, könne sagen, dass die Tätigkeit der Engländer falsch sei, denn es liege in der Natur dieser Welt, „dass dumme Menschen von klugen Menschen regiert und schwache Menschen von starken Menschen beherrscht werden“.

### Die islamische Komponente

#### Arabisch-islamische Formeln und Gebete
Der Roman weist auch viele islamische Elemente auf. So verwenden die Figuren des Romans, wenn sie ihren Emotionen Ausdruck verleihen wollen, die dafür geeigneten arabisch-islamischen Spruchformeln: Die Hamdala, wenn sie erleichtert sind, und die Hauqala, wenn sie sich in einer aussichtslosen Situation sehen. Als Shafik Faridah zum ersten Mal in die Augen schaut und sich wie vom Blitz getroffen fühlt, bringt er dies zum Ausdruck, indem er in Anlehnung an Sure 13:12  ausruft: „Gepriesen sei Derjenige, der Euch den Blitz sehen lässt, in Furcht und in Verlangen“ (Subḥāna man yurīkum al-barqa ḫaufan wa ṭamʿan). Faridah spricht, bevor sie sich auf Shafik einlässt, ein Munādschāt-Gebet zu Gott. Darin bittet sie ihn, die Liebe zu Shafik wieder aus ihrem Herzen herauszuziehen, falls er unehrenhaft sein sollte. Nur wenn Shafik „das saubere Leben vorzieht, indem er die Würde und Ehre der Frau schützt und nicht jeder satanischen Neigung der Triebseele folgt,“ möge Gott sie „in der Liebe zu ihm vergehen lassen“ und Shafik „zu dem ersten und auch letzten Mann“ machen, der ihren Körper „in erlaubter Weise“ (di dalam halal) berührt.

#### Die Verteidigung islamischer Normen
Das islamische Element zeigt sich insbesondere im letzten Kapitel des Romans mit dem Titel „Die Schönheit der islamischen Religion, deren Geist die Muslime aufleben lässt“ (Keelokan agama Islam rohnya menghidupkan kaumnya). Der Autor nutzt dieses Kapitel, um zu zeigen, dass mit „den Geboten des Islams, die in der islamischen Religion festgeschrieben sind“ (hukum-hukum yang disuruhnya di dalam agama Islam) fast immer der Nutzen (faedah-faedah) und Vorteil (manfaat) der Gesellschaft bezweckt wird. Als Beispiel dient ihm das islamische Erbrecht. Es wird erzählt, dass Faridahs Vater nach ihrer Eheschließung sein Vermögen unter seinem Sohn und seiner Tochter aufteilen will. Faridahs Bruder Muhammad schlägt vor, das Erbe zu gleichen Teilen zwischen ihm und seiner Schwester aufzuteilen. Shafik dagegen lehnt dies ab und schlägt vor, das Erbe vollständig Faridahs Bruder zuzusprechen, weil er nicht mit dem Vorwurf konfrontiert werden möchte, dass er Faridah wegen ihres Geldes geheiratet habe. Als Faridah später von ihrem Schwiegervater Talaat Bey nach ihrer Meinung befragt wird, erklärt sie, dass beide Männer im Unrecht seien, weil „sie sich gegen Gott, den Herrn der Welten, stellen und gegen seine Weisheit verstoßen, deren großer Nutzen im Gesetz der erhabenen islamischen Religion liegt.“ Talaat Bey bestätigt anschließend die Richtigkeit ihrer Auffassung und erklärt, dass nach dem Gesetz der islamischen Religion, das im Koran festgelegt ist (siehe Sure 4:11 ), der Sohn zwei Anteile bekomme und die Tochter einen Anteil. Diese Ungleichverteilung erklärt er damit, dass die Last der Männer im Leben größer als die der Frauen sei, weil sie für ihre Frauen und Familien sorgen müssten und im Falle von Scheidung oder Witwenschaft auch für ihre weiblichen Verwandten.
Dass Shafik und sein Schwager „die Absichten der islamischen Religion nicht verstanden haben, die in stärkstem Maße das Wohl der Gesellschaft des Lebens dieser Welt befördert,“ führt Talaat Bey darauf zurück, dass „sich die beiden von dem Vergnügen (lazat) der Bildung und Ordnung der Völker Europas haben verführen lassen“. Die europäischen Wissenschaften hülfen nämlich nicht dabei, „die Intentionen und die Weisheit zu untersuchen und zu verstehen, die von Gott im Gesetz Seiner Religion eingeschlossen wurden.“ Um diesen Zweck zu erreichen, empfiehlt er seinem Sohn, „die Absichten und das Bestreben der Religion von ihrer Quelle her zu lesen und zu studieren.“ Damit meint er den Koran und die durch Hadithe dokumentierten Handlungen Mohammeds und seiner Gefährten. Außerdem verweist er auf die arabischen Wissenschaften wie Ṣarf (Flexion), Naḥw (Syntax), Manṭiq (Logik), Maʿānī (Semantik) und Bayān (Rhetorik). Hooker vermutet, dass die Figur von Talaat Bey dem ägyptischen Unternehmer Talaat Bey (1867–1941) nachempfunden ist, der Muhammad Abduhs Schriften zur Verteidigung des Islams 1905 ins Französische übersetzt hatte.
Eine weitere Passage, in der islamische Normen verteidigt werden, ist Faridahs Rede über Frauenrechte im Islam in Kapitel 7. Hier rechtfertigt Faridah die koranische Aussage aus Sure 2:228, wonach Männer eine Stufe über den Frauen stehen. Dieses Höherstehen, so lässt der Autor sie erklären,

„ist sehr gerecht, denn wenn die Frauen einen Mann heiraten, dann obliegt es dem Mann, die gesamten Kosten für ihren Lebensunterhalt und ihre Unterhaltung aufzubringen. Die Frau dagegen muss dafür nicht Sorge tragen. Sie muss nur darüber nachdenken, wie sie ihren Mann glücklich machen kann, und sich bemühen und nach Wegen suchen, wie sie ihn erfreuen kann, um sein Gemüt und Denken bei seinem Bestreben, die Erträge seines Lebens zu steigern, zu stärken. Da die Bestreitung des Lebensunterhalts eine Aufgabe ist, die das Denken vollständig beansprucht, hat Gott der Frau auferlegt, dem Befehl ihres Mannes zu gehorchen, der nicht im Widerspruch zum Gesetz seiner Religion steht, damit ihr Ehemann keine andere Sorge mehr hat als die Angelegenheiten, die zur Bestreitung des Lebensunterhalts notwendig sind. Und dieser Gehorsam der Frau gegenüber ihrem Ehemann ist es, der den Mann eine Stufe höher stehen lässt.“

#### Faridah Hanom als Verkörperung des islamischen Geistes
Innerhalb des Liebespaars erscheint Faridah als diejenige, die stärker mit der islamischen Kultur verbunden ist. Einige Punkte ihres Verhaltens (Verlassen des Hauses ohne Erlaubnis ihrer Eltern, geheime Treffen mit ihrem Geliebten, bewusste Erzeugung von Fitna ihm gegenüber) stehen zwar im Gegensatz zu dem, was heute als „wahrer Islam“ (Islam yang sebenar) gilt, doch verfügt sie über umfassenderes religiöses Wissen. So ist sie imstande, ihrem Geliebten gegenüber den Koran auszulegen und ihrem Vater die Regeln des islamischen Eherechts zu erklären. Nach der Eheschließung mit Shafik ist sie es, die für die Einhaltung der islamischen Regeln sorgt: Sie steht jeden Morgen kurz vor fünf Uhr auf, nimmt ein Bad und vollzieht das rituelle Gebet. Dann zieht sie sich an, kneift ihren Mann, um ihn zu wecken, und fordert ihn auf, das Morgengebet zu verrichten. Shafik wundert sich über diese Ordnung (aturan) seiner Frau, an der sich nichts ändert, sooft er ihr auch verbietet, sich solchen Verdruss zu bereiten. Am Ende von Kapitel 20 wird außerdem erzählt, wie Faridah ihren Ehemann dazu anhält, mit ihrem Vater zum Freitagsgebet zu fahren.
Im letzten Kapitel wird Faridah sogar von ihrem Schwiegervater als Verkörperung des Geistes der islamischen Lehren (roh pelajaran agama Islam) angepriesen: Sie habe diesen Geist bereits in ihrem Herzen und allen Blutbahnen ihres Körpers verinnerlicht. Faridah wird außerdem als ideale islamische Ehefrau präsentiert. Talaat Bey verweist seinen Sohn darauf, dass der Prophet seiner Gemeinschaft geboten habe, „eine Frau zu suchen, die ein schönes Gesicht hat, sich an ihre Religion hält, einem guten Volk entstammt und reich ist.“ Er habe „gottseidank eine Frau bekommen, die alle diese Eigenschaften in vollkommenem Maße besitzt.“ Der Ausspruch, den Talaat zitiert, ist ein Hadith, der auch in den Sahīh al-Buchārī aufgenommen wurde. Er besagt, dass vier Kriterien für die Wahl der Ehefrau ausschlaggebend sein sollen: ihr Vermögen, ihre Herkunft, ihre Schönheit und ihre Religion.
Während Faridah in dem Roman als Verkörperung des islamischen Geistes dargestellt wird, wird ihr Cousin Badruddin als Gegenspieler gezeichnet, der sich nicht an die islamischen Regeln hält. So wird erzählt, dass er sich ständig mit Arrak betrinkt, und in einem von Faridahs Gedichten wird er mit einem Iblīs verglichen, der weder Iqāma noch Gebetsaufruf fürchtet.

## Der Roman als Benimmbuch für junge Aristokraten

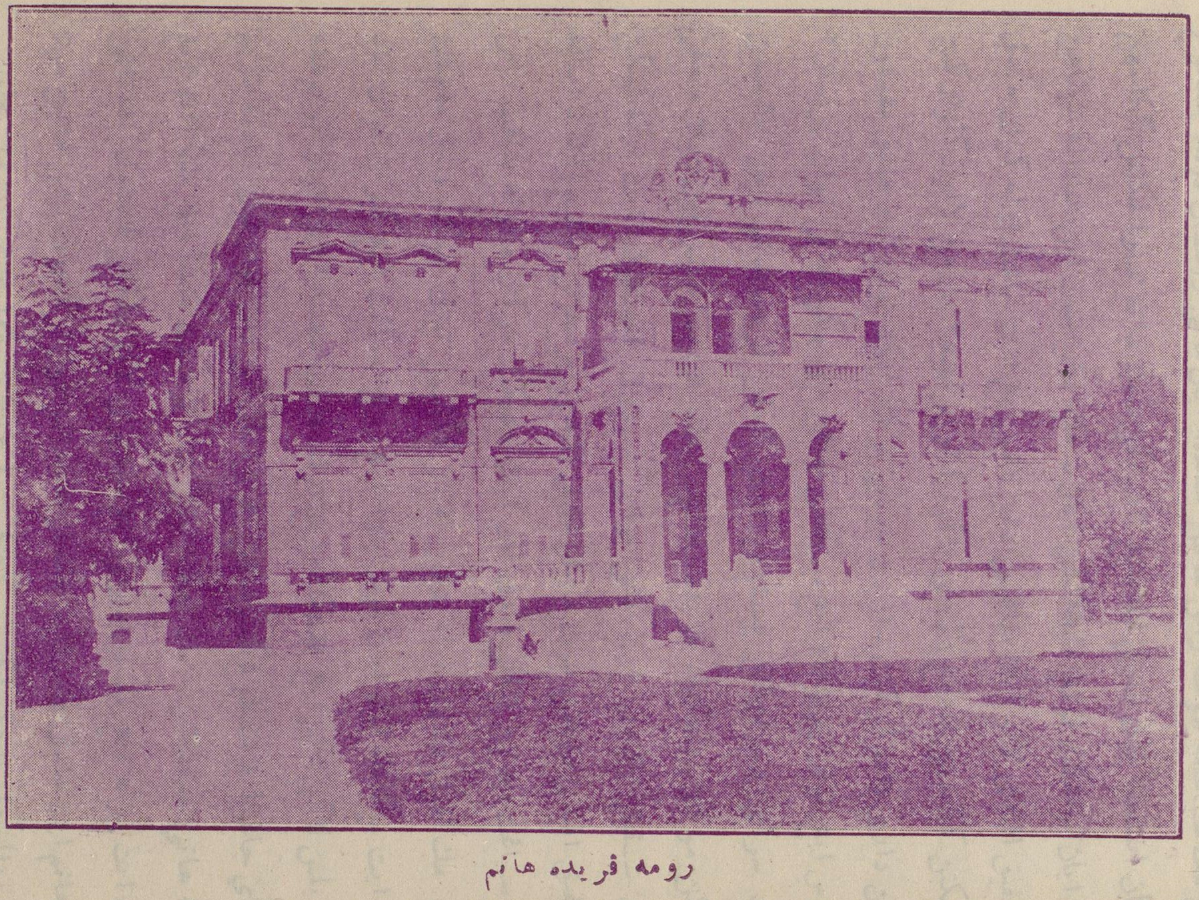
Der Roman spielt in einem aristokratischen Milieu. Abbildung der Villa von Faridah Hanoms Eltern in der ersten Auflage des Romans.

Sayyid Sheikh al-Hadi erklärt in seinem Vorwort, seine Erzählung habe die Form einer Liebesgeschichte, sei aber auch „gespickt mit Erörterungen über Benimmregeln (adab peraturan), die Menschen, die Freude an einem ehrenhaften Leben haben, zur nützlichen Mahnung gereichen“. Faridah Hanom und Shafik Efendi werden hierbei als Vorbilder präsentiert. Shafik wird als jemand beschrieben, der äußerst lobenswerte Manieren (adab peraturan yang sangat terpuji) besitzt. Und über Faridah heißt es, dass sie von ihren Eltern von klein auf in dem Geiste aufgezogen worden ist, alle Tugenden und Verdienste und die hohen Anstandsregeln (adab peraturan yang tinggi) zu lieben. Gemeint sind hierbei nicht allgemeine Benimmregeln, sondern solche für Aristokraten (orang bangsawan). Dass sich der Autor an ein aristokratisches Publikum richtete und auch die Protagonisten dieser Klasse zugehören, kommt wahrscheinlich daher, dass diese ihm sehr nahe standen, war er doch selbst am Hof der Riau-Lingga-Sultane aufgezogen worden.

### Die aristokratische Atmosphäre des Romans
Wie sehr sich der Roman an ein aristokratisches Publikum wendet, zeigt sich auch darin, dass die Dialoge zwischen den Protagonisten stets in höfisch-förmlicher Sprache gehalten sind. Dazu gehört zum Beispiel die Verwendung des königlichen Ausdrucks beradu für „schlafen“. Wenn Faridah im Gespräch mit Shafik von sich selbst spricht, verwendet sie nicht das Personalpronomen aku („ich“), sondern die Form beta, die im malaiischen Raum üblicherweise nur Rajas und der Adelsschicht vorbehalten ist. Zudem sprechen sich Faridah und Shafik meist gegenseitig als Tuan („Herr“ bzw. „Herrin“) an. Die unterschiedlichen Höflichkeitsausdrücke, die die verschiedenen Romanfiguren im Gespräch miteinander für sich und ihre Gesprächspartner verwenden, werden in dieser Tabelle erklärt. Zur „aristokratischen“ Atmosphäre des Romans gehört des Weiteren, dass die Namenszusätze Efendi, Bey und Hanom, die die Figuren als Angehörige der türkisch-ägyptischen Oberschicht ausweisen, bei deren Nennung durchgehend verwendet und fast nie ausgelassen werden.
Eine „stark feudale“ Atmosphäre wird auch dadurch erzeugt, dass in dem Roman eine große Anzahl von Bediensteten auftritt. So hat Faridah Hanom neben ihrer Amme Suad noch eine ganze Reihe von anderen Dayangs zur Verfügung, die unter ihrem Befehl stehen. Eine von ihnen ist Khatun, die sich speziell um ihre Kleidung kümmert und diese wegräumt, wenn sie von einem Spaziergang oder einer Kutschenfahrt nach Hause zurückkehrt. Nachdem Shafiks Mutter Faridah die Verantwortung für ihren Haushalt übertragen hat, gelangen auch deren Dayangs und Bediensteten unter Faridahs Kommando. Im vorletzten Kapitel wird erzählt, wie Faridah all diesen Bediensteten zeigt, welche Arbeiten sie nun regelmäßig jeden Tag zu leisten haben.

### Regeln für den Bereich von Liebe und Ehe

#### Die Notwendigkeit weiblicher Unbeflecktheit
Zu den Werten, die der Roman der jungen Generation vermitteln soll, gehört die Einsicht in die Notwendigkeit weiblicher Rein- und Unbeflecktheit. Schon in der Vorrede von 1926 erklärt der Autor, dass der Roman „Erörterungen über die Reinheit des Lebens der Frau“ (bahas akan kebersihan kehidupan perempuan) enthalte. Sie ist auch das beherrschende Thema des siebten Kapitels, das mit „Der Wert der Frau oder die Perle ihres Lebens“ (Harga perempuan atau mutiara kehidupannya) überschrieben ist. In einer langen programmatischen Rede erklärt Faridah Hanom hier, dass die Frauen alle von Gott äußerst edel (mulia) und rein (bersih) erschaffen werden. Das, was die Frauen „erniedrigt, entehrt und beschmutzt“, seien „die Männer, nichts anderes“. Wenn es keine Männer gäbe, so erklärt Faridah, würden die Frauen „stets in Reinheit und Ehrbarkeit leben“. Während andere Fehler auf lange Sicht korrigierbar seien, sei ein Fehler, „der sich aufgrund der rohen Männer, denen Gott zürnt, und der Schlichen des Satans einstellt,“ etwas, das die Frauen „in die Niederungen der Fäulnis und Niedrigkeit stürzt,“ aus denen sie „nie wieder zur ursprünglichen Reinheit zurückkehren können.“
Die Unbeflecktheit der Jungfrau vergleicht Faridah mit einer Perle. Diese Perle ist „ihr Schatz, um den sie die Männer beneiden und den sie ihr missgönnen.“ Alle vernünftigen und gebildete Frauen, so erklärt sie, wüssten, dass in dem Fall, dass „diese Perle, die ihr Leben erleuchtet,“ durch eine falsche Handlungsweise zu Fall komme, „sie gewiss dem Fluch Gottes“ anheimfielen „und bis zum Ende ihrer Tage durch den besudelten Ruf gedemütigt“ seien. Sie müssten alle Bemühungen unternehmen, um diese Perle ihres Lebens zu hüten, weil die ihnen feindlich gesonnenen Männer jede Gelegenheit nutzen würden, um sie ihnen zu rauben, zu stehlen oder durch Schwindel zu nehmen. An dem Tag aber, an dem die Frau diese Perle durch eine Handlungsweise verliere, die gegen die gewöhnliche Ordnung menschlichen Lebens, die von jungen Aristokraten (anak-anak yang bangsawan) erwartet wird, verstoße, beginne sie, den Fluch Gottes auf sich zu ziehen. Bezogen auf sich selbst, erklärt Faridah, dass die Bewahrung ihrer Lebensperle ihr viel mehr wert sei als all der Reichtum ihres Vaters. Deshalb sei es ihre Absicht, ihre Perle zu schützen und bis zu der Zeit zu warten, „die von Gott gewollt wird entsprechend dem menschlichen Lebensbrauchgesetz.“

#### Voraussetzungen und Regeln für voreheliche Liebesbeziehungen

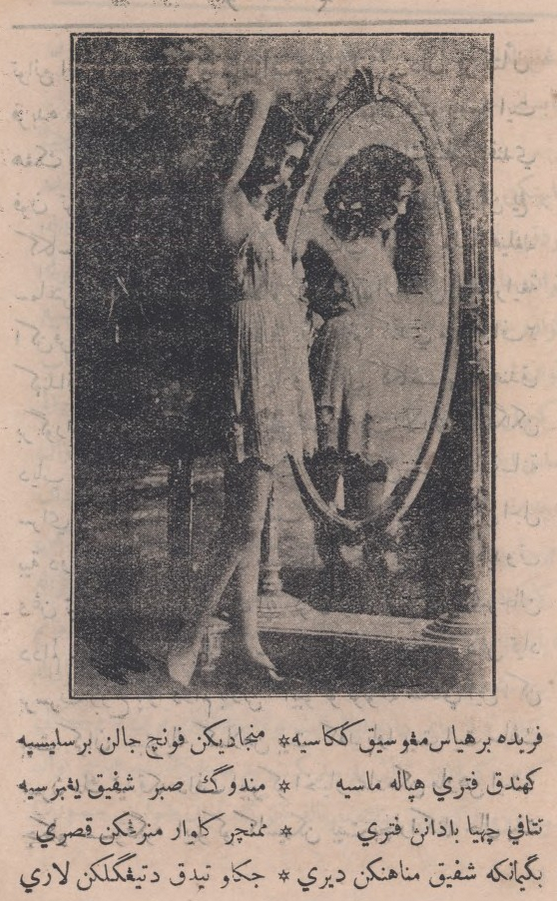
„Faridah schmückt sich, lockt den Geliebten, […] um die Standhaftigkeit des reinen Shafik zu prüfen“. Abbildung mit Gedicht aus der zweiten Auflage des Romans.

Zwar wird in dem Roman die Notwendigkeit vorehelicher Jungfräulichkeit stark betont, doch bedeutet dies nicht, dass ein Liebespaar keine voreheliche Beziehung unterhalten kann. Schon in der Vorrede gibt der Autor seiner Hoffnung Ausdruck, dass Gott seinen Roman zu einem Modell (contoh teladan) all derjenigen machen möge, „die sich mit ihren Geliebten in Freiheit treffen“ (yang bertemu dengan maksyuknya dengan kebebasan). In der Geschichte selbst wird erzählt, dass das unverheiratete Paar sich immer wieder trifft, „um miteinander zu kosen (bersuka-sukaan), manchmal im Hause Aliahs und manchmal in der Nacht im Garten von Faridah Hanoms Haus.“ Diese Verhaltensweise steht eigentlich im Widerspruch zum Islam, doch dient der Roman der Darstellung neuer Anstandsregeln, die entsprechend dem Standard der islamischen Reformisten gelten sollten.
Das Unterhalten einer vorehelichen Liebesbeziehung ist demnach an bestimmte Voraussetzungen gebunden. So ist es notwendig, dass die Liebenden „ihre eigene Reinheit und die Reinheit der Eltern vor dem Schmutz schützen, den die satanische Natur liebt“, und der Mann muss „die Würde und Ehre der Frau (maruah dan kehormatan perempuan) schützen und darf nicht jeder satanischen Neigung der Triebseele folgen.“ Allerdings bedeutet das nicht, dass das Liebespaar ganz auf Berührungen verzichten muss. So wird erzählt, dass Faridah beim ersten nächtlichen Treffen mit ihrem Geliebten „ihr Gesicht im Schoß ihres Geliebten vergräbt“ (menyembamkan mukanya ke atas ribaan kekasihnya). Und in anderen Passagen beschreibt der Autor, wie Shafik seine Geliebte mit deren Erlaubnis umarmt und küsst. Allerdings beschränkt er die Küsse nur auf die Stirn und berührt Faridahs Körper nicht unterhalb des Halses.
Die Reinhaltung vorehelicher Liebesbeziehungen von Schmutz und Sünde ist eines der wichtigsten Themen des Romans. Sie verlangt beiden Liebenden, vor allem aber dem Mann „unglaubliche Zurückhaltung“ und „moralische Stärke“ ab. Und einige Male erlebt es Faridah, „dass ihr Geliebter aufgrund der großen Selbstbeherrschung, die er sich auferlegte, in Tränen ausbrach und damit ihren Schoß, in dem er sein Gesicht begrub, durchnässte.“ Shafiks Beherrschung geht so weit, dass Faridah ihn im Schlafzimmer des von ihm gemieteten Hauses im Nacktkleid empfangen kann, ohne dass er über sie herfällt. Das Kapitel, in dem von dieser Begebenheit erzählt wird, hat den Titel „Eine schreckliche Prüfung“ (Pencobaan yang dahsyat). Faridah schmückt sich und lockt den Geliebten, allein um seine Standhaftigkeit (sabar) zu prüfen, wie es in dem Gedicht unter einem Bild in der zweiten Auflage des Romans heißt. Und er läuft davon, weil er es als die einzige Möglichkeit sieht, um nicht die Beherrschung zu verlieren. Dass Faridah sich ihrem Geliebten in einem Nacktkleid zeigt, wird in dem Roman nicht als Verstoß gegen die Norm betrachtet. Die Tatsache, dass sie bei dieser Gelegenheit Latexkleidung anhat, die ihre Haut vollkommen bedeckt, reicht aus, um ihre Unschuld zu beweisen.
Die Notwendigkeit der Reinhaltung vorehelicher Liebesbeziehungen von Schmutz und Sünde wird in dem Roman auch anhand von Beispielen aus der Literatur verdeutlicht. So wird in einem Syair-Gedicht darauf verwiesen, dass hinsichtlich der reinen Liebe die Lektion (pelajaran) von Lailā und Madschnūn „schon großen Nutzen gebracht“ habe. Und als Faridah zum ersten Mal des Nachts mit ihrem Geliebten zusammentrifft, wird dies mit dem Besuch der Bidadaris bei Arjuna verglichen. Damit wird auf die bekannte Erzählung aus dem javanischen Arjunawiwaha Bezug genommen, in der beschrieben wird, wie Arjuna, der Held des Mahabharata, als Asket von himmlischen Nymphen besucht wird, die ihn zu verführen suchen, er jedoch standhaft bleibt.

#### Die Treue der Liebenden
Sayyid Sheikh al-Hadi nutzt seinen Roman auch, um die Notwendigkeit der Treue (setia) zu demonstrieren. Die Tatsache, dass die gegenseitige Treue der Liebenden schon im Titel vorkommt, zeigt seine große Bedeutung für den Roman. Auch in der Erzählung selbst spielt er eine tragende Rolle. Faridah und Shafik sind nämlich nicht nur durch Liebe, sondern auch durch einen Treueschwur (sumpah setia) miteinander verbunden. Diesen schließen sie bei ihrer ersten Ausfahrt mit der Kutsche. Bei dieser Gelegenheit schwört Shafik Faridah „die Treue bei Gott, dem Herrn der Welten, seine Liebe zu ihr bis zum Ende seines Lebens fortbestehen zu lassen“ und „niemals seine Treue zu brechen oder Verrat gegenüber seiner Liebsten zu üben.“ Am Ende der Ausfahrt halten sich die beiden die Hände und bekräftigen damit den Treueschwur und bei ihrem ersten nächtlichen Treffen in Faridahs Garten erneuern sie ihn.
Die Treue ist auch Thema mehrerer der in den Text eingestreuten Gurindam-Gedichte. So heißt es in einem von ihnen:
Maha suci Tuhan yang kaya

Menjadikan makhlukNya berbagai gaya

Ada yang memiliki keeolokan manusia

Serta dengan bersih dan setia.
Gelobt sei Gott, der Große und Reiche,

Der Seine Geschöpfe so unterschiedlich erschafft.

Einige besitzen nicht nur Schönheit,

Sondern sind auch rein und treu.
Der Treueschwur zwischen den beiden sieht allerdings vor, dass sie sich „im Erlaubten und mit der Zustimmung ihrer Eltern“ (di dalam halal dan dengan keredaan ayahanda bondanya ) vereinigen. Als feststeht, dass sich dies nicht verwirklichen lässt, will Shafik Efendi nicht mehr mit seiner Geliebten zusammentreffen, doch gelobt er, niemals eine andere Frau zu berühren. Das 12. Kapitel, das mit „Die Vervollkommnung der Treue“ (menyempurnakan setia) überschrieben ist, erzählt umgekehrt, wie Faridah Hanom den Entschluss fasst, „sich zu töten, sobald sie sich nicht mehr davor bewahren könnte, dass ein anderer Mann als ihr Geliebter ihren Körper berührte“, denn sie ist überzeugt, „dass es besser sei zu sterben, als die Treue gegenüber ihrem Geliebten zu brechen.“ Als Shafik Efendi in den Krieg zieht, geht sie zwar davon aus, dass er sie wegen der Handlung ihres Vaters zurückgewiesen und verlassen hat, doch gelobt auch sie, ihren Treueschwur niemals zu brechen.
Bei ihrer Wiederbegegnung in Alexandria teilt Faridah Shafik in einem Brief mit, dass sie ihren Treueschwur nicht gebrochen hat. Allerdings stellt sie die Vermutung an, dass Shafik in der Zwischenzeit eine andere Frau geheiratet hat. Shafik lässt ihr nach der Rückkehr nach Kairo durch Suad ausrichten, dass diese Vermutung falsch ist und er ebenfalls „an seinem Treueschwur ihr gegenüber festhält, seit dem Tag, an dem er mit ihr Hand gehalten hat, bis jetzt.“ Beim ersten Mal, als sie sich wiedertreffen, beteuert Faridah ihrem Geliebten erneut in einem Gedicht, dass auch sie, anders als er denkt, ihren Treueschwur gehalten und Badruddin sie nie berührt hat. Als Shafik seinen Eltern Faridahs Brief zeigt, wundern sie sich über ihre „Treue, mit der sie nach der Eheschließung mehr als zwei Monate ihre Unberührtheit bewahrt hat.“ Und in gleicher Weise wundern sie sich auch über die Treue ihres Sohns. Nach Hooker war allerdings setia ein Wert, der den meisten Lesern des Romans vertraut gewesen sein dürfte. Sie weist darauf hin, dass er in vielen malaiischen Liebesgeschichten vorkommt und der Protagonistin ermöglicht, den Protagonisten zu heiraten.

#### Ehe als Lebenspartnerschaft
Faridah Hanom spricht in dem Roman von ihrem Geliebten als demjenigen, den sie als Lebenspartner (kongsi kehidupan) erwählt hat. Kongsi ist ein Begriff, der normalerweise eher für Handelspartner verwendet wird. Faridah Hanom gibt in einem Gespräch mit Aliah ihrer Hoffnung Ausdruck, dass ihre Ehe mit Shafik Efendi „eine Partnerschaft des Zusammenlebens in Glück und Unglück wird, die ihr Recht als eine freie Frau wahrt.“ In einem späteren Brief an Shafik erklärt sie, dass die Ehe bedeute, dass Mann und Frau das Leben vom Beginn der Eheschließung bis zum Tod teilten und deshalb beide Personen, die diese Partnerschaft eingingen (kedua-dua orang yang besyarikat itu), in der Natur übereinstimmen oder sich nahestehen müssten, damit sie beide zusammen glücklich werden.

#### Arbeitsethik: Die Pflichten von Mann und Frau in der Ehe

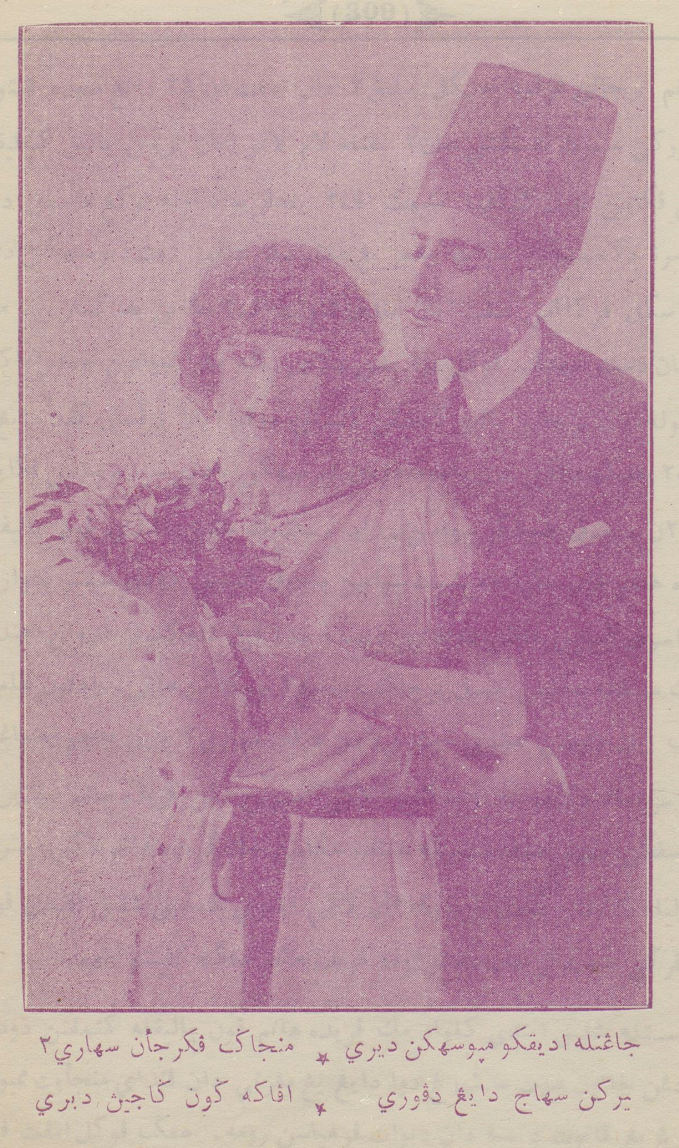
Shafik versucht seine Ehefrau zu überreden, die Hausarbeit vollständig dem Hauspersonal zu überlassen, was sie jedoch ablehnt.

Das vorletzte Kapitel des Romans befasst sich mit den Pflichten von Ehemann und Ehefrau (kewajipan laki-isteri). Hierbei zeigt sich Faridah als Verfechterin einer strengen Arbeitsethik. Nach der Eheschließung und dem Umzug in das Haus von Shafiks Eltern widmet sie sich mit großem Eifer der Haushaltsführung. Sie steht jeden Tag vor fünf Uhr auf, kümmert sich dann um die Hausarbeit und setzt sich danach in die Küche, um die Arbeit der Bediensteten zu beaufsichtigen. Shafik, der über diesen Arbeitseifer seiner Frau erstaunt ist, wird von Suad aufgeklärt, dass die Gewohnheit ihrer Herrin sei, „immer im Hause zu arbeiten, den Hausrat aufzuräumen, in Ordnung zu bringen und zu reinigen.“ Sie verlange, dass man vom morgendlichen Aufstehen an arbeite und die Dinge bis spätestens acht Uhr vor dem Frühstück fertig seien. Wenn Shafik am Mittag von der Arbeit nach Hause kommt, serviert seine Frau sogleich das Mittagessen. Stets ist sie dabei, „die Ordnung zu vermehren, die die Zufriedenheit und Freude ihres Gatten in seinem Haus steigert.“
Als sich Shafik ihr zärtlich nähert und ihr mitteilt, sie müsse sich nicht zwingen, „eine Ordnung herzustellen, die ihr Verdruss bereitet“, macht Faridah ihrem Ehemann klar, dass sie Müßiggang als Gift (racun) für eine Ehe betrachtet. Immer wieder ermahnt sie Shafik, dass es Aufgabe der Eheleute sei, nicht nur den Gelüsten (nafsu) und der Begierde (syahwat) zu folgen, sondern erst einmal den Geschäften nachzugehen. Um ihren Ehemann zur Arbeit anzuhalten, gibt Faridah zu Zeiten, in denen er arbeiten sollte, seinen Gelüsten nicht nach. Wenn Faridah Hanom der Begierde, sich in seinem Zimmer zusammen zu vergnügen, nachgegeben hat, hat sie das Gefühl, „eine große Pflicht gegenüber ihrem Gatten vernachlässigt zu haben“.
Als Shafik sie ein zweites Mal bittet, ihre strenge Ordnung nicht mehr so umzusetzen, wie es geschehen ist, und ihr anbietet, zu ihrer Entlastung weiteres Hauspersonal anzustellen, reagiert sie wütend und hält Shafik eine lange Rede über die Pflichten von Mann und Frau in der Ehe. Pflicht des Ehemannes sei es, sich um den Lebensunterhalt zu bemühen und die Kosten für Kinder, Ehefrau und Haushalt zu tragen, Pflicht der Ehefrau, sich um Kinder und Haushalt zu kümmern und dafür zu sorgen, „Zufriedenheit und Freude ihres Ehemanns zu befördern, so dass er sich um nichts anderes mehr Sorgen machen muss als um seine große Aufgabe, nämlich seinen Lebensunterhalt zu verdienen und zu vergrößern, in der Kampfarena des öffentlichen Lebens.“ Ein Mann mit Frau und Kindern, der seinen Lebensunterhalt nicht verdienen will, hat nach den Worten, die der Autor Faridah Hanom in den Mund legt, die Eigenschaft des Menschseins (kemanusiaan) verloren. Reichtum entbinde nicht von diesen Pflichten: Zwar könnten Reiche bei der Erfüllung ihrer Pflichten die Dienste von anderen Menschen in Anspruch nehmen, doch müssten sie auch ihren eigenen Verstand (akal fikiran) und ihre planerische Bemühung (usaha ikhtiar) anwenden. Hooker vermutet, dass sich diese Botschaft speziell an die Malaien richtete, die von ihren eigenen Landsleuten als rückständig und faul beschrieben wurden.
Der Roman endet damit, dass Shafik Efendi erkennt, „dass seine Ehefrau keine Frau war, die man zur Gespielin (permainan) machen konnte, um nur das eigene Bedürfnis nach Liebe zu befriedigen.“

„Nein, sie war vielmehr eine Frau des Spiels und der Geschäftigkeit, die Disziplin und höchstes Gefühl der Menschlichkeit besitzt. Aus diesem Grund nahmen seine Liebe zu ihr und sein Respekt vor ihr noch einmal zu, so dass er gezwungen war, ihre Ordnung einzuhalten, was schließlich seine Frau zu einer echten Lebenspartnerin machte, mit der er alle schwierigen Angelegenheiten seiner Geschäfte besprach.“

### Das Verhältnis zwischen Kindern und Eltern

#### Die Gehorsamspflicht gegenüber den Eltern
Ein Punkt, der im Roman an vielen Stellen betont wird, ist die Gehorsamspflicht gegenüber den Eltern. So erklärt Faridah Hanom, dass sie deswegen gezwungen sei, der ungerechten Entscheidung ihres Vaters äußerlich nach besten Kräften zu gehorchen, „um sich nicht den Ruf eines aufsässigen Kindes (anak yang durhaka) einzuhandeln, das die Mühen und die Liebe ihrer Eltern, die es von klein auf aufgezogen haben, mit Schlechtigkeit vergilt.“ Und in ihrem ersten Brief an Shafik Efendi nach ihrer Verheiratung mit ihrem Cousin erklärt Faridah Hanom, dass sie auf keinen Fall wolle, „dass die Leute über sie sagen, dass sie ein aufsässiges Kind ist, das sich seinen Eltern widersetzt und ihren Ruf ruiniert“. Deswegen habe „sie das, was die Leute machen, ruhig über sich ergehen lassen, bis die Sache, die ihre Eltern wünschten, abgeschlossen war.“ Als sie zu ihren Eltern zurückkehrt und sich ihrem Vater weinend zu Füßen wirft, teilt sie ihnen mit, dass sie immer wieder zu Gott gebetet und ihn gebeten habe, „sie vor der Gefahr zu bewahren, aufsässig zu sein oder sich dem Willen der Eltern, die es von klein auf ernährt und aufgezogen haben, zu widersetzen.“ Kapitel 15 mit dem Titel „Das Kind, das gehorsam ist, erlangt den Segen“ (Anak yang taat mendapat berkat) beschreibt den Erfolg dieser Strategie: Faridah Hanoms Vater lässt sich schließlich doch von seiner Tochter überzeugen und beginnt, sich für ihre Trennung von ihrem Cousin einzusetzen. Bei ihrem ersten Wiedersehen nach langer Zeit mit ihrem Geliebten erklärt Faridah Hanom in einem Gedicht den Grund für dieses Vorgehen: Da ihr befohlen sei, dem Vater Treue zu halten und nicht aufsässig zu sein, bis sie stirbt, habe sie lieber langsam einen Plan gesucht, um den Vater barmherzig zu stimmen.

#### Die Empfehlung an die Väter: Beratung
Der Roman enthält auch eine Botschaft an die Väter: Sie sollen sich mit ihrer Familie beraten, bevor sie ihre Töchter verheiraten. Shafik Efendi verweist im Gespräch mit Faridah darauf, dass die Muslime „an vielen Stellen im Koran“ dazu aufgefordert werden, sich zu beraten und einander zu helfen, weil Beratung (muwafaqat) und gegenseitige Hilfe (bertolong-tolongan) der Lebensatem seien. Bezüglich der von ihrem Vater allein getroffenen Entscheidung sagt Faridah Hanom: „Wenn er sich vor der Erfüllung der Bitte Badruddin Efendis mit der Mutter und seinem Sohn Muhammad Efendi beraten hätte, hätte er gewiss erkannt, was ein Vater zu kennen die Pflicht hat, der das Wohl seiner einzigen Tochter im Sinn hat.“

## Das Reformprogramm hinter dem Roman
Der malaysische Literaturwissenschaftler Mhd. Taib Osman betrachtet die Hikayat Faridah Hanom als „ein Werk, dessen Hauptzweck darin besteht, die malaiische Gesellschaft zu reformieren“. Der Reformwille zeigt sich auf verschiedenen Gebieten.

### Nationalismus
Eine sehr wichtige Rolle spielen im Roman die Konzepte kaum („Volk“), watan („Heimatland“, auch tanah air) und bangsa („Nation“), die erst im frühen 20. Jahrhundert in die malaiische Sprache eingeführt worden waren. Schon im ersten Kapitel beteuert Shafik seine Liebe zu Faridah, indem er „bei meinem geliebten Heimatland“ (demi watanku yang dikasihi) schwört. Er will in eine Militärschule eintreten und seinem Heimatland dienen, weil er während seines Studiums zu der Auffassung gelangt ist, „dass diejenigen Menschen am edelsten und ruhmvollsten sind, die sich im Dienst für ihr Heimatland und Volk aufopfern.“ Auch Faridah macht sich für ihr Heimatland und Volk nützlich, und zwar „in einer Weise, wie man es sich von allen reichen Menschen wünschen würde, die sich an ihrem Reichtum erfreuen.“ Schon bei ihrer ersten Spazierfahrt mit ihrem Geliebten führt sie das Gespräch so, dass sie „seine Kenntnis und sein Empfinden hinsichtlich ihres Heimatlandes und ihrer Nation“ ergründen kann. Shafik antwortete darauf mit Erzählungen aus der Alten Geschichte, „die den Vorzug all derjenigen Menschen aufzeigen, die zum Nutzen ihres Heimatlandes und ihrer Nation gearbeitet haben“, und spricht davon, „dass es sein Wunsch ist, ihrem Beispiel zu folgen, indem er sich selbst im Dienst für sein Heimatland und alle Dinge, die den Namen seiner Nation erheben, aufopfert.“

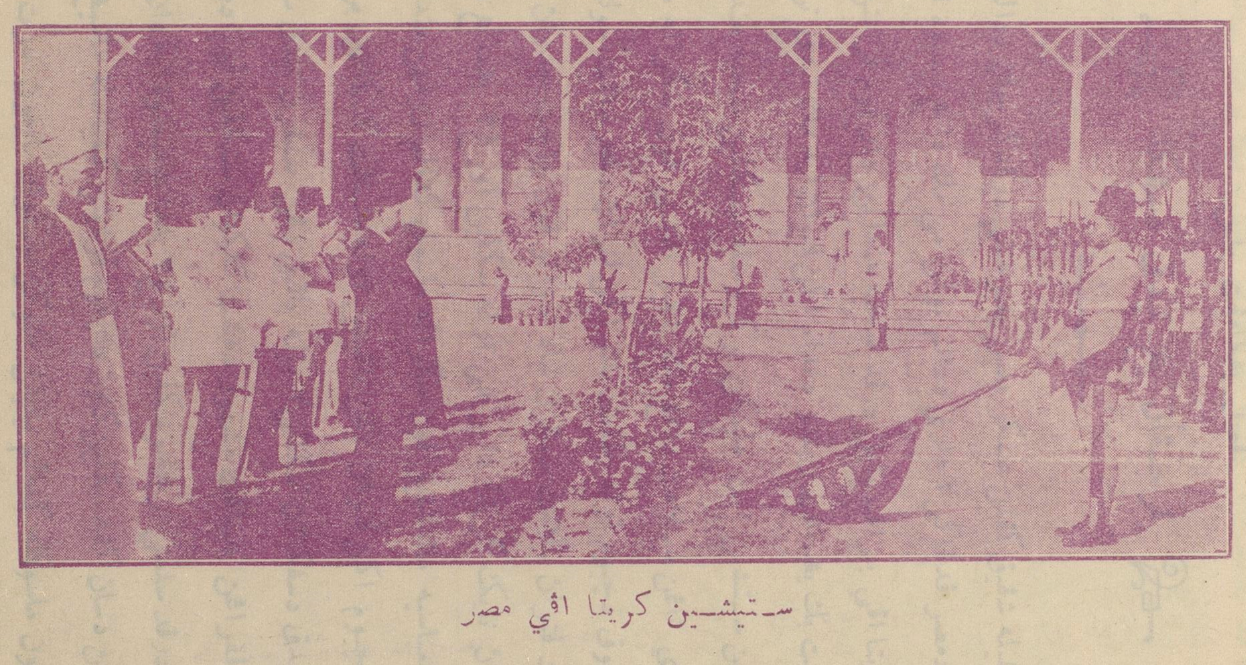
Der Bahnhof von Kairo bei einer Militärparade. Abbildung aus der ersten Auflage des Romans

Besonders dominant sind nationalistische Töne im 11. Kapitel, das mit „Der Vorzug von Heimatland, Volk und Nation“ (Kelebihan watan, kaum dan bangsa) überschrieben ist. Hier wird erzählt, wie Shafik seinen Wunsch, in eine Militärschule einzutreten, um seinem Heimatland zu dienen, gegen den Willen seines Vaters durchsetzt, wobei er Unterstützung durch den Khediven erhält. Shafik hat zu dieser Zeit den Gedanken an die zärtliche Liebe (percintaan kasih sayang) hinter sich gelassen und an ihre Stelle „die vielfach größere Empfindung“ gesetzt, die Heimatlandsliebe (kasih sayang akan watan) genannt wird. In seiner Rede vor dem Khediven und seinem Hofstaat betont er, dass „die historischen Berichte alle Menschen loben und preisen, die beim Dienst für ihr Heimatland und ihre Nation gestorben sind“. Der Khedive bestätigt in seiner Antwort, dass Shafiks Wunsch, in eine Militärschule einzutreten, „dem aufrichtigen Gefühl von Menschen, die Kenntnis und wahres humanitäres Empfinden für Volk, Nation und Heimatland besitzen“, entspringt. Nach der Rückkehr von der Audienz beim Khediven bittet Shafik seine Eltern um Erlaubnis, in die Kriegsschule eintreten zu dürfen, um anschließend auf dem Schlachtfeld „ehrenhaft beim Dienst für Volk und Heimatland“ (dengan nama yang kehormatan di dalam berkhidmat akan kaum dan watan) zu sterben. Das ist ihm lieber, als sich in seiner hoffnungslosen Lage vergebens selbst zu töten. Als Shafik schließlich mit seiner Militäreinheit in den Krieg zieht, spielt das vizekönigliche Orchester am Bahnhof „ein Lied zum Abschied der Armee, die zum Schlachtfeld reist, um Volk, Nation und Heimatland zu dienen und das Blut zum allgemeinen Nutzen zu vergießen.“ In Khartum stürzt sich dann die ganze Armee, „die die Gefahr von ihrem Heimatland abwenden will, auf den Feind, wie fliegende Termiten sich auf den Feuerschein stürzen.“
Liebe zum Heimatland bedeutet allerdings nicht nur militärischen Einsatz, sondern auch das Streben nach nationaler Autarkie. So spricht sich Shafik in seiner Rede vor dem Khediven gegen internationalen Handel aus und erklärt: „Und wenn wir alle Arten von Bedarfsgegenständen für unser Leben aus der Produktion und Arbeit unserer Nation auf unserem Heimatterritorium erhalten, dann ist das besser, als wenn wir sie aus der Produktion und Arbeit anderer Nationen aus Ländern oder Heimatgebieten anderer Menschen erhalten.“ Der Khedive stimmt Shafiks patriotischen Reden zu und quittiert sie mit Applaus. Die Präsentation des Khediven als nationalistischem Herrscher sollte vielleicht eine Botschaft an die malaiischen Sultane sein, sich in gleicher Weise für ihr Vaterland einzusetzen. Hooker vermutet, dass Sayyid Sheikh al-Hadi mit dem Roman auch einen Beitrag zu den Debatten der Malaien über ihre Zukunft leisten wollte.
Im letzten Kapitel des Romans hält Shafiks Vater Talaat Bey eine glühende Mahnrede an seinen Sohn, in der er ihn auffordert, seinen Besitz „für Projekte, die seinem Volk, seiner Nation und seinem Heimatland gut tun“, zu verwenden. Und er lobt seine Schwiegertochter Faridah dafür, dass sie „den Mut hat, den Großteil eines Vermögens, das mehr wert ist als eine Million Pfund, für das Wohl ihrer Volksnation und ihre Heimatlandes auszugeben.“ Schon in einem früheren Kapitel mahnt Faridah, Shafik möge es „auf keinen Fall einfallen, ihre Freiheit im Dienste ihres Volkes, ihrer Nation und ihres Heimatlandes einzuschränken, solange sie äußerlich und innerlich die Pflichten erfüllt, die ihr ihm gegenüber obliegen.“
Nationalismus und Patriotismus stehen dabei letztendlich auch im Dienste des Islams. So lässt der Autor Talaat Bey sagen:

„Das ist die wahre Intention der islamischen Religion, dass ein jeder, der ihr angehört, das Wohl seines Volks, seiner Nation und seines Heimatlandes mehrt. […] Und wenn jeder Mensch, der an dieser Religion festhält, sich nur ein wenig darum bemüht, seinem Volk und seiner Nation dabei zu helfen, nach Wissen zu streben, dann wird der Islam gewiss die Welt beherrschen, wie vor 1300 Jahren.“

### Unterstützung für die muslimische Frauenrechtsbewegung
Al-Hadi nutzt in dem Roman die Charaktere und den Schauplatz des modernen Ägypten, um seine Ideen hinsichtlich der Emanzipation der Frau vorzubringen. Das Thema der Frauenrechte ist vor allem Gegenstand von Faridahs zweiter programmatischer Rede in Kapitel 7. So sagt sie hier über sich selbst:

„Sie verabscheut nur das Denken in den Köpfen der Männer, die sagen, dass sie stärker, klüger und in allerlei Dingen besser seien als wir Frauen, und deshalb uns Frauen als Wesen betrachten, die von Gott einzig und allein dafür erschaffen sind, ihnen zu dienen. Wir Frauen haben keinerlei Rechte auf dieser Welt, sondern sollen nur dem folgen, was den Männern beliebt.“

Als Shafik einwendet, dass es doch Gott sei, „der in seinem Koran die Männer über die Frauen gestellt hat“, hält Faridah dem entgegen, dass es „im Koran viele Worte gibt, in denen Gott die Anweisung gibt, die Frauen zu umsorgen, und ihren Nutzen im gesellschaftlichen Leben erwähnt, nur erinnert sich keiner von den Männern daran.“ In der zweiten Auflage des Romans von 1928 wurde hier noch ein Satz ergänzt, in dem Faridah auf „die Anordnung unseres Propheten, kurz vor seinem Tod bei der Abschiedswallfahrt, in der er für die Rechte der Frau (hak-hak perempuan) eintrat,“ verweist. Nur ein, zwei Koranworte seien es, die den Vorzug der Männer erwähnen.
Als Shafik Faridah fragt, was nach ihrem Verständnis die Absicht Gottes sei, wenn er in seinem Koran sage, dass die Männer über den Frauen stehen, antwortet sie mit einer längeren exegetischen Ausführung zu dem Koranwort wa-li-r-riǧāli ʿalaihinnā daraǧatun in Sure 2:228 . Zwar sei darin klar ausgesagt, dass Gott den Mann eine Stufe über die Frau stellt, doch müsse man dieses Höher-Stehen so verstehen, „wie der Kopf eines Menschen über seinem Leib oder seinen Füßen und Händen steht.“ Schließlich erklärt sie mit Worten, die sich an Muhammad Abduhs Exegese von Sure 4:34 in seinem Tafsīr al-Manār anlehnen:

„Das heißt, wenn auch bei unseren Körperteilen der Kopf über alle anderen Körperteile gestellt ist, ist doch der Kopf keinesfalls mächtiger als der Leib und kann auch nicht ohne den Leib leben. So ist es auch mit dem Höher-Stehen, das Gott beim Verhältnis zwischen Mann und Frau meint, denn der Mann kann nicht ohne die Frau leben.“

Shafik Efendi erkennt daraufhin, dass seine Geliebte eine von jenen Frauen ist, „die einen Sinn dafür haben, für die Freiheit der Frau zu kämpfen“ (yang mempunyai perasaan menuntut akan kebebasan perempuan).

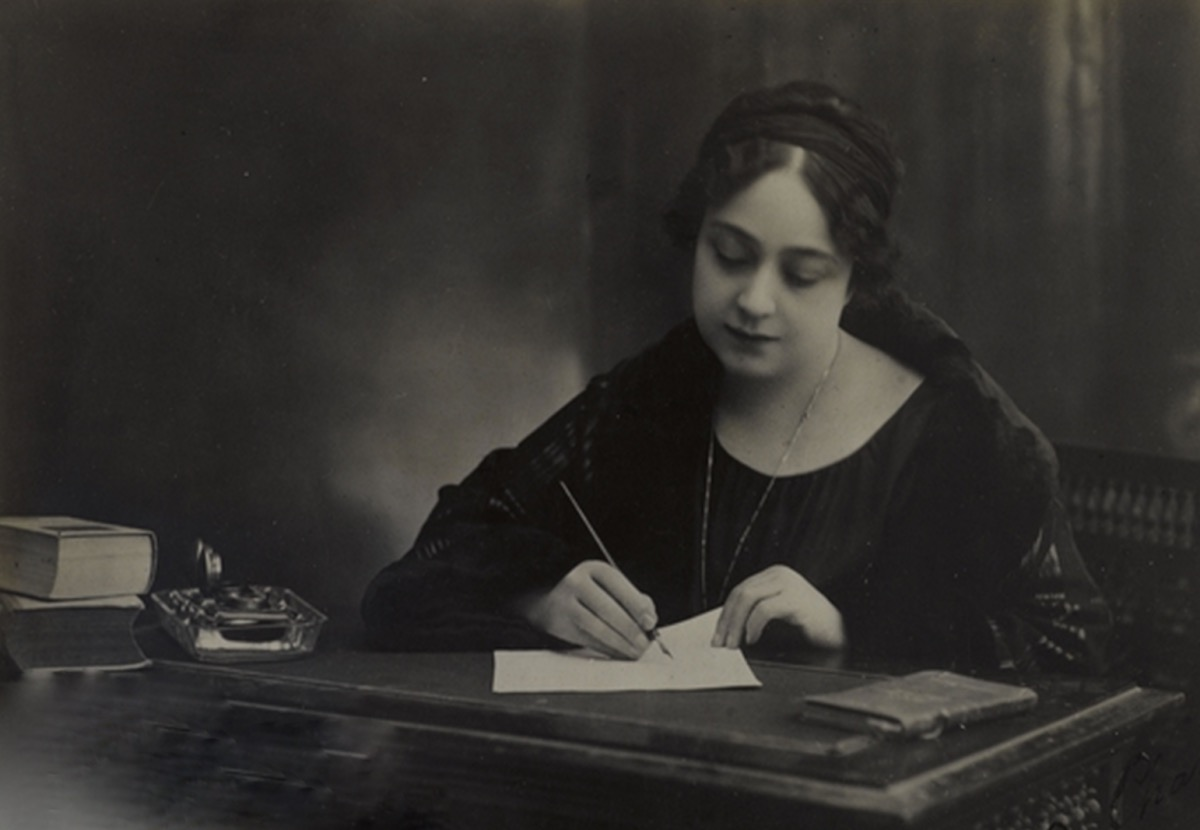
Die ägyptische Frauenrechtlerin Hudā Schaʿrāwī wird in dem Roman als Absolventin einer der von Faridah Hanom gegründeten Schulen präsentiert.

Am Ende des Romans wird über die Frauen gesagt, die die von Faridah Hanom initiierten Schulen absolviert haben, sie hätten Zeitungen und Journale ins Leben gerufen und Frauenvereinshäuser gegründet, um ihr Recht von der Regierung einzufordern, ja, sie seien sogar nach Rom, Paris und Amerika gereist, um die Rechte der Frauen von den betreffenden Regierungen einzufordern. Auch hier macht der Autor noch einmal deutlich, dass er keinen Widerspruch zwischen Frauenrechten und Islam sieht. So schreibt er über Hudā Schaʿrāwī und Sīzā Nabrāwī, sie hätten auf den Konferenzen Europas „die Überlegenheit der islamischen Religion und ihrer Gesetze bezeugt, die die Frauen davor bewahren, in die Reihen der Menschenmassen (barisan perhimpunan manusia yang ramai) abzugleiten, und ausgesprochen, dass die Unwissenheit der Frauen und die Gesetze, die ihnen in den meisten muslimischen Gesellschaften in dieser Zeit auferlegt sind, in völligem Widerspruch zu den Intentionen und der Botschaft der islamischen Religion stehen.“

### Das Recht der muslimischen Frau auf eigene Wahl ihres Ehepartners
Der Roman bleibt hinsichtlich der Frage, welche Rechte die Frauen erhalten sollen, relativ vage. Doch gibt es einen Punkt, bei dem er eine klare Sprache spricht, nämlich dem Recht der Frauen, ihren Ehemann selbst zu wählen.
Die Forderung, dass die Frau ihren Ehepartner selbst aussuchen können muss, ist eng mit dem Konzept von Ehe als Lebenspartnerschaft verbunden. Nachdem Faridah erfahren hat, dass ihr Vater sie gegen ihren Willen mit Badrudin verheiraten will, fragt sie ihre Dayang Suad: „Bedeutet Heiraten nicht, dass man sein Leben mit demjenigen, den man liebt, vom Anfang bis ins Alter oder bis zum Tod teilt? Und wenn in dieser Partnerschaft (syarikat) Charakter, Naturell und Ordnung nicht übereinstimmen, wie kann man diese Partnerschaft dauerhaft gedeihlich führen?“ Und anschließend kritisiert Faridah mit scharfen Worten das despostische Verhalten muslimischer Männer gegenüber ihren Töchtern:

„Hier ist die Krankheit, die über die Mehrheit von uns Muslimen kommt hinsichtlich des Zusammenlebens von Mann und Frau, denn viele Väter benutzen ihre Macht, die ihnen von Gott gegenüber ihren jungfräulichen Töchtern gegeben wurde, ohne Rücksicht darauf, ob das Naturell ihrer Tochter zu dem Naturell des von ihr geliebten Mannes passt. Das Einzige, worauf sie Rücksicht nehmen, ist ihr eigenes Vergnügen. Wenn es ihnen beliebt, verurteilen sie ihre Tochter, diesen Mann zu akzeptieren, wie groß auch der Unterschied zwischen ihnen sein mag, weil sie als Väter die Macht haben, ihre jungfräulichen Töchter zu verheiraten, ohne ihre Erlaubnis einzuholen.“

Nach der Rückkehr aus Alexandria klärt Faridah ihren Vater darüber auf, dass nach dem islamischen Recht der Walī mudschbir, also der männliche Verwandte der Braut, der sie in die Ehe zwingen kann, zwar nicht ihre Zustimmung einholen müsse, in dem Falle aber, dass er wisse, dass sie mit dem Ehemann nicht einverstanden ist, oder dies aufgrund von bestimmten Anzeichen erschließen könne, seine Vollmacht zur Verheiratung verliere. Wenn er sie dann trotzdem verheirate, sei diese Eheschließung nicht gültig. Die wenige Seiten später zitierte Fatwa des ägyptischen Staatsmuftis bestätigt die Richtigkeit dieser Aussage. Sie stellt klar, dass eine Ehe, die gegen den Willen der Braut von ihren Eltern geschlossen worden ist, nach islamischem Recht ungültig ist. Dem Richter obliege es in einem solchen Fall sogar, den Mann dazu zu zwingen, die Frau aufzugeben, von der er meint, dass sie seine Ehefrau ist. Dies war eine für die malaiische Welt neue Botschaft und entsprach den Reformen der sogenannten Kaum-Muda-Bewegung.
Nach Farish A. Noor lag das eigentlich Skandalöse des Romans in seiner Zeit darin, dass der Autor das Porträt einer muslimischen Frau zeichnete, die einen eigenen sexuellen Willen und ein eigenes sexuelles Leben hat. Die Tatsache, dass sie bewusst und absichtsvoll die Avancen ihres unerwünschten Ehemanns zurückweist, um hinterher ihren Geliebten heiraten zu können, bedeutete, dass sie eine Frau war, die ihre Sexualpartner selbst auswählt. Mit dieser Darstellung der Hauptfigur machte al-Hadi deutlich, dass er den weiblichen Körper als etwas betrachtete, das der Frau selbst gehört, und kein Mann das Recht hat, sich ihr aufzudrängen. Faridahs „großes Verbrechen“ besteht darin, dass sie ihren Geliebten selbst auswählen wollte. Ihre Missachtung ihres ersten Ehemanns, der ihr von der Familie aufgedrängt wurde, nimmt die Form von sexuellem Widerstand an – etwas was damals und auch heute als Tabu betrachtet wurde.

### Die Notwendigkeit der Frauenbildung

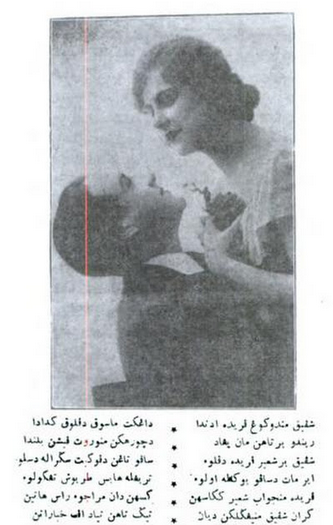
Faridah als Inbegriff der gebildeten Frau. Fotografie in der ersten Auflage des Romans, die Faridah Hanom und Shafik Efendi darstellen soll.

In seinem Vorwort zur Erstausgabe von 1926 erklärt der Autor, dass die Erzählung dazu diene, aufzuzeigen, welchen Vorteil Volk und Vaterland daraus ziehen, wenn man Frauen eine vollständige Bildung gewährt. Das Thema der Frauenbildung (pelajaran anak-anak perempuan) ist vor allem Gegenstand von Faridahs zweiter programmatischer Rede in Kapitel 7. Faridah Hanom wirft hier den muslimischen Männern vor, die Frauen auf ein reines Sexobjekt zu reduzieren. Sie kritisiert, dass sie das Leben der Frauen nicht respektierten und ihr Leben auch nicht nutzten, „sondern nur ihre Lust an ihnen befriedigten, als ob die Frauen ihr Reitpferd (kuda tunggangan) wären: Wenn ihnen danach ist, auf ihm zu reiten, holen sie es aus dem Stall mit genügend Ausrüstung, die von ihnen bereitgestellt wird. Und wenn sie ihre Lust befriedigt haben, stellen sie es wieder in den Stall, bringen ihm Futter und Wasser. Dort wartet es dann, bis sie wieder Lust haben, auf ihm zu reiten.“ Dies sei auch der Grund für den Niedergang der Muslime, der soweit gehe, dass die meisten ihrer Länder von anderen Völkern beherrscht und unterjocht worden seien.
Faridah bringt in der gleichen Rede ihre Unzufriedenheit damit zum Ausdruck, dass Frauen nach dem Urteil der Männer „nicht in gleicher Weise in dem gesellschaftlichen Leben von Volk, Nation und Heimatland nutzen sollen, außer als Reitpferd, Köchin und Wäscherin ihrer Kleidung“. Während bei den Engländern Männer und Frauen gemeinsam darauf hinarbeiteten, ihre Kinder zu erziehen, sei bei den Muslimen „durch die Dummheit und Arroganz der Männer die Gesellschaft in zwei Teile aufgeteilt, indem man die Gruppe der Frauen ausschließt“. Den Frauen, so erklärt Faridah weiter, erlaubten die muslimischen Männer nämlich nicht, sich an dem gemeinsamen Streben für den Fortschritt des Volkes zu beteiligen. Vielmehr würden „sie von den Männern gezwungen, immerzu nur in der Eigenschaft als ihr Reitpferd zu verbleiben, zu warten und sich mit allen Accessoires zu schmücken, die ihren Reiter erfreuen“. Das Prophetenwort, wonach das Streben nach Wissen sowohl für die Männer als auch für die Frauen eine Pflicht ist, hätten die muslimischen Männer bei der Frau auf das Wissen beschränkt, wie man mit dem Mann schläft und für ihn wohlschmeckendes und sättigendes Essen kocht.
Shafik antwortet auf Faridahs Rede mit dem Versprechen, ihr 5.000 Pfund zur Verfügung zu stellen, damit sie damit Frauenbildung organisiert. Faridah entgegnet ihm aber, dass bei dieser Angelegenheit kein Geld von Nutzen sei, weil „die Mehrheit des Volkes noch nicht den Nutzen von Frauenbildung erkannt“ habe. Man müsse dafür erst ein Bewusstsein (perasaan) bei den Menschen schaffen und sie zu der Erkenntnis bringen, „dass ein vollkommenes Leben nicht erreicht werden kann, wenn unseren Frauen keine Bildung gewährt wird“. Dieses Bewusstsein schaffe man nicht mit Geld, sondern „mit einer Stimme, die wiederholt und mit einer gewissen Stetigkeit in ihre Ohren dringt“. Dafür müssten die Menschen Stimmen von Frauen in den Zeitungen dieses Landes hören. Das Ende des Romans stellt gewissermaßen eine Erfüllung dieser Forderungen dar. Hier wird erzählt, wie Faridah das von ihrem Vater geerbte Vermögen für die Errichtung von Frauenschulen einsetzt, und die Frauen, die diese Schulen besucht haben, eigene Zeitschriften herausgeben.
In British Malaya gab es lebhafte Debatten über die Unerwünschtheit von Frauenbildung, aus Furcht, dass diese mit jungen Männern korrespondieren und Schande über ihre Eltern bringen könnten. Genau diese Befürchtungen greift der Roman auf und versucht sie zu widerlegen. So erklärt Faridah ihrem Vater nach Rückkehr aus Alexandria, dass ihr sehr an seinem Wohlgefallen gelegen sei und sie nur deswegen „vor den Augen der Menschen“ die Ehefrau Badruddins geworden sei, um die Ordnung zu gewährleisten, „die das Gesicht des Vaters wahrt und unsinniges Gerede verschwinden lässt, dass der Vater Schwierigkeiten bekomme, sich gegenüber einer Tochter zu verteidigen, wenn er ihr eine hohe Bildung mitgegeben habe.“

### Eintreten für Fortschritt und einen progressiven Islam
Ein sehr wichtiges Thema des Romans ist auch die Beförderung des Fortschritts (kemajuan). Schon bei ihrer ersten Begegnung und Ausfahrt mit Shafik bringt Faridah das Gespräch auf Themen „wie die geregelte Entwicklung des Landes (peraturan perjalanan negeri) und den Fortschritt der Nation (kemajuan kaum dan bangsanya)“. Nach ihrer Entführung durch Shafik erklärt sie ihm, dass der Hauptgrund für den Fortschritt der Engländer ist, „dass das ganze englische Volk, Männer und Frauen, gemeinsam darauf hinarbeiten, ihre Kinder groß zu machen, so dass sie ein angenehmes Auftreten haben, ihr Volk, ihre Nation und ihr Heimatland lieben, und Vergnügen daran haben, sich Wissen anzueignen, das für den Fortschritt und die Größe ihres Volkes und ihrer Nation nützlich ist.“ Hauptgrund für den Niedergang der Muslime sei dagegen, dass „durch die Dummheit und Arroganz der Männer die Gesellschaft in zwei Teile aufgeteilt“ werde, „indem man die Gruppe der Frauen ausschließt. Den Frauen erlauben sie nämlich nicht, sich an dem gemeinsamen Streben für den Fortschritt des Volkes zu beteiligen.“ Unter Berufung auf die Wissenschaft und die „übereinstimmenden realen Erfahrungen“ versucht Faridah ihren Geliebten davon zu überzeugen, „dass Frauen das wichtigste Mittel für den Fortschritt der Völker und Nationen sind“.
Das Verhältnis zwischen Fortschritt und Islam wird vor allem im letzten Kapitel thematisiert. Talaat Bey wirft hier seinem Sohn Shafik vor, dass er nur deswegen das islamische Erbrecht nicht kenne, weil er „in seinem Herzen geprägt ist von der Bezichtigung der Leute mit europäischer Bildung, die sagen, dass die Gebote der islamischen Religion nicht mit dem Fortschritt der heutigen Welt vereinbar sind“. Hooker vermutet, dass der Autor bei seinem Roman als Zielpublikum säkularisierte junge Muslime wie Shafik Efendi vor Augen hatte, die Zweifel an der Vereinbarkeit des Islams mit dem Fortschritt hegten und die er vom Gegenteil überzeugen wollte.
Talaat Bey empfiehlt seinem Sohn zu diesem Zweck, regelmäßig das Journal al-Manār von Raschīd Ridā und Muhammad Abduh zu lesen, weil dieses „eine Vielzahl von Erörterungen über die Schönheit der islamischen Religion und ihre Vereinbarkeit mit dem Fortschritt“ enthalte. Hierbei verweist er auch auf den Korankommentar, der von Muhammad Abduh sukzessive in der al-Azhar-Moschee vorgetragen worden war und in die neueren Bände der Zeitschrift aufgenommen wurde. Dieser Korankommentar ist unter dem Titel Tafsīr al-Manār bekannt. Im Roman wird erzählt, wie Faridah unmittelbar nach der Leseempfehlung ihres Schwiegervaters aufspringt und die Bände des al-Manār-Journals aus dessen Bibliothek hervorholt. Ihre Stimme erscheint somit wie diejenige Talaat Beys als eine Stimme des modernistischen Islams. Nach Farish Noor verkörpert Faridah Hanom damit Sayyid Sheikh al-Hadis Ideal des modernen progressiven Muslims, der nicht durch Brauch oder Tradition gebunden ist, sondern selbst rational zu handeln vermag, ohne den Boden der Religion und der moralischen Werte zu verlassen.

### Die traditionellen muslimischen Gelehrten als Feindbild
Feindbild sind in dem Roman die traditionellen islamischen Gelehrten. So erklärt Faridah in ihrer Rede, in der sie Frauenrechte einfordert, dass sie keinesfalls damit einverstanden sei, dass „ihr Dasein zum Diener von Männern wird, wie es der Brauch der Alten (adat datuk nenek) ist.“ Und Shafik, der ihr beipflichtet, beklagt, dass die alte Ordnung auch von den ʿUlamā' und den Religionsführern (ketua-ketua agama) gestützt werde. Die alten Männer und die Gelehrten hielten an der alten Gewohnheit (adat lama) fest, blockierten die jungen Männer (anak-anak muda) und widersetzten sich ihrem Wunsch, den Frauen Bildung zu gewähren. Virginia Hooker urteilt aufgrund solcher Aussagen, dass Shafiks Stimme in dem Roman die Stimme der patriotischen Jugend sei, die sich den Verhaltensweisen früherer Generationen widersetzt.
Die schlechte Lage der Frauen in der islamischen Welt wird in dem Roman auf den überkommenen Traditionalismus zurückgeführt, der von Nachahmung geprägt ist. In den letzten Zeilen des Romans wird von den beiden Frauenrechtlerinnen Hudā Schaʿrāwī und Sīzā Nabrāwī gesagt, sie hätten ausgesprochen, „dass die Unwissenheit der Frau und die Gesetze, die ihnen in den meisten muslimischen Gesellschaften in dieser Zeit auferlegt werden, in völligem Widerspruch zu den Intentionen und der Botschaft der islamischen Religion steht, und der einzige Grund für die Unwissensheit der Muslime hinsichtlich der Intentionen ihrer erhabenen Religion ist, dass sie den alten Sitten und Gebräuchen, die schon ihre Vorfahren durchgeführt haben, folgen.“ Mit diesen letzten Worten spielt der Autor auf Sure 2:170  an.
In der Ausgabe von 1928 hat al-Hadi noch weitere polemische Aussagen hinzugefügt, die sich gegen die traditionellen Religionsgelehrten wenden. So wird in Kapitel 7 erzählt, dass das Gesicht Faridah Hanoms während ihrer Rede über die Notwendigkeit von Frauenbildung glutrot war vor Erregung und ihr die Tränen herunterrannen, als „sie daran dachte, dass ihr Volk, ihre Nation und ihr Heimatland unter die Herrschaft einer anderen Nation geraten waren, wegen der Dummheit ihrer großen Männer und Führer“. In der Ausgabe von 1928 ist das Wort „Führer“ (ketua-ketua) durch Religionsführer (ketua-ketua agama) ersetzt und es wird über diese ausgesagt, dass sie „sich von den Worten Gottes und seines Gesandten gelöst hatten, um sich an Menschenworte zu halten, die nicht von Gott als Offenbarung und Pflicht herabgesandt waren“. Dies habe den Ruin der Muslime in ihrer Religion und ihren weltlichen Angelegenheiten herbeigeführt. Und wenig später sagt sie, dass man die Rede derjenigen „engstirnigen Menschen“ (orang safih) ignorieren müsse, „die […] sich anstelle des Propheten Mohammed Gelehrte zu geistlichen Oberhäuptern genommen haben, von denen sie sagen, dass sie die Erben des Propheten seien.“
Wenn junge Leute ein falsches Bild vom Islam haben, erklärt Talaat Bey im letzten Kapitel, so liege das daran, dass sie denken, dass die islamische Religion das ist, was die traditionellen Religionsführer gebieten. Diese seien jedoch keine „Leute, die als Beispiel für die Botschaft der erhabenen islamischen Religion genommen werden können. Sie sind vielmehr die Feinde und Gegner, die den Geist dieser hochehrwürdigen Religion töten wollen.“ Dem Sohn und den gebildeten jungen Leuten obliege es, sie zu bekämpfen, „weil sie die größten Feinde sind, die die Religion zerstören wollen.“

### Der Appell an die politischen Verantwortlichen

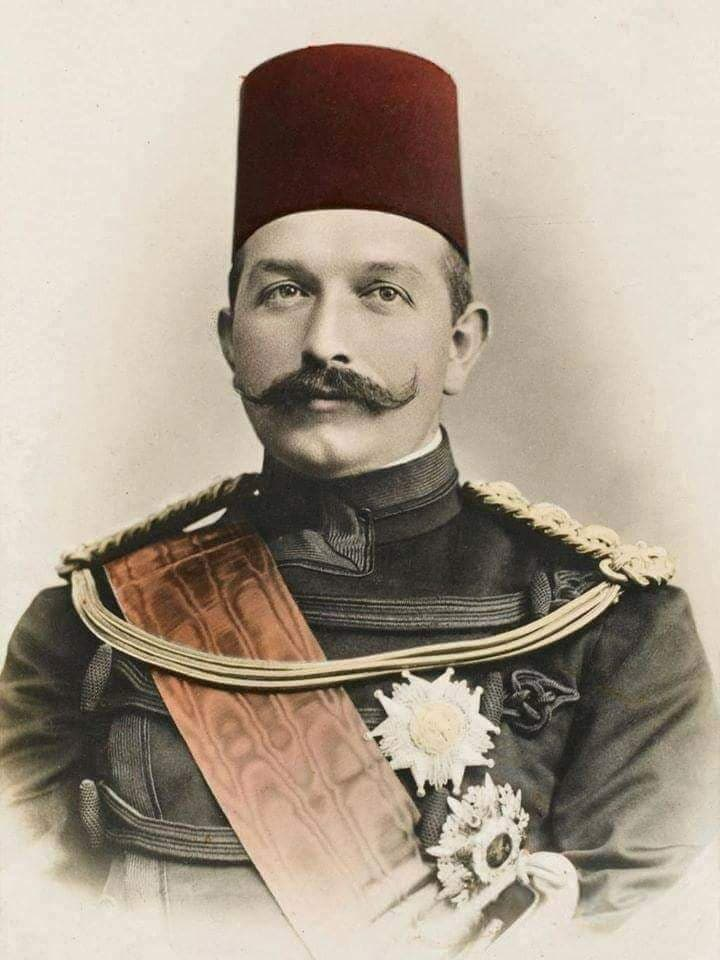
Der Khedive Abbas Hilmi wird in der Hikayat Faridah Hanom als Hoffnungsträger der reformorientierten jungen Generation präsentiert

Im Gegensatz zu den Religionsführern wird der Khedive Abbas Hilmi in der Hikayat Faridah Hanom umgekehrt als Hoffnungsträger der jungen Generation präsentiert, die nach Reformen strebt. So erklärt Shafik in seiner Antwort auf Faridahs programmatische Rede zu den Frauenrechten, dass zwar die alten Männer, die führenden Köpfe der Regierung des Landes und die Religionsführer starr an der „alten Ordnung, der Ordnung der Vorfahren“ (peraturan lama, peraturan datuk nenek moyang) festhielten, mit Abbas Hilmi jedoch Hoffnung auf Änderung bestehe: „Da aber unser jetziger Herrscher noch sehr jung ist und eine hohe Bildung besitzt, ist die Hoffnung von uns jungen Männern groß, dass wir eine Änderung der alten Gewohnheiten (adat lama) hin zu einem neuen, zeitgemäßen Leben erreichen.“ Der Roman Faridah Hanom sollte nach Hooker seine Leser überzeugen, dass das, was in Ägypten erreicht worden war, auch bei den Malaien erreicht werden konnte.
Faridah selbst macht deutlich, dass sie bei der Befreiung der Frauen keine Hilfe von den Männern erwartet, weil diese von ihrer Unfreiheit profitieren, sondern allein bei den politisch Verantwortlichen:

„Wir Frauen hegen keinerlei Hoffnung darauf, dass die Männer uns dabei helfen werden, uns aus dem schmutzigen Loch zu befreien, an dem sie selbst Freude haben. Vielmehr streben wir danach, unsere Rechte selbst bei der vizeköniglichen Regierung und den einsichtigen Gelehrten, die ein Bewusstsein für wahre Humanität besitzen, einzufordern, was auch immer uns daran hindern möge, denn das ständige Leben in Versklavung kann von der Leidenschaft eines freien Menschen nicht länger akzeptiert werden.“

## Rezeption
Der Roman Faridah Hanum war außerordentlich erfolgreich. Sayyid Shaykh al-Hadi begründete den Neudruck des Romans ein Jahr nach seinem ersten Erscheinen mit dem „großen Zuspruchs der Leser zu dieser Geschichte und der großen Zahl von Briefen, die uns erreichen und dies verlangen“. Der malaiische Literaturhistoriker Za’ba vermerkt 1940 in einem Überblick zur modernen Malaiischen Literatur, dass der Roman „von einem bis zum anderen Ende der Halbinsel“ gelesen wurde und der Autor damit auf einen Schlag berühmt wurde. Die „religiöse Bruderschaft der alten Schule“ sei jedoch „ordentlich empört“ (grossly scandalized) gewesen. Der prompte Erfolg des Romans lässt sich nach Farish Noor daran erkennen, dass überall im Land Eltern begannen, ihre Töchter Faridah Hanom zu nennen.
Der Erlös aus dem Verkauf des Romans ermöglichte Sayyid Shaykh al-Hadi, 1927 in seinem Wohnort die Jelutong Printing Press einzurichten, die zum wichtigsten Verlag islamischer reformistischer Publikationen in Malaya werden sollte. In seinem Verlag publizierte al-Hadi eine zweite überarbeitete und erweiterte Auflage des Romans. Der erste Teil erschien schon im Jahre 1928. Wie der Autor in der Vorrede erklärt, fügte er bei diesem Druck vieles hinzu, „was zur Zeit des ersten Drucks ausgelassen wurde“. Die meisten Ergänzungen (darunter auch Bilder) sollten dabei den zweiten Teil betreffen, der erst später, nach Veröffentlichung seines zweiten Liebesromans Hikayat Taman Cinta Berahi, in seiner neuen Heftroman-Reihe Angan-angan kehidupan („Gedanken über das Leben“) erscheinen sollte. Die Zurückstellung der Veröffentlichung des zweiten Teils begründete al-Hadi damit, dass er noch Zeit für die Hinzufügungen brauchte. Da der zweite Teil für ein Monatsheft zu umfangreich war, plante er, diesen auf zwei Monatshefte von Angan-angan kehidupan aufzuteilen. In der Reihe Angan-angan kehidupan veröffentlichte al-Hadi Ende der 1920er Jahre noch drei weitere Liebesromane: Hikayat Anak Dara Ghassan, Hikayat Puteri Nur ul-ʿAin und Hikayat Cermin Kehidupan. Alle diese Bücher waren sehr beliebt, doch erreichte keines von ihnen die Popularität seines ersten Romans.

### Textausgaben und deutsche Übersetzung
Das Buch erlebte insgesamt sechs Auflagen:
| Auflage | Verlag           | Ort          | Datum   | Schrift    | Bände | Seitenzahl | Kommentar |
| ------- | ---------------- | ------------ | ------- | ---------- | ----- | ---------- | --- |
| 1.      | Mercantile Press | Penang       | 1926    | Jawi       | 2     | 335        | |
| 2.      | Jelutong Press   | Penang       | 1927/28 | Jawi       | 2     | 485        | Der Text ist in Kapitel 7 leicht erweitert. |
| 3.      | Qalam            | Singapore    | 1950    | Jawi       | 4     | 385        | Der Neudruck wird damit begründet, dass die Leser sehen sollen, „wie der Reim (sajak), die Anordnung der Worte und die malaiische Sprache sind, die von den vergangenen Autoren verwendet wurde, auf dass sich unsere Leute in dieser Zeit und in der Zukunft daran ein Beispiel nehmen“. Die Umschläge, auf denen der Titel des Buchs verkürzt mit Faridah Hanom wiedergegeben ist, sind mit Kinoplakaten des ägyptischen Films Ahibbak inta von 1948, auf denen die beiden Schauspieler Farid el Atrache und Samia Gamal als Liebespaar in verschiedenen Posen abgebildet sind, gestaltet. Auf einem der Bilder küsst sich das Liebespaar auf die Lippen, auf einem anderen sitzt die Frau im Bett, und der Mann an der Bettkante. |
| 4.      | Pustaka Antara   | Kuala Lumpur | 1964    | Lateinisch | 1     | 330        | Der Titel ist hier auch auf dem Titelblatt zu Faridah Hanom vereinfacht. Es handelt sich um die erste Auflage in lateinischer Schrift (Ejaan Za'ba). Wie im Impressum und im Vorwort des Herausgebers gesagt wird, folgt der Text der zweiten Auflage von 1927/28 und ist „hinsichtlich Punkten, Kommas, Interpunktion und Absätzen neu angeordnet worden, um es dem Leser zu erleichtern, Inhalt und Sinn dieser Erzählung zu begreifen.“ Ungewöhnliche malaiische und arabische Wörter werden in einem Textanhang mit Endnoten erklärt. Die Textausgabe richtet sich vor allem an Wissenschaftler und Literaten. So heißt es im Klappentext: „Wir überlassen dieses Buch ganz und gar dem Leser, als einen reichen echten Urwald, als ein fruchtbares Hügelland mit Tälern, damit es von unseren Literatur-Ingenieuren erforscht und erkundet wird und sie sein Holz herausnehmen und seine Metalle abbauen, für das Gedeihen der Fabriken unserer nationalen Literatur.“ |
| 5.      | Pustaka Antara   | Kuala Lumpur | 1985    | Lateinisch | 1     | 288        | Die Rechtschreibung ist hier an die neue Orthographie (Ejaan yang Disempurnakan) angepasst, und die Endnoten sind in Fußnoten umgewandelt. |
| f       | Nubook Press     | Kuala Lumpur | 2017    | Lateinisch | 1     | 315        | |

Die lateinschriftlichen Textausgaben, die nach dem Tode des Autors herausgegeben wurden, geben den Text nicht wortgetreu wieder und weisen stellenweise Lücken auf. Patrick Franke hat daher in der Wikiversität im Rahmen seines Hikayat-Faridah-Hanom-Projektes eine kritische Edition erstellt, die sich an den ersten beiden Auflagen orientiert. Die Abweichungen zwischen den verschiedenen Textausgaben sind hierbei jeweils im kritischen Apparat mit Buchstaben gekennzeichnet. Die kritische Edition ist von einer deutschen Übersetzung begleitet und über die Seitenzahlen verlinkt.

### Einschätzung der literaturgeschichtlichen Bedeutung
Die Hikayat Faridah Hanom wird von vielen Autoren als der „erste Roman auf Malaiisch“ bzw. als „der erste malaiische Roman im eigentlichen Sinne“ eingeordnet. Allerdings ist diese Einordnung von anderen Autoren in Zweifel gezogen worden. So betrachtete William Roff die Detektivgeschichte Cerita Kecurian Lima Million Ringgit („Die Geschichte von dem Fünf-Millionen-Ringgit-Raub“), die 1922 in Kota Bharu veröffentlicht wurde, als den ersten malaiischen Roman. Rosnah Baharudin meint, dass sich sogar noch ein früherer malaiischer Roman ausmachen lässt, nämlich die Hikayat Panglima Nikosa Mendapat Kesusahan Waktu Perang Sampai Mendapat Kemenangan („Die Geschichte des Kommandanten Nikosa, der sich während des Krieges Ungemach zuzog, bis er den Sieg erlangte“) von Ahmad Shawal Abdul Hamid. Sie erschien bereits 1876 in Kuching, Sarawak, war allerdings nur 29 Seiten lang.
Der malaysische Literaturkritiker Yahaya Ismail sah die eigentliche Bedeutung des Romans darin, dass in ihm zum ersten Mal in der malaiischen Literaturgeschichte eine ideelle Liebe mit intellektuellem Wert in den Mittelpunkt gerückt wurde. So schrieb er 1974 in einem Artikel über Sayyid Shaykh al-Hadi als „Eröffner einer neuen Zeit auf dem Gebiet des Romans“:

„Die Liebe in diesem Werk war keine Liebe eines Helden, der nach einer Frau sucht, die ihm im Traum gezeigt worden, oder der er bei einem Abenteuer begegnet ist, wie es den meisten Hikayats der Fall ist, sondern die Liebe in der Hikayat Faridah Hanum hat einen intellektuellen Wert… die Liebe zwischen den beiden stellt eher eine spirituelle Einheit dar, die sich aus gemeinsamen Empfindungen ergibt. Eine solche Art von Liebe war ein neues Thema in der malaiischen Literatur dieser Zeit.“

A. Wahab Ali meint, dass die literaturgeschichtliche Bedeutung des Romans vor allem darin liegt, dass mit ihm neue Themen wie die Freiheit des Umgangs mit dem anderen Geschlecht und Frauenemanzipation in die malaiische Literatur eingeführt wurden.
Für Othman Kelantan und Abdullah Tahir ist die Hikayat Faridah Hanom ein Roman „in der Zeit des Übergangs von der Hikayat zum Roman“. Sie setze noch die Tradition der Gegenüberstellung von Gut und Böse fort, beinhalte Abenteuerelemente und thematisiere die Liebe zwischen einer Jungfrau und einem Jüngling. Der Unterschied zur Hikayat bestehe aber darin, dass sich der Roman mit vielen anderen Fragen befasse, wie dem Kampf für die Befreiung der Frau, der Durchsetzung von Moral und religiösen Vorschriften, Liebe zum vom Feind bedrohten Heimatland und Wohltätigkeitsaktivitäten in der Gesellschaft. Eine Abweichung gegenüber der Hikayat bestehe auch in dem realistischen Schauplatz des Romans mit der Nennung von klar zu identifizierenden Orten und konkreten Zeitangaben wie „im Mai 1894“. Außerdem würden in dem Roman innere Konflikte der Protagonisten zur Steigerung von Spannung eingesetzt, während in der Hikayat die Handlung im Allgemeinen auf physischen und fantastischen Ereignissen basiere.

### Die Diskussion über mögliche Vorlagen
Viel diskutiert wurde die Frage, ob es sich bei Faridah Hanom um ein eigenständiges Werk oder die Adaptation eines ägyptischen Romans handelt. Pendeta Za'ba äußerte schon 1940 die Vermutung, dass die Hikayat Faridah Hanom „die Adaptation eines Liebesromans einer wohlhabenden und gebildeten Familie des modernen Ägypten“ sei. Der malaysische Gelehrte Ismail Ibrahim behauptete 1968 in der Zeitschrift Dewan Masyarakat, dass die Namen der Charakter, die Dialoge und die im Roman verwendete Sprache ganz klar arabischen Einfluss erkennen ließen. Es sei unmöglich, dass Sayyid Sheikh al-Hadi, der nur einmal Ägypten besucht habe, ein so genaues und detailliertes Bild von Ägypten und seinen Traditionen gezeichnet haben, wie es der Roman biete. Ibrahim war sich sicher, dass Faridah Hanom die Bearbeitung eines arabischen Romans sei, und der wirkliche Autor jemand sei, „in dessen Adern ägyptisches Blut fließt.“ Al-Hadi habe diesen Roman übersetzt, weil dessen Ideen mit seinen progressiven Ideen übereinstimmten. Christine Campbell bezeichnete Faridah Hanum als „hybrides Werk“ und äußerte die Vermutung, dass ägyptische Übersetzungen von anrüchigen französischen Romanen seine Vorlage bildeten.
Abdul Wahab Ali stellte 1991 in einer Studie über die Entstehung des modernen indonesischen und malaiischen Romans die Vermutung an, dass Faridah Hanom von dem im Jahre 1914 veröffentlichten arabischen Roman Zainab. Dörfliche Szenen und Charaktere (Zainab. Manāẓir wa-aḫlāq rīfīya) des ägyptischen Literaten Muhammad Husain Haikal (1888–1956) inspiriert sein könnte. In diesem Roman leidet ähnlich wie in Faridah Hanom die Protagonistin unter einer Zwangsheirat. Nach Abdul Wahab Alis Studie verbreitete sich bei malaiischen Wissenschaftlern die Auffassung, dass Haikals Zainab die Vorlage für Faridah Hanom sei. Talab Samat behauptete 1993, dass Faridah Hanom, wenn auch der erste malaiische Roman, „vollgepackt mit umgearbeiteten Elementen“ (padat dengan unsur saduran) aus Zainab sei. Rosni bin Samah, der die beiden Romane in einer vergleichenden Studie untersuchte, kam 2008 zu dem Schluss, dass der Einfluss vor allem im Bereich der Themenwahl, der behandelten Fragen, der Charaktere, der Handlungsstruktur und des gezeichneten Hintergrunds erkennbar sei. Sayyid Sheikh al-Hadi habe zwar nicht Zainab direkt ins Malaiische übersetzt, den Roman aber gelesen und als Ergebnis seiner Lektüre eine malaiische Adaption erstellt, um sein eigenes Werk zum Erfolg zu führen. Nach Mujahid Bahjat und Basil Q. Muhammad beeinflusste Zainab den malaiischen Roman vor allem hinsichtlich der Protagonistin, die wie Zainab wegen ihrer unerfüllten Liebe krank wird, während ihr Liebhaber in den Krieg im Sudan zieht. Während Zainab aber an ihrer Krankheit stirbt, nimmt die Liebesgeschichte der Hikayat Faridah Hanom ein glückliches Ende.
Die Gegenmeinung, dass es sich nämlich bei Faridah Hanom um ein Originalwerk von Sayyid Sheikh al-Hadi handelt, für das es keine Vorlage gibt, wurde erstmals von Yahaya Ismail vertreten. Er äußerte 1968 in einem Aufsatz in der Zeitschrift Dewan Masyarakat die Auffassung, dass al-Hadi nach Ägypten gereist sei, Arabisch gesprochen habe und ein Schüler von Muhammad ʿAbduh gewesen sei und es von daher gut möglich sei, dass er den Roman auf Grundlage seiner Erfahrung, seines Wissens und seiner Phantasie produziert habe. Den fremden Schauplatz habe er nur gewählt, um den Zorn der rechtgläubigen malaiischen Gesellschaft über die angesprochenen Probleme abzuwenden. Auch Virginia Hooker war davon überzeugt, dass es sich bei Faridah Hanom um eine „Originalerzählung“ handelt. Sie wies darauf hin, dass ein bedeutender Unterschied zwischen Zainab und Faridah Hanom darin besteht, dass erstere als schüchternes Bauernmädchen dargestellt wird, während letztere der ägyptischen Aristokratie zugehört, sehr selbstbewusst auftritt und aufgrund ihrer umfassenden Bildung auch Reden halten und Männern Ratschläge erteilen kann. Deswegen meint sie, dass es irreführend wäre zu behaupten, dass Faridah Hanom die Adaptation eines ägyptischen Werks sei. Sie sieht auch bei dem beherrschenden Gedanken der beiden Romane einen Unterschied: Während das Hauptthema von Zainab soziale Ungerechtigkeit sei, gehe es in Faridah Hanom um islamischen Modernismus.
Rosnah Baharudin arbeitete noch weitere Unterschiede zwischen Faridah Hanom und Zainab heraus. Sie wies darauf hin, dass Shafik Efendi im Gegensatz zu Ibrāhīm freiwillig zum Kriegsdienst in den Sudan zieht, nicht gezwungenermaßen, sondern aus Patriotismus und um seinem Leben ein Ende zu setzen, und dass Zainab in Haikals Roman nicht direkt für Frauenrechte eintritt. Die Ähnlichkeiten zwischen den beiden Romanen schätzt sie als sehr gering ein. Faridah Hanom ist ihrer Auffassung nach höchstwahrschein ein Originalroman al-Hadis und keine Adaption von Zainab.
Abdul Rahman Yusof, Leiter der Abteilung für moderne Literatur im Dewan Bahasa dan Pustaka, schrieb 2003, es sei ein Problem der wissenschaftlichen Ethik, dass 30 Jahre, nachdem die Frage aufgeworfen wurde, immer noch behauptet werde, dass der Roman Faridah Hanom eine Adaptation sei, obwohl niemand den erhofften Beweis einer Vorlage erbringen konnte. Wenn es dafür keine Beweise gebe, könne man nicht einfach sagen, dass der Roman eine Adaptation sei. Auch die malaiische Literaturgeschichte, die das immer wieder als Faktum hinstelle, müsse in dieser Hinsicht korrigiert werden, damit Schüler und Öffentlichkeit nicht in die Irre geführt würden.